# Wojna domowa w Libii
I wojna domowa w Libii (zwana również rewolucją libijską) – wojna domowa rozpoczęta po wystąpieniu opozycji przeciwko złej sytuacji materialnej, bezrobociu, korupcji, ograniczaniu swobód obywatelskich oraz długoletnim rządom Mu’ammara al-Kaddafiego. Protesty zapoczątkowane 15 lutego 2011 pod wpływem udanych rewolucji w Tunezji i Egipcie przerodziły się w wojnę domową i interwencję zbrojną NATO.
Do pierwszych wystąpień pod wpływem sytuacji w innych krajach arabskich doszło w styczniu 2011. Libijska sytuacja społeczno-polityczna przedstawiała się na niekorzyść rządu, podobnie jak w krajach objętymi rewolucją. Wówczas rząd, obawiając się wzmocnienia protestów, obniżył podatki i cła na krajowe oraz importowane produkty żywnościowe. Protesty wznowiono jednak 15 lutego, po obaleniu prezydenta Egiptu, Husniego Mubaraka. 17 lutego zorganizowano tzw. Dzień Gniewu – masowe antyrządowe wystąpienia w całym kraju.
Doszło wówczas do pierwszych walk zbrojnych. Do walki przeciwko rebeliantom Mu’ammar al-Kaddafi zaciągnął zagranicznych najemników. 21 lutego w Trypolisie doszło do masakry protestujących, w której zginęło ok. 300 osób. Tego samego dnia rebelianci zajęli miasto Bengazi, które później stało się siedzibą władz powstańczych. 22 lutego al-Kaddafi przemówił do narodu, grożąc śmiercią każdemu, kto wykaże się nielojalnością i przystąpi do walki z siłami rządowymi.
24 lutego rozpoczęła się ofensywa rebeliantów na obu frontach – zachodnim (trypolitańskim) i wschodnim (cyrenajskim). W wyniku sukcesów rebeliantów na frontach i buntów kolejnych miast, rząd ogłosił podwyżkę płac. 26 lutego Mustafa Muhammad Abd al-Dżalil, minister sprawiedliwości w rządzie Mu’ammara al-Kaddafiego, który ustąpił ze stanowiska 21 lutego, w Bengazi powołał Narodową Radę Tymczasową. Tego samego dnia RB ONZ wprowadziła rezolucję nr 1970, która zamroziła wszelkie aktywa al-Kaddafiego.
W reakcji na bunt miast w górach Dżabal Nafusa na froncie trypolitańskim, siły rządowe rozpoczęły tam 1 marca ofensywę, w której wyniku jeszcze tego samego dnia odbiły największe miasto w regionie – Gharjan. W kolejnych dniach walki wygasały i opierały się na oblężeniu miast – Az-Zintanu, Jafranu oraz Nalutu.
Na początku marca rebelianci kontrolowali cały wschód kraju i zapowiedzieli marsz na Trypolis. Wówczas zarządzono mobilizację w wojsku narodowym i 6 marca ruszyła rządowa ofensywa. Rebelianci tracili kolejne miasta – Bin Dżawwad (6 marca), Ras al-Unuf (10 marca), Zuwarę (14 marca), Marsę al-Burajkę (15 marca), Adżdabiję (17 marca). Rebelianci zostali zepchnięci do Bengazi. Podczas prowadzenia militarnej operacji przez wojska al-Kaddafiego, arena międzynarodowa debatowała nad wprowadzeniem strefy zakazu lotów nad Libią i ewentualną interwencją wojskową. Gdy wojska al-Kaddafiego stanęły u bram Bengazi, RB ONZ wprowadziła rezolucję nr 1973, która zakazywała lotów libijskich samolotów bojowych bombardujących zarówno pozycje rebeliantów, jak i cywilów. Dzień po tym, 18 marca, rząd ogłosił jednostronne zawieszenie broni, którego jednak nie zamierzał przestrzegać.
Realizując postanowienia rezolucji ONZ nr 1973, 19 marca 2011, kilka państw rozpoczęło militarną „operację reagowania kryzysowego”, mającą na celu egzekucję zakazu lotów nad Libią. W wyniku ataków za pomocą pocisków manewrujących i uderzeń powietrznych lotnictwa, zniszczeniu uległa większość libijskiego systemu przeciwlotniczego. 20 marca libijskie władze ogłosiły kolejne zawieszenie broni, które także nie było przestrzegane. W czasie kiedy siły koalicji bombardowały kolejne cele w Libii, siły powstańcze prowadziły z Bengazi kontrnatarcie na zachód.
W dniach 26–27 marca rebelianci zajęli wszystkie miasta portowe we wschodniej Libii, które siły rządowe odbiły podczas swojej ofensywy – Adżdabija i Marsa al-Burajka (26 marca), Ras al-Unuf i Bin Dżawad (27 marca). Tym samym sytuacja na froncie wschodnim powróciła do stanu sprzed 6 marca. Jednak 28 marca kontrofensywa została zatrzymana pod Syrtą, rodzinnym miastem Mu’ammara al-Kaddafiego. Dzień później lojaliści rozpoczęli uderzenie na wschód. Wojsko zajęło Bin Dżawad (29 marca) i Ras al-Unuf (30 marca).
31 marca NATO przejęło dowództwo nad operacją międzynarodową od koalicji państw zachodnich. Wraz z początkiem kwietnia sytuacja na froncie cyrenajskim stabilizowała się. Ofensywa sił rządowych została wyhamowana w Marsa al-Burajce, która została ostatecznie zdobyta przez lojalistów 6 kwietnia. Następnie wojsko atakowało Adżdabiję, jednak szturm został odparty 11 kwietnia. Po tym dochodziło do pojedynczych potyczek na pustyni między Marsa al-Burajką i Adżdabiją.
Z kolei na froncie zachodnim wojsko oblegało cztery miasta: Nalut, Zintan, Jafran oraz Misratę. W tym ostatnim trwały nieustanne krwawe walki i katastrofalny kryzys humanitarny. 21 kwietnia rebelianci przejęli kontrolę na przejściem granicznym z Tunezją w Wazinie. 23 kwietnia siły rządowe odbiły oblegany Jafran, rozpoczęły oblężenie utraconego Wazinu, który został przejęty przez nich 28 kwietnia. 29 kwietnia siły al-Kaddafiego przekroczyły granicę z Tunezją. Tam doszło do bitwy z armią tunezyjską, która pokonała wojsko libijskie. Po tym wydarzeniu przejście w Wazzinie było ponownie kontrolowane przez rebeliantów.
Siły NATO oprócz codziennych bombardowań infrastruktury wojska atakowały rezydencje samego Mu’ammara al-Kaddafiego. Do pierwszego nalotu na kompleks budynków rządowych w Trypolisie doszło 25 kwietnia. Kolejne podobne uderzenie miało miejsce 30 kwietnia. Zginął w nim syn libijskiego przywódcy – Saif al-Arab al-Kaddafi.
Na początku maja rozpoczęła się ostatnia fazy bitwy o Misratę. Po wielomiesięcznym oblężeniu rebelianci 11 maja ogłosili zwycięstwa w mieście i jednocześnie ruszyli z natarciem na zachód w kierunku stolicy. Mimo powietrznej pomocy NATO marsz na zachód został przez siły al-Kaddafiego przerwany już w połowie maja. Tym samym walki toczyły się na przedpolach Misraty, co pozwoliło lojalistom na wyprowadzanie pojedynczych ataków na miasto, które zostało w znacznym stopniu zniszczone podczas oblężenia.
Pod koniec maja alianci zintensyfikowali naloty na Trypolis. Każdą noc atakowano kompleks rezydencji i biur rządu libijskiego, bunkry oraz infrastrukturę wojskową sił libijskich. 1 czerwca Sojusz przedłużył mandat misji do września. 4 czerwca NATO po raz pierwszy użyło w akcji militarnej w Libii śmigłowców bojowych.
W maju aktywność lojalistów na froncie Dżabal Nafusa spadła. Armia jednak nadal ostrzeliwała za pomocą rakiet oblegane miasta. W czerwcu inicjatywę przejęli rebelianci. Zabezpieczali elektrownie i pola naftowe. 6 czerwca po ciężkich walkach zdobyli kontrolę nad Jafranem. W dniach 11-12 czerwca opozycjoniści dokonali szturmu na Az-Zawiję leżącą 50 km od stolicy, jednak zostali pokonani przez wojsko narodowe. Tymczasem sytuacja pod Misratą stała się patowa. Obie strony dokonywały bezskutecznych ataków na tyły wroga. Do końca czerwca rebelianci zdobyli kontrolę nad niemal całym regionem gór Dżabal Nafusa.
27 czerwca Międzynarodowy Trybunał Karny (MTK) w Hadze wydał nakaz aresztowania Mu’ammara al-Kaddafiego, oraz jego syna Sajfa Al-Islama, a także szefa libijskiego wywiadu Abdullaha Al-Senussiego. Wniosek o aresztowanie Libijczyków za podejrzenie o popełnienie zbrodni przeciwko ludzkości został wystosowany w maju przez głównego prokuratora trybunału Luisa Moreno-Ocampo.
W połowie lipca rebelianci ruszyli z ofensywą na froncie wschodnim oraz południowym. Po kilku dniach ciężkich walk o Marsę al-Burajkę, rebelianci co prawda dostali się do miasta, jednak zostało ono silnie zaminowane i pod wpływem nieustannych ataków ze strony wroga zostali 21 lipca zmuszeni do odwrotu. Dokładnie tydzień po bitwie zamordowano dowódcę rebeliantów – generała Abd al-Fataha Junusa. Natomiast na froncie południowym rebelianci zabezpieczyli kilka miast, poruszając się ze wschodu na zachód. Tymczasem Narodowa Rada Tymczasowa z Bengazi uzyskiwała coraz większe uznanie na arenie międzynarodowej.
Pod koniec lipca rebelianci rozpoczęli ofensywę w Dżabal Nafusie, w której wyniku opanowali cały górzysty region. Po zajęciu miasta Bir al-Ghanem (6 sierpnia), bojownicy ruszyli na Az-Zawiję, do której dotarli 13 sierpnia. Tymczasem, kiedy bojownicy walczyli o Az-Zawiję i prowadzili kampanię na wybrzeżu, oddział z Dżabal Nafusa zajął największe miasto tego regionu – Gharjan (15 sierpnia). 17 sierpnia rebelianci weszli do Sabraty, dzień później do Zuwary. 19 sierpnia padł Zalitan oraz Marsa al-Burajka na froncie wschodnim. 20 sierpnia rebelianci zwyciężyli w Az-Zawiji, a jedna z brygad powstańczych dotarła do Trypolisu, gdzie rozpoczęła się bitwa o kontrolę nad stolicą kraju. Rebelianci opanowali całkowicie miasto 28 sierpnia. Dwa dni wcześniej przeniosła tam swoją siedzibę Narodowa Rada Tymczasowa. Powstańcy rozpoczęli operacje przejmowania pozostałych części kraju i poszukiwania Mu’ammara al-Kaddafiego.
W połowie września siły lojalistów kontrolowały ok. 10–15% powierzchni kraju. Na północy rebelianci odizolowali i otoczyli miasta Bani Walid oraz Syrtę. 21 września powstańcy zdobyli Sabhę, największe miasto w południowej Libii. W Fazzanie ostatnim bastionem sił al-Kaddafiego była gmina Ghat, która została opanowana do końca września.
W październiku ciężkie walki trwały o dwa ostatnie bastiony rządu Mu’ammara al-Kaddafiego – Bani Walid oraz Syrtę. Pierwsze z tych miast zostało zdobyte przez siły rebeliantów 17 października, natomiast Syrta 20 października. Tego samego dnia, po ataku lotniczym NATO na konwój kilkudziesięciu pojazdów opuszczających miasto i późniejszej wymianie ognia pomiędzy rebeliantami a ocalałymi lojalistami, zabity został pojmany wcześniej Mu’ammar al-Kaddafi. Oficjalnie nowe władze wyzwolenie Libii ogłosiły w Bengazi 23 października 2011. Ten dzień uznaje się za zakończenie wojny domowej.

## Geneza konfliktu

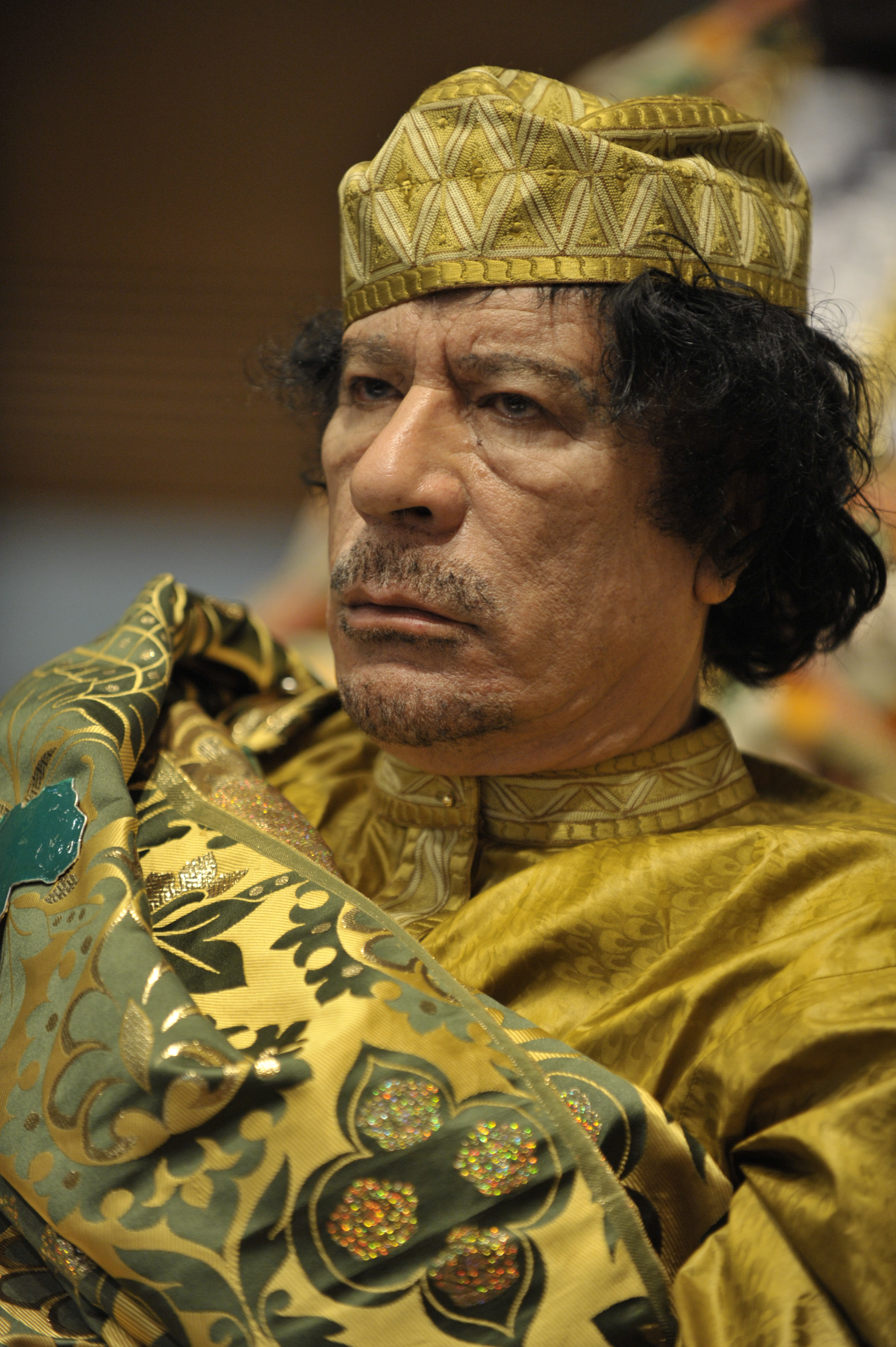
Mu’ammar al-Kaddafi (1942-2011), 2009

W 1969 Mu’ammar al-Kaddafi, po obaleniu 1 września tr. monarchii pierwszego i jedynego króla Libii, Idrisa I, został przywódcą Libii. Proklamowano utworzenie Libijskiej Republiki Arabskiej. Zlikwidowano wojskowe bazy brytyjskie i amerykańskie, zmuszono do wyjazdu 25 000 mieszkających w Libii Włochów oraz przeprowadzono nacjonalizację wydobycia i przetwórstwa ropy naftowej. Al-Kaddafi stworzył państwo autorytarne, oparte na islamie, zarządzane przez Kongresy Ludowe. W latach 70. al-Kaddafi wydał Zieloną książkę, w której opisał ustrój Libii, mający być alternatywą wobec kapitalizmu i komunizmu.
W lipcu 1977 Libia przegrała krótkotrwałą, przygraniczną wojnę z Egiptem, a w latach 1986–1987 Czad pokonał Libię w tzw. wojnie Toyot. Tymczasem Libia rozwijała się ekonomicznie, a dzięki dochodom płynącym z bogatych złóż ropy naftowej stała się krajem niezależnym od Zachodu. Miliardy dolarów uzyskane z ropy wydano na szkoły, drogi, domy, szpitale, rozwój rolnictwa oraz broń i popieranie ruchów narodowowyzwoleńczych w innych częściach świata.
W latach 80. al-Kaddafi zmagał się z islamskimi radykałami. W 1986, w odpowiedzi na sponsorowanie przez Libię zamachów terrorystycznych w Europie, w tym na lotniska w Rzymie i Wiedniu oraz dyskotekę La Belle w Berlinie Zachodnim, Stany Zjednoczone przeprowadziły operację El Dorado Canyon, podczas której wykonano uderzenia lotnicze na cele na terytorium Libii. W 1988 libijskie służby bezpieczeństwa przeprowadziły zamach bombowy nad Lockerbie w Szkocji, w lecącym z Londynu do Nowego Jorku samolocie amerykańskich linii lotniczych Pan Am, w którego wyniku śmierć poniosło 270 osób na pokładzie samolotu i na ziemi.
W 1992 ONZ nałożyła na Libię sankcje gospodarcze. Ograniczenie wymiany międzynarodowej stało się bezpośrednią przyczyną trudności gospodarczych, które doprowadziły do konfliktów politycznych wewnątrz kraju. Sankcje zostały zniesione przez ONZ 12 września 2003, w wyniku przyznania się Libii do odpowiedzialności za atak w 1988 i zgody na wypłacenie 2,7 miliarda USD odszkodowań rodzinom ofiar zamachu. Libia jako członek OPEC była głównym eksporterem ropy naftowej do Europy. Libijska energia stanowiła jedną czwartą zaopatrzenia na światowym rynku dla krajów zachodnioeuropejskich. Wpływy ze sprzedaży ropy stanowiło 95% dochodów eksportowych oraz 20% wpływ PKB.
Kaddafi, po ustąpieniu Fidela Castro na Kubie w 2008 i śmierci prezydenta Gabonu Omara Bongo w 2009, był najdłużej urzędującym niekoronowanym przywódcą na świecie.
Na wybuch wojny domowej w Libii wpływ miały powstania ludowe w krajach arabskich rozpoczęte pod koniec 2010. Do pierwszych wystąpień społecznych doszło w Tunezji, gdzie obalono prezydenta. Taki sam scenariusz miał miejsce w Egipcie. Zainspirowani arabskimi rewolucjami Libijczycy także rozpoczęli od protestów antyrządowych.
W czasie protestów, w artykule w How Qaddafi Lost Libya opublikowanym w magazynie The New Yorker, Andrew Solomon napisał, że Sajf al-Islam al-Kaddafi, syn Mu’ammara al-Kaddafiego, miał przeprowadzić jedynie pozorne reformy, które dawały nadzieję, ale w praktyce nie były skuteczne. Dodał również, że dochody z ropy naftowej zostały rozdysponowane wśród stosunkowo niewielkiej populacji spośród sześciu milionów obywateli, a al-Kaddafi nie spełnia nawet najbardziej podstawowych obowiązków. Jednakże, rząd al-Kaddafiego miał również kilka sukcesów gospodarczych na tle innych krajów arabskich. Libijski parytet siły nabywczej (PPP), PKB per capita w 2010 wyniósł 14 878 dolarów, a jej wskaźnik rozwoju społecznego to 0.755%. Natomiast wskaźnik alfabetyzacji w 2009 wyniósł 86,8%. Liczby te były niższe w Egipcie i Tunezji.

## Początek wystąpień

### Pierwsze demonstracje
Do pierwszych ruchów antyrządowych w Libii doszło w dniach 13-16 stycznia 2011 w miastach Darna i Bengazi. Pod koniec stycznia Dżamal al-Hadżi zainspirowany rewolucjami w Tunezji i Egipcie, zapowiedział w internecie zorganizowanie demonstracji mających na celu, „wywalczenie większej wolności w Libii”. 27 stycznia 2011 rząd ustosunkował się do manifestacji, znosząc podatki i cła na krajowe i importowane produkty żywnościowe. 1 lutego 2011 Dżamal al-Hadżi został aresztowany przez nieumundurowanych funkcjonariuszy policji, a dwa dni później został zraniony przez nieznanego sprawcę, który znajdował się w jego samochodzie. Pozarządowa organizacja zajmując się prawami człowieka, Amnesty International, twierdziła, że wcześniejsze uwięzienie al-Hadżiego było odpowiedzią na pokojowe poglądy polityczne, rzeczywistym powodem obecnego aresztowania było jego wezwanie do demonstracji.

### Intensyfikacja działań
15 lutego 2011 w Libii rozpoczęły się masowe antyrządowe protesty. Pierwszym miastem, na którego ulice wyszli ludzie, by zaprotestować przeciwko 42-letnim rządom Mu’ammara al-Kaddafiego, było Bengazi. Wówczas 500-600 osób wyszło na ulice miasta. Doszło do walk z policją, w których wyniku rannych zostało 14 osób, w tym 10 funkcjonariuszy. Demonstracje zorganizowano za pośrednictwem Facebooka.
Kolejnego dnia protestujący obrzucili policję kamieniami. W odpowiedzi zostali ostrzelani gumowymi pociskami. Według służb medycznych, 38 osób zostało rannych w zamieszkach. Według świadków, bezpośrednią przyczyną protestów było aresztowanie obrońcy praw człowieka, który reprezentował ofiary policyjnych zabójstw w więzieniu Abu Salim. Rządowe media zignorowały protesty, nadając informacje o prorządowych demonstracjach w Bengazi, Trypolisie i innych miastach.

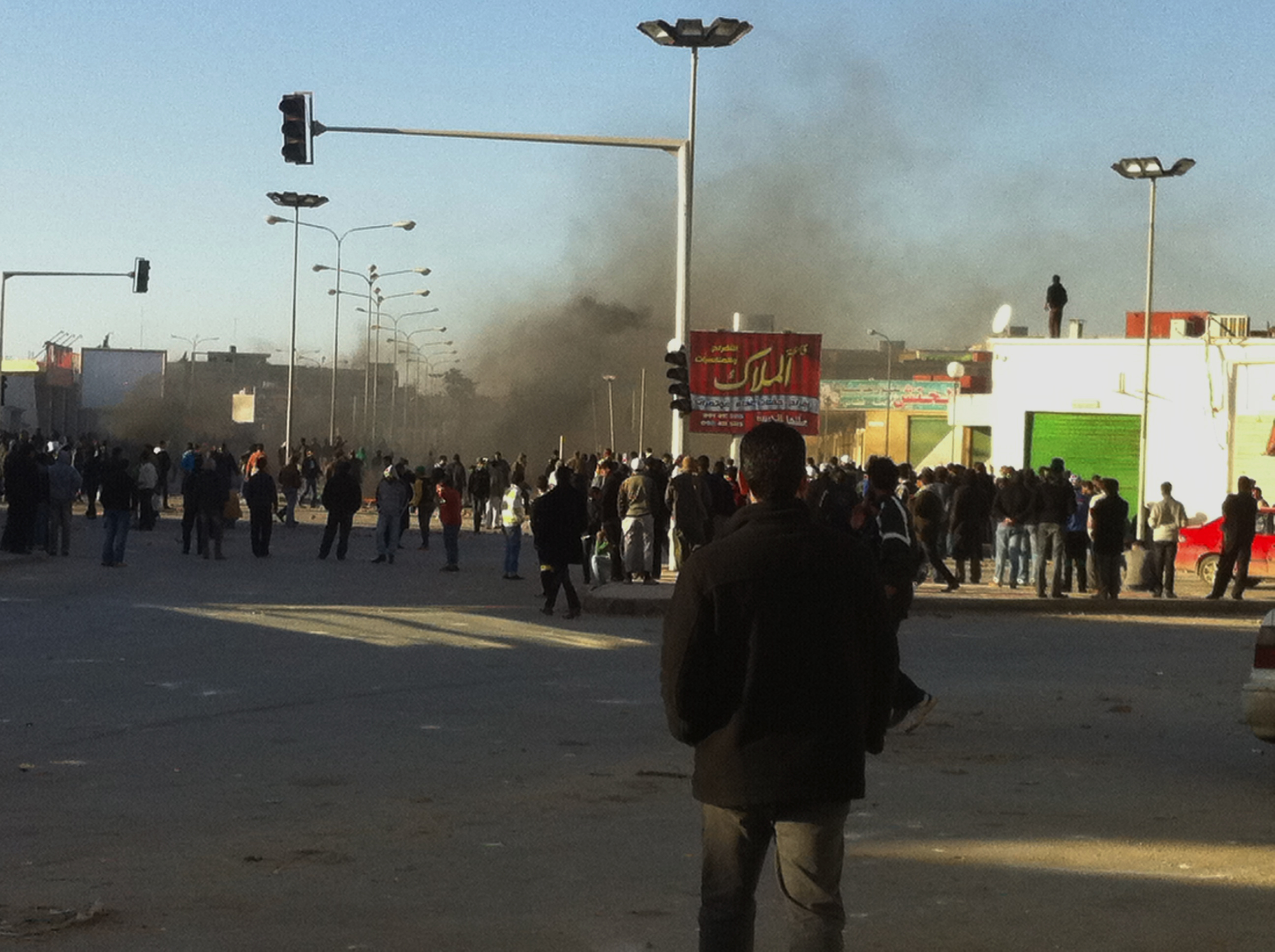
Zamieszki w Al-Bajdzie podczas „Dnia Gniewu”

Podczas „Dnia Gniewu” zorganizowanego 17 lutego 2011, według organizacji Human Rights Watch, zginęły 24 osoby. W trakcie starć pomiędzy siłami bezpieczeństwa i demonstrantami tylko w samym mieście Al-Bajda śmierć poniosło 11 osób, a kilkanaście odniosło rany. Z kolei w Bengazi siły bezpieczeństwa użyły ostrej amunicji przeciwko protestującym. W wyniku ostrzału zginęło sześć osób. W mieście Az-Zintan na zachód od Trypolisu śmierć poniosło dwóch demonstrantów.
18 lutego 2011 tysiące ludzi zgromadziły się w Bengazi. Demonstranci spalili tam kilka posterunków policji, budynków rządowych oraz zajęli siedzibę państwowej telewizji. W walkach zginęło 35 osób. Doszło także do buntu w miejscowym więzieniu, z którego zbiegło około 1000 osadzonych. Czterech zastrzelono, 150 złapano. W niektórych miastach zorganizowano wiece poparcia dla al-Kaddafiego. Demonstranci wyparli wieczorem siły bezpieczeństwa z miasta Bengazi, podpalono też siedzibę rozgłośni radiowej. Walki miały miejsce także w Al-Bajdzie. Siły bezpieczeństwa skierowały do walki z demonstrantami najemników z innych państw afrykańskich. 50 schwytanych najemników zostało straconych.
W nocy z 18 na 19 lutego 2011 zablokowano w Libii dostęp do internetu. Przez internet zwoływano masowe demonstracje. W związku z niespokojną sytuacją, polskie MSZ zaleciło 19 lutego 2011 powstrzymanie się od podróży do tego kraju. Po południu, podczas pogrzebu ofiar wcześniejszych starć w Al-Bajdzie, wojsko ostrzelało ludzi, zabijając 15 osób. Wielu zostało rannych. W tym samym czasie armia została wyparta z miasta.
19 lutego 2011 w Trypolisie doszło do wieców poparcia dla al-Kaddafiego. W mieście Al-Bajda islamiści porwali cywilów, policjantów i członków służb bezpieczeństwa. Domagali się zniesienia stanu wyjątkowego. Tego samego dnia w głównym ośrodku protestów – Bengazi – przed cmentarzem zginęło co najmniej 25 uczestników pogrzebów. Przedstawiciel Libii w Lidze Arabskiej Abd al-Munim al-Huni ogłosił swoją dymisję, która miała być poparciem dla demonstrantów. Według konsula RP w Libii Stanisława Gulińskiego, na terenie Cyrenajki nie sięgała już władza administracji al-Kaddafiego, armia przeszła na stronę protestujących, a do demonstrantów strzelali najemnicy.
20 lutego 2011 syn al-Kaddafiego, Sajf al-Islam, w wieczornym w telewizyjnym wystąpieniu zapewnił o pełnym poparciu armii, oraz że rząd Libii będzie walczyć o władzę do ostatniego człowieka. Przyznał jednak, że cywile zdobyli w walkach w Bengazi kilka czołgów. Media zagraniczne doniosły zaś, że na stronę protestujących przeszła elitarna jednostka „Piorun”. W godzinach popołudniowych i wieczornych wojsko strzelało do bezbronnych cywilów, mordując co najmniej 50 osób. Setki ludzi opuściło demonstracje z ranami postrzałowymi. Do demonstrantów strzelano z karabinów maszynowych, użyto noży oraz rakiet przeciwlotniczych.
Wieczorem tego samego dnia w Trypolisie antyrządowi demonstranci wdarli się do siedziby publicznego radia Asz-Szababia i publicznej telewizji Al-Dżamahirija 2, które następnie splądrowali oraz podpalili komisariaty policji i siedziby prorządowych Komitetów Rewolucyjnych. Tysiące zwolenników libijskiego przywódcy Mu’ammara al-Kaddafiego starły się z jego przeciwnikami na Placu Zielonym w Trypolisie. Według relacji świadków na ulicach słychać było strzały i widać płonące samochody.
21 lutego 2011 przez cały dzień walki trwały w Trypolisie, Bengazi, Al-Bajdzie, Adżdabiji, Darnie i Tobruku. W Trypolisie demonstranci podpalili gmach parlamentu, Salę Ludu. Do 15:00 opozycjoniści przejęli kontrolę nad miastem Ghadamis. a wieczorem także nad Bengazi i innymi miastami na wschodzie kraju. W stolicy zaatakowano twierdzę Bab al-Azizija w Trypolisie, gdzie mieszkał al-Kaddafi. Siły bezpieczeństwa otworzyły ogień do protestujących w Trypolisie. Wieczorem demonstranci zostali zbombardowani z wojskowych helikopterów. Helikoptery bombardowały cele ruchome co 20 minut. We wschodnich biednych dzielnicach Trypolisu wieczorem wybuchły regularne walki. W masakrze demonstrantów zginęło 200-300 osób.
Do dymisji podali się i przeszli na stronę opozycji ambasadorowie Libii urzędujący w Indiach, Tunezji, USA, Chinach, Indonezji, Wielkiej Brytanii i Malezji. Do dymisji w proteście przeciwko nadmiernemu stosowaniu przemocy wobec demonstrujących podał się także minister sprawiedliwości Mustafa Muhammad Abd al-Dżalil, który wkrótce stanął na czele władz powstańczych. Z kolei koalicja duchownych Sieć Wolnych Ulemów Libii wezwała do rebelii, którą określiła jako obowiązek każdego muzułmanina, a wpływowy egipski duchowny Jusuf Al-Kardawi wydał fatwę nakazującą żołnierzom libijskim zabicie al-Kaddafiego. Minister spraw zagranicznych Wielkiej Brytanii William Hague, powiedział, iż pojawiły się nieoficjalne pogłoski, że Mu’ammar al-Kaddafi mógł uciec do Wenezueli. Władze tego kraju zaprzeczyły jednak wszelkim spekulacjom o przyjęciu al-Kaddafiego, podobnie jak libijski minister informacji. Sajf al-Islam al-Kaddafi ogłosił natomiast wieczorem utworzenie komisji śledczej ds. zbadania aktów przemocy podczas zamieszek, do której wejdą przedstawiciele libijskich i zagranicznych organizacji praw człowieka.
W Bengazi opozycjoniści świętowali przejęcie kontroli nad miastem, zerwali z gmachu sądu wprowadzoną przez al-Kaddafiego flagę i wywiesili na jej miejsce flagę z czasów monarchii. Ochronę mienia i kierowanie ruchem przejęły młodzieżowe milicje. Prawdopodobnie także część jednostek wojskowych przeszła na stronę opozycji. W czasie pięciodniowej bitwy o Bengazi poległo 510 osób: 332 zabitych po stronie rebeliantów (202 demonstrantów i 130 zbuntowanych żołnierzy) oraz 178 zabitych po stronie sił al-Kaddafiego: 111 zabitych żołnierzy, 65 zabitych, 236 pojmanych, 24 zaginionych najemników, 2 zabitych policjantów.
21 lutego 2011 armia maltańska potwierdziła informacje mediów, że dwa libijskie myśliwce Mirage i dwa cywilne śmigłowce wylądowały na Malcie, ich piloci zdezerterowali, jeden z nich poprosił o azyl. Walki trwały też w Trypolisie, najgwałtowniejsze we wschodnich, biednych dzielnicach miasta. BBC doniosła, że niektóre oddziały wojska na zachód od Trypolisu zbuntowały się i walczyły z wiernymi al-Kaddafiemu. Wieczorem libijskie lotnictwo bombardowało ponownie demonstrantów w Trypolisie. Zbuntowało się także miasto Ras al-Unuf, gdzie była położona duża rafineria i zakłady petrochemiczne.
Kolejnego dnia, około godziny 2:00 czasu lokalnego, al-Kaddafi wystąpił w telewizji z niespełna minutowym przemówieniem, zapewniając, że jest w Trypolisie, a nie w Wenezueli. Ok. 16:50 al-Kaddafi przemówił ponownie w telewizji, zapowiadając, że nie ustąpi, potępiając „terrorystów” i wzywając społeczeństwo do posłuszeństwa. Zapowiedział też, że dotąd „jeszcze nie użył siły” i zagroził karą śmierci dla każdego z demonstrujących. Przemówienie zostało okrzyknięte „ostatnim show tyrana”. Po przemówieniu doszło do starć w Trypolisie, w dzielnicy Bin Aszur oraz w Alei Dżumhurija w centrum miasta.
Egipski minister spraw zagranicznych Ahmad Abul Ghajt ogłosił, że lotnisko w Bengazi było niezdatne do użytku z powodu zniszczenia pasów startowych w czasie zamieszek. Cały czas trwała ewakuacja z Libii obywateli Unii Europejskiej i pracowników organizacji międzynarodowych, masowo uciekali też z Libii Tunezyjczycy. Z kolei władze Egiptu zapowiedziały udostępnienie przejścia granicznego w As-Sallum dla uciekających z kraju Libijczyków przy jednoczesnym wzmocnieniu egipskiej straży granicznej. Tego samego dnia libijscy opozycjoniści przejęli kontrolę nad całą libijską stroną pasa granicznego z Egiptem. Reuters doniósł o zamknięciu libijskich portów.
Rano po ucieczce dwóch samolotów Mirage, al-Kaddafi wydał rozkaz karania śmiercią pilotów, którzy odmawiają wykonywania rozkazów. Płk Kasem Nadża, który przeszedł na stronę opozycji, poinformował, że w szeregach korpusu oficerskiego dokonano licznych aresztowań w związku z dezercjami z armii. Telewizja Al-Arabija informowała o ostrzale z powietrza nie tylko demonstrantów, ale też dzielnic mieszkaniowych Trypolisu.
Po południu 22 lutego 2011 libijskie przedstawicielstwo w Aleksandrii wypowiedziało posłuszeństwo Mu’ammarowi al-Kaddafiemu, a żołnierze w Tobruku wsparli opozycję, oświadczając jednocześnie, że cała wschodnia część Libii jest już poza jego kontrolą. Wieczorem Al-Dżazira podała, że Libia została zawieszona w prawach członka Ligi Arabskiej, a późno wieczorem Rada Bezpieczeństwa ONZ potępiła Libię za użycie przemocy wobec obywateli. Wieczorem szef libijskiego MSW i generał armii Abd al-Fatah al-Junis Ubejdi, przeszedł na stronę rewolucji i wezwał wojsko, aby przyłączało się do protestujących.
23 lutego 2011 włoskie MSZ oceniło liczbę ofiar dotychczasowych walk na 1000 osób i potwierdziło przejęcie kontroli nad Cyrenajką przez opozycję. Przez kontrolowaną przez opozycję granicę z Egiptem dotarli do kraju pierwsi zagraniczni reporterzy. W nocy z 22 na 23 lutego do Egiptu uciekło 20 tys. Libijczyków. Tego samego dnia zaginął były szef libijskiego MSW Abd al-Fatah al-Junis, który przeszedł na stronę rewolucji dzień wcześniej. Tymczasem al-Kaddafi ukrywał się w koszarach wojskowych w Bab al-Azizija w Trypolisie pod ochroną czterech brygad sił bezpieczeństwa.
Masowo zaczęły się 23 lutego buntować miasta w górach Dżabal Nafusa na zachodzie kraju. Największe z miast, które przeszły na stronę buntowników to Gharjan, Az-Zintan, Nalut i Jafran.
Wiceminister spraw zagranicznych Libii Chalid Chaim na spotkaniu z ambasadorami krajów UE w Trypolisie oskarżył Al-Ka’idę o ustanowienie „emiratu islamski w Dernie” i dążenie do „talibanizacji” kraju. Władze poinformowały, że zagraniczni dziennikarze, którzy dostali się na teren Libii bez zgody, będą traktowani za współpracowników Al-Ka’idy.

## Ofensywa rebeliantów

### Front zachodni

Sytuacja na froncie zachodnim na przełomie lutego i marca

Rano 24 lutego 2011 libijskie władze wezwały demonstrantów do złożenia broni, w zamian za informacje o przywódcach rebelii, oferując amnestię i nagrody pieniężne. Były libijski minister sprawiedliwości, Mustafa Muhammad Abd al-Dżalil, który ustąpił 21 lutego 2011, odrzucił zaproponowane przez al-Kaddafiego negocjacje i wezwał reżim do natychmiastowego ustąpienia.
Telewizja Al-Dżazira pokazała 24 lutego 2011 film z płonącego komisariatu policji w Az-Zawija, 50 km na zachód od Trypolisu, na którym widać około 20 ciał funkcjonariuszy rozstrzelanych za odmowę pacyfikacji protestów. Armia ostrzelała z pocisków rakietowych i broni maszynowej minaret przy meczecie, gdzie obozowali demonstranci. Podczas 5-godzinnych walk w Az-Zawiji rozpoczętych o godz. 8:00 (7:00 czasu polskiego), zginęło 100 osób, około 400 zostało rannych.
Tego samego dnia Reuters poinformował, że miasto Zuwara, leżące 120 kilometrów na zachód od Trypolisu, znalazło się w rękach opozycji. Uciekający z kraju obcokrajowcy potwierdzali słowa przedstawicieli opozycji, że większość kraju pozostawała w tym dniu poza kontrolą al-Kaddafiego, łącznie z zachodem kraju. Po południu rozpoczęły się ciężkie walki w Misracie, głównie w okolicach lotniska i centrum miasta. Wieczorem miasto było już pod kontrolą opozycji.
25 lutego 2011 do walk ponownie doszło w Trypolisie, gdzie zginęło co najmniej sześć osób. Po przemowie al-Kaddafiego walki się nasiliły, w wyniku czego rewolucjoniści przejęli wieczorem kontrolę nad kilkoma dzielnicami stolicy. Największą w Trypolisie bazę lotniczą Muitika zdobyli opozycjoniści, natomiast USA zamknęła ambasadę w stolicy. Zdaniem libijskiego dziennikarza siły al-Kaddafiego kontrolowały wieczorem tylko rządową dzielnicę Bab al-Azizia.

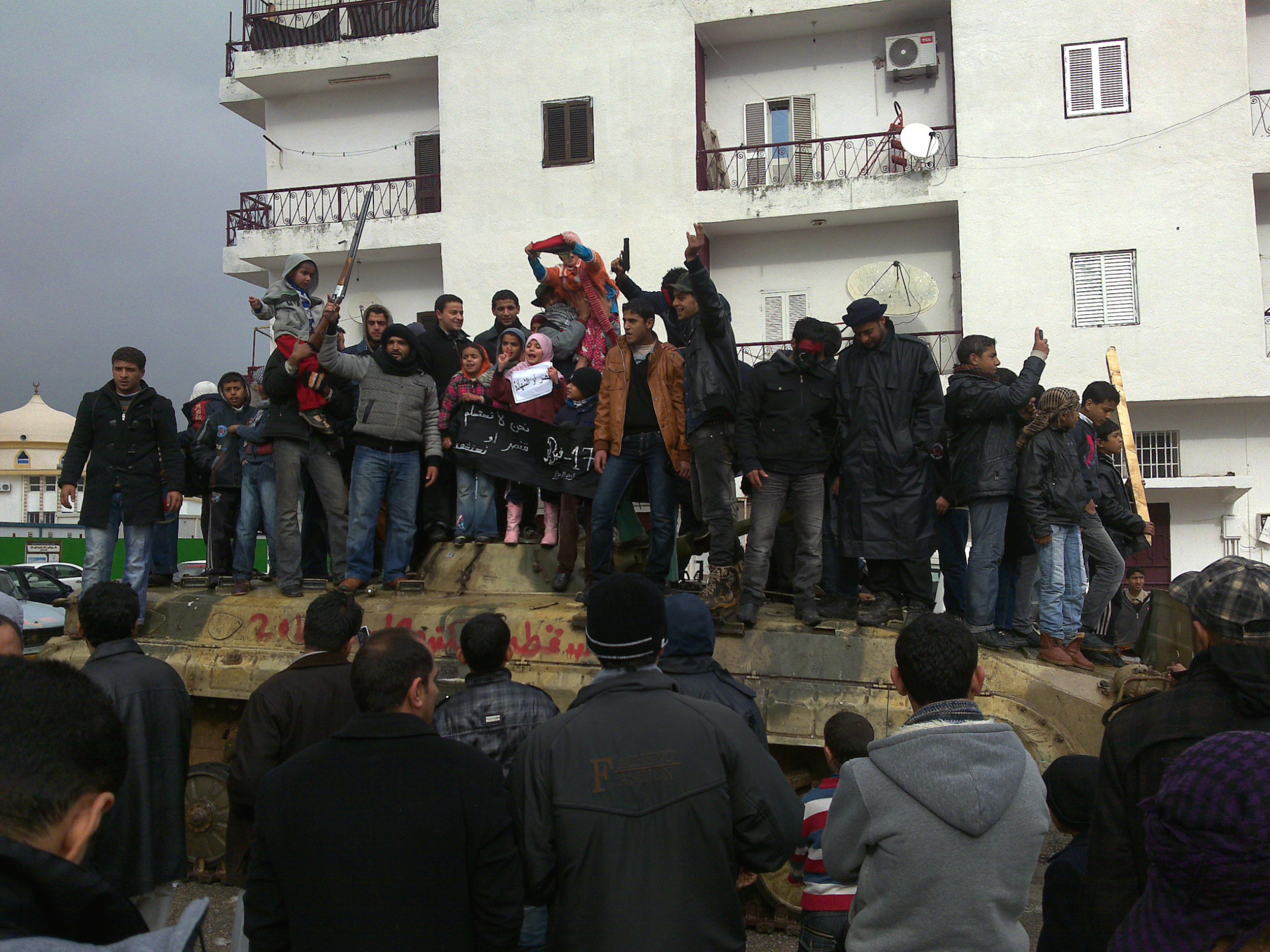
Rebelianci celebrujący zwycięstwa na przejętym rządowym bojowym wozie piechoty

Tego samego dnia trzy zamieszkane przez Berberów miasta 150 km na południowy zachód od Trypolisu, Jafran, Az-Zintan i Dżadu, zbuntowały się. Przeciwnicy reżimu w mieście Az-Zawija odparli atak sił bezpieczeństwa. Az-Zawija to strategiczny port z terminalem naftowym, leżący na zachód od Trypolisu. Wieczorem siły al-Kaddafiego wspierane przez czołgi przejęły część bazy wojskowej znajdującej się w Misracie. W walkach o bazę do północy poległy 22 osoby.
Nocą 26 lutego 2011, siły rządowe otworzyły ogień do rebeliantów w Az-Zawiji. Po wykonanym rozkazie wojsko opuściło miasto. Walki wybuchły ponownie w Misracie, kontrolowanej przez rebeliantów. W pobliżu miasta Sabrata wojsko otworzyło ogień do demonstrantów. Podobne wydarzenia miały miejsce w gminie Sabrata wa-Surman. W stolicy walki toczyły się w dzielnicy Ghut Aszal. Zabito kilku demonstrantów. Ponadto w stolicy odcięto elektryczność. 27 lutego 2011 w nocy doszło do gwałtownych walk w Az-Zawiji. Główny plac miasta został zajęty przez buntowników. Najemnicy przeprowadzili za pomocą artylerii szturm na demonstrantów, w którym zginęło około 50 demonstrantów, a drugie tyle odniosło rany. W ataku śmierć ponieśli starcy, kobiety oraz dzieci. Siły rządowe uprowadziły także 30 młodych mężczyzn. Agresorom nie udało się przedrzeć do centrum. Okupowali przedmieścia, natomiast demonstranci kontrolowali centrum miasta. W południe zakończyły się walki, po czym rebelianci wywiesili swoją flagę nad budynkiem w centrum miasta.
Rankiem 28 lutego 2011 do miasta Az-Zawija, które dzień wcześniej zostało zdobyte przez rebeliantów, zbliżyło się od zachodu 200 uzbrojonych żołnierzy. W walkach zginęło 10 wojskowych. Wieczorem siły bezpieczeństwa ponowiły atak na Az-Zawiję. Walki nabrały na sile po zmroku. Rebelianci odparli atak, lecz uszkodzony został ich czołg. Mimo tego biorący udział w walce najemnicy uciekli z pola bitwy. Przez cały dzień walki toczyły się również o kontrolę nad miastem Misrata i tamtejszą bazę wojskową, którą kontrolowali rewolucjoniści. Siły rządowe podejmowały liczne ataki. Rano w okolicy miasta rebelianci strącili wojskowy samolot i pojmali jego załogę.

### Front wschodni
24 lutego 2011 główne libijskie terminale naftowe na wschód od stolicy znalazły się w rękach powstańców. W międzyczasie bliski doradca al-Kaddafiego i jego kuzyn, Ahmad Kadaf ad-Dam, wyjechał do Kairu w proteście przeciwko brutalnemu tłumieniu protestów przez libijski rząd. 25 lutego 2011 w mieście Adżdabija armia i policja dołączyła do buntowników. To kolejne miasto, nad którym władza centralna straciła kontrolę. Po południu manifestanci przejęli kontrolę nad miastem Marsa al-Burajka, w którym znajduje się rafineria ropy naftowej.
28 lutego 2011 między godziną 15:00 a 16:00 libijskie samoloty zbombardowały zbuntowane miasto Adżdabija. Bomby spadły na skład broni, który został opanowany przez rebeliantów, co wywołało ogromny pożar. W Trypolisie doszło do manifestacji, w której udział wzięło 10 tys. ludzi. Siły bezpieczeństwa otworzyły ogień, zabijając kilka osób.

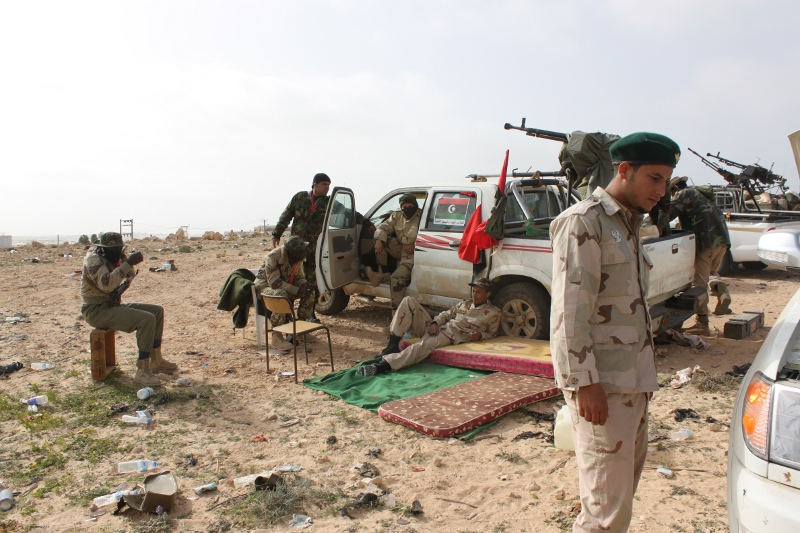
Rebelianci na froncie pod Marsą al-Burajką

Rankiem 2 marca 2011 wybuchły zacięte walki o Marsa al-Burajka − miasto na wschodzie Libii, które przechodziło na zmianę pod kontrolę sił lojalnych wobec al-Kaddafiego i sił antyrządowych. Już po jednym dniu walk powstańcy odzyskali kontrolę nad znajdującym się około 200 km od Bengazi miastem. Bojownicy zestrzelili rządowy myśliwiec Mirage F1, tracąc co najmniej 14 ludzi. W batalii uczestniczyło 250-300 rebeliantów i 400 żołnierzy. Wojska al-Kaddafiego przeprowadziły rano szybki ponowny atak (w tym bombardowanie przez lotnictwo) na położone Adżdabiję, w którego okolicy znajdowały się baza wojskowa i skład broni, opanowane przez powstańców.
Do południa 3 marca 2011 lotnictwo al-Kaddafiego po raz kolejny zbombardowało miasto Marsa al-Burajka. Bomby spadły w pobliżu uniwersytetu, około 2 km od terminalu naftowego. Zbombardowane zostało również tamtejsze lotnisko. Do Marsy al-Burajki zostały skierowane posiłki oddziałów powstańczych Dżajszh-i-Libi al-Hurra, które odparły atak sił rządowych.
4 marca 2011 w nocy wybuchły walki o rafinerię w Ras al-Unuf, w których wyniku wieczorem powstańcy zdobyli kontrolę nad rafinerią, jak i całym miastem. W walkach zginęło 16 rebeliantów, a 31 zostało rannych. W czasie walk do doszło samosądów wśród wojsk al-Kaddafiego. Przeprowadzono egzekucje 20 żołnierzy, którzy odmówili wykonania rozkazu strzelania do rebeliantów. Nad ranem doszło do nalotu w mieście Adżdabija, gdzie rakiety eksplodowały przy murze bazy wojskowej zajmowanej przez opozycję. W wyniku ataku nikt nie ucierpiał. W sąsiednim mieście Marsa al-Burajka trwały pogrzeby ofiar bitwy. Wojska al-Kaddafiego zbombardowały też wieczorem skład amunicji na przedmieściach Bengazi. W nalocie zginęło 17 osób.
Dzień po bitwie o Ras al-Unuf, w mieście nastał względny spokój. Jedynym incydentem było ostrzelanie przez rebeliantów do krążącego nad miastem helikoptera. Jeden z helikopterów został strącony, w wyniku czego zginęło dwóch jego pilotów. Tego dnia po południu doszło tam do niewielkich starć. W południe do walk doszło w Syrcie, rodzinnym mieście al-Kaddafiego, kontrolowanym przez jego lojalistów.

## Ofensywa sił rządowych

### Front zachodni
W efekcie buntujących się miast w górach Dżabal Nafusa leżących na froncie trypolitańskim, siły rządowe rozpoczęły tam 1 marca 2011 ofensywę, w której wyniku jeszcze tego samego dnia odbiły największe miasto w regionie – Gharjan. W kolejnych dniach bezpośrednie walki wygasały i opierały się na oblężeniach miast – Az-Zintanu, Jafranu oraz Nalutu. Po odbiciu miasta Gharjan przez siły rządowe, lojaliści przygotowywali się na szturm na oblegane miasto Az-Zintan, a rebelianci szykowali miasto do obrony. W tym samym czasie opozycjoniści odparli trzy ataki 30 km od bronionego miasta.
Przez sześć godzin w nocy 1 marca 2011 siły antyrządowe odpierały atak wojska libijskiego, które szturmowało Az-Zawiję. Wojsko ponownie zaatakowało z ciężkiej broni Misratę. 4 marca 2011 w nocy wybuchły kolejne walki o Az-Zawiję. W ciągu dnia intensywność walk w Az-Zawiji wzrosła. W walkach zginął m.in. dowódca wojsk rebelianckich w mieście. W wymianie ognia zginęło co najmniej 50 osób, a 300 odniosło rany. Rebelianci w liczbie około 2 tys. ludzi zostali zepchnięci przez armię na centralny plac miasta. Ustawiono tam ostatni bastion, a wojsko libijskie rozpoczęło oblężenie miasta. W Misracie kontrolowanej przez rebeliantów doszło do marszu solidarności z mieszkańcami Trypolisu. W starciach zginęła tam jedna osoba. Po południu na ulice stolicy w dzielnicy Tadżura wyszły setki ludzi.
5 marca 2011 około godz. 6:00 rano (godz. 5:00 czasu polskiego) siły al-Kaddafiego rozpoczęły drugi szturm w Az-Zawiji. W operacji udział wzięły setki żołnierzy oraz czołgi. Po czterech godzinach intensywnych walk rebelianci zdołali odeprzeć atak. Czołgi sił libijskich atakowały według świadków obiekty i budynki cywilne. Ostrzelano 40 samochodów cywilnych. W mieście nie było dziennikarzy, więc media powoływały się na dane świadków bitwy. Według lekarzy w natarciu zginęło ponad 30 ludzi, w większości cywile. O 16:00 (godz. 17:00 czasu polskiego) wojsko rządowe ponowiło atak. Rebeliantów ostrzeliwało 20 czołgów, za którymi operowała piechota. Jednak i tym razem żołnierze musieli uznać wyższość rebeliantów, którzy obronili pozycje w centrum miasta. W obliczu niepowodzenia siły rządowe wycofały się na obrzeża miasta i kontynuowały jego blokadę.

Sytuacja na froncie zachodnim w marcu 2011 podczas ofensywy lojalistów al-Kaddafiego

Z kolei atak na Az-Zintan nastąpił 6 marca 2011. Szturm został odparty – zginęło 20 żołnierzy i 5 rebeliantów. Pojmano także 10 żołnierzy, w tym dowódcę brygady. Armia rozpoczęła wówczas oblężenie miasta. Tego samego dnia wojsko otoczyło miasto Jafran. Z kolei pod Az-Zawiją wojska rządowe ponowiły szturm na miasto, który został odparty przez powstańców. W południe siły rządowe rozpoczęły drugi tego dnia atak. Ciężki ostrzał artyleryjski był prowadzony od zachodu. Godzinę po rozpoczęciu ataku lądowego do operacji przystąpiło lotnictwo. Wieczorem wojsko przerwało atak, wycofując się z miasta. W walkach zginęło trzech rebeliantów i 26 żołnierzy. Pojmano jedenastu wojskowych, w tym trzech zagranicznych najemników. Ponadto o 6:00 czasu lokalnego w Trypolisie wybuchły potyczki. Jednak rząd twierdził, że to jedynie odgłosy fajerwerków, a miasto jest kontrolowane przez wojsko i wolne od przemocy. Ok. godz. 9:00 myśliwce zbombardowały siły opozycyjne posuwające się w kierunku Syrty, która była bastionem al-Kaddafiego. Ok. godz. 10 od wschodu, zachodu i południa siły rządowe zaatakowały Misratę. Wojska zabezpieczane przez czołgi i artylerię działały na przedmieściach miasta. Rebelianci odparli ten atak. Powstańcy pojmali 20 żołnierzy i przejęli czołg. W walkach zginęło 16 rebeliantów i 18 żołnierzy, a 71 osób zostało rannych.
7 marca 2011 o 9:00 czasu lokalnego siły rządowe podjęły intensywny atak na Az-Zawiję. Do miasta wjechały czołgi. Ostrzał moździerzowy został przerwany o 13:30. W czasie walk lojaliści al-Kaddafiego po raz pierwszy zdołali przerwać linię obrony rebeliantów i dostać się do centrum miasta. Obszar kontrolowany przez powstańców skurczył się do Placu Męczenników i meczetu w centrum miasta. Wszystkie drogi wjazdowe były kontrolowane przez wojsko narodowe, które kontynuowało tym samym oblężenie. W punkcie kontrolnym 10 km od Az-Zawiji uprowadzono trzech dziennikarzy i wywieziono ich do koszar wojskowych w Trypolisie. Poddano ich tam torturom. Zatrzymano ich, założono im opaski na oczy, skuto kajdankami, bito i poniżano. Po 21 godzinach mężczyźni zostali zwolnieni. Tego samego dnia zaatakowana została także Misrata, jednak siły bezpieczeństwa nie odniosły tam większego powodzenia. Po zakończeniu szturmu rozpoczęto oblężenie miasta.
8 marca 2011 żołnierze podjęli siódmy szturm na centrum Az-Zawiji. W ciągu dnia przeprowadzono dwa kolejne zmasowane ataki. W atakach udział wzięło 50 czołgów i 120 samochodów ciężarowych, z których wysadzono żołnierzy. Ciężkie walki artyleryjskie toczyły się o ostatnie sektory kontrolowane przez rebeliantów. Wieczorem obie strony podały sprzeczne sobie informacje, że kontrolują centrum miasta. Kolejnego dnia wojsko otoczyło centrum miasta Az-Zawija w odległości 1,5 km i wyprowadzało stamtąd ataki. Siły reżimowe kontrolowały przedmieścia oraz główną drogę do miasta. Przez toczące się walki zamknięto tamtejszą największą w Libii rafinerię. W wyniku szturmu lądowego i ciężkiego bombardowania z powietrza, rebelianci ok. 18:00 czasu lokalnego (17:00 czasu polskiego) wycofali się z centrum. W walkach zginęło co najmniej 40 osób. Po sześciu dniach oblężenia i szturmów Az-Zawija znalazła się pod kontrolą rządu. Sytuacja jednak diametralnie się zmieniła, gdyż powstańcy przeszli do natychmiastowego kontrataku. Po dwóch godzinach walk rebelianci odzyskali kontrolę nad centrum, odpychając wojsko na kilometr od miasta. W toku walk duża część miasta została zniszczona. 10 marca 2011 siły rządowe ostatecznie odbiły Az-Zawiję z rąk rebeliantów. Korespondentka gazety The Times doniosła, że na centralnym placu Az-Zawiji obecne były zielone flagi al-Kaddafiego, a miasto było oczyszczane ze śladów walk, choć okresowo słychać pojedyncze strzały. Dzień później władze Libii oprowadziły ok. 100 zagranicznych dziennikarzy po zdobytej dzień wcześniej przez siły al-Kaddafiego Az-Zawiji. Zorganizowano wówczas wiec poparcia dla dyktatora, a jego zwolennicy skandowali „Kochamy Kaddafiego”.
12 marca 2011 Brygada Chamisa, po zdobyciu Az-Zawiji, podjęła szturm na Misratę. Podczas walk dezerterowało 32 żołnierzy, którzy przyłączyli się do rebeliantów. 13 marca 2011 w szeregach oddziałów przygotowujących szturm na Misratę doszło do buntu. Grupa żołnierzy wraz z generałem po walce między pododdziałami miała zdezerterować, nie chcąc uczestniczyć w atakach na cywilów. Rząd al-Kaddafiego nie potwierdził tych doniesień. Siły reżimowe zaatakowały w południe miasto Zuwara, kontrolowane od 24 lutego 2011 przez rebeliantów. Czołgi ustawiły się na pozycjach 500 m od centrum miasta. Wieczorem mieszkańcy podali, że Zuwara zostało zdobyte przez wojska rządowe. W walkach cztery osoby zginęły, a siedem odniosło rany. Dzień później zorganizowano tam wiec poparcia dla dyktatora. 16 marca w południe lotnictwo zbombardowało Misratę. W nalocie zginęło pięć osób. Rebelianci zniszczyli 16 czołgów i pojmali 20 żołnierzy. W ciężkich walkach zginęło 80 żołnierzy, 11 rebeliantów, a 20 zostało rannych. Duża część miasta nie miała elektryczności, odcięto dostęp do wody. 17 marca 2011 siły reżimowe podały, że mają wyraźną przewagę w bitwie o Misratę, leżącą na froncie zachodnim i ogłosili rozpoczęcie ostatniej fazy bitwy.
18 marca 2011 lojaliści przeprowadzili szturm na Nalut, jednak 2:00 w nocy rebelianci odparli atak. W walkach zginęło 4 żołnierzy al-Kaddafiego i jeden opozycjonista. 18 żołnierzy dostało się do niewoli. Mimo obowiązującego już wówczas zakazu lotów, siły al-Kaddafiego rano zbombardowały z powietrza Misratę. Strefę zakazu lotów wprowadzono rezolucją ONZ wieczorem 17 marca 2011. Przez całą noc trwał ostrzał artyleryjski. Na ulice miasta wjechało 25 czołgów, a rebelianci zostali zepchnięci do centrum miasta. W walkach 4 osoby zginęły, a 70 zostało rannych. Wieczorem rebelianci ogłosili, że utrzymali miasto i zadali wojskom al-Kaddafiego ciężkie straty. Ok. godziny 14:30 czasu lokalnego (13:30 czasu polskiego) libijskie władze zadeklarowały jednostronne zawieszenie broni. Mussa Kussa, minister spraw zagranicznych, powiedział, że libijskie wojsko zaprzestaje wszelkich działań militarnych na frontach. O 15:00 rebelianci podali, że siły rządowe wstrzymały ofensywę i tym samym zostali wyparci z miasta Misrata. Jednak później rebelianci poinformowali, że rozejm nie jest przestrzegany i ostrzał Misraty był kontynuowany. Siły bezpieczeństwa ustawiły się na posterunkach 3 km od miasta. 90% miasta nie miało elektryczności, nie było wody. W walkach zginęło 18 osób.
19 marca 2011 mimo deklarowanego zawieszenia broni, nastąpiło poranne bombardowanie kontrolowanej przez rebeliantów miejscowości Az-Zintan na zachodzie kraju. Po ostrzale siły rządowe przeszły do oblężenia, w którym udział brało 20-30 czołgów. Wojska al-Kaddafiego wznowiły w południe ostrzał Misraty za pomocą ciężkiej artylerii, snajperzy zastrzelili dwóch mieszkańców miasta. Po południu rebelianci ogłosili, że odparli szturm. Przyznali, że stracili 27 bojowników. Zniszczyli za to 14 pojazdów pancernych. Siły rządowe kontynuowały oblężenie, mimo deklarowanego rozejmu. 20 marca zablokowało port w Misracie. Świadkowie podają, że w obleganym mieście pojawiły się czołgi. Miał miejsce ostrzał portu i budynków cywilnych. Od godziny 21:00 czasu libijskiego (20:00 czasu polskiego) libijska armia wprowadziła kolejne jednostronne zawieszenie broni.
21 marca 2011 w Misracie dwa autobusy z żołnierzami i 11 czołgów wjechało do centrum miasta. Budynek szpitala został zajęty przez wojsko al-Kaddafiego. Armia wykorzystywała cywilów jako żywe tarcze. Wzdłuż głównej ulicy ustawiono 200 snajperów. W mieście cywilom kazano demonstrować zadowolenie z rządów al-Kaddafiego. Jednocześnie wyruszyła demonstracja antyrządowa, do której żołnierze otworzyli ogień. Zginęło 40 osób, a 300 odniosło rany. Po południu siły al-Kaddafiego ostrzelały miasto Az-Zintan, leżące na froncie trypolitańskim. 22 marca 2011 rano rozpoczęło się natarcie sił rządowych na Az-Zintan. Od północnej strony miasta wjechało 50-60 czołgów. Zginęło 10 osób. Żołnierze wstrzymali atak w godzinach popołudniowych. 23 marca 2011 wojska al-Kaddafiego ponowiły tego dnia atak na Misratę, ostrzeliwując szpital. Siły koalicji zbombardowały zgrupowanie wojsk al-Kaddafiego na południe od miasta, co zatrzymało ogień ze strony reżimowych wojsk. Według powstańców zginęło tam 17 osób, z kolei zachodnie media potwierdziły dwie ofiary. Powstańcy poinformowali, że wojska pancerne wycofały się z okolic Misraty lub zostały zniszczone, ale oblężenie było kontynuowane. Armia rządowa wznowiła rano bombardowanie oblężonego Az-Zintan.
24 marca 2011 rankiem powstańcy ogłosili, że siły al-Kaddafiego wokół Misraty zostały zniszczone przez lotnictwo NATO, a w pobliżu miasta zbombardowano zgrupowanie czołgów i samolot rządowy na podmiejskim lotnisku. Koalicyjne lotnictwo nie zaatakowało jednak wojsk rządowych w samym mieście, by nie narażać cywilów na dodatkowe niebezpieczeństwo. Powstańcy informowali też, że w mieście obecni byli tylko snajperzy rządowi i zapowiadali ich pokonanie w najbliższym czasie. Po południu wojska rządowe otrzymały posiłki w postaci kolejnej kolumny pancernej i zdołały z marszu opanować port. Powstańcy do wieczora zabili 30 snajperów wojsk rządowych. Z portu wycofały się rządowe okręty wojenne, a sam port powrócił w ręce powstańców po walkach trwających do wieczora. Władze powstańcze w Misracie poinformowały też, że otrzymały od koalicji zapewnienie o przygotowywaniu konwojów z Malty z pomocą dla powstańców. 25 marca 2011 wojsko libijskie ostrzelało północno-zachodnie przedmieścia Misraty przy pomocy moździerzy i czołgów, zabijając 6 osób, w tym troje dzieci. Armia wciąż podejmowała próby zdobycia miasta.
26 marca 2011 francuskie myśliwce wieczorem zniszczyły w Misracie przynajmniej pięć samolotów Galeb i dwa helikoptery Mi-35. Po nalocie ostrzał artyleryjski miasta osłabł, ale po południu został ponowiony, by wesprzeć zorganizowane wówczas natarcie pancerne. W ciągu tygodnia od 20 do 26 marca 2011 liczba ofiar pośród obrońców Misraty sięgnęła 115. 27 marca 2011 po południu siły al-Kaddafiego ostrzelały Misratę. Tuż przed północą powstańcy poinformowali, że kontrolowali praktycznie całą Misratę.
Rankiem 28 marca 2011 siły al-Kaddafiego zaatakowały miasto Az-Zintan oraz Misratę, o czym poinformował rzecznik powstańców w mieście. Wojska rządowe wciąż korzystały ze snajperów rozmieszczonych na dachach budynków, w wyniku czego osiem osób zginęło, a ponad 24 zostało rannych. 30 marca 2011 siły al-Kaddafiego kontynuowały ostrzał Misraty. Zginęło 20 osób. Do oblężonego miasta dotarły dwa statki z pomocą humanitarną, które następnie ewakuowały rannych.

### Front wschodni
6 marca 2011 siły al-Kaddafiego zaatakowały przy pomocy karabinów maszynowych i granatników RPG powstańców w Bin Dżawwad, położonym na drodze z Ras al-Unuf do Syrty, którą pokonywali wówczas rebelianci. Wojsko wysadziło żołnierzy z 20 pick-upów. W czasie walk jeden pojazd został zniszczony. W starciach zginęło 60 rebeliantów i 1 żołnierz, a co najmniej 20 innych zostało rannych. Obrażenia odniósł także francuski dziennikarz relacjonujący przebieg walk. Tuż przed południem rebelianci w wyniku intensywnych walk wycofali się z miasta. W południe rewolucjoniści rozpoczęli marsz z Ras al-Unuf do Bin Dżawad. Kolumna rebeliantów została czterokrotnie zbombardowana z powietrza. W nocy 6 marca 2011 w Ras al-Unuf kontynuowano ciężkie walki. Siły rządowe przed godziną 9:00 przeprowadziły tam nalot. Jeden z helikopterów został strącony do morza.
7 marca 2011 przed godziną 10:00 czasu lokalnego (9:00 czasu polskiego) libijskie lotnictwo ponownie zbombardowało Ras al-Unuf. Rebelianci próbowali zestrzelić myśliwce przy użyciu dział przeciwlotniczych. Będący na miejscu wydarzeń dziennikarze, podali, że próby te były bezskuteczne. Libijskie porty wywozowe ropy naftowej Ras al-Unuf i Marsa al-Burajka kontrolowane przez rebeliantów, zostały zamknięte przez toczącą się ofensywę wojsk al-Kaddafiego. Zajęte przez wojsko miasto Bin Dżawad było fortyfikowane na wypadek ataku rebeliantów, którzy zatrzymali się kilka kilometrów od stanowisk wroga. Ich pozycje były co pewien czas atakowane przez samoloty rządowe. Siły rządowe zaplanowały atak na port naftowy w As-Sidr, leżący na drodze z Bin Dżawad do Ras al-Unuf. Zarówno port, jak i to drugie miasto kontrolowane było przez powstańców. Ras al-Unaf zostało 8 marca 2011 po godzinie 11:00 czas lokalnego (10:00 czasu polskiego) czterokrotnie zbombardowane. Pociski spadły na dzielnice mieszkalne. Kolejne bombardowania wypchnęły rebeliantów z miasta ku wybrzeżu.
9 marca 2011 lotnictwo libijskie przeprowadziło atak na pozycje rebeliantów w porcie naftowym w As-Sidr, uszkadzając zbiorniki paliwa. Nad terminalem zaczął się po tym unosić czarny dym. Po południu zbombardowano też Ras al-Unaf. Miasto poddano także atakowi artyleryjskiemu. Zginęły co najmniej dwie osoby, a 17 zostało rannych. Libijska telewizja państwowa powtórzyła informację o zdobyciu Bin Dżawad. Rebelianci próbowali podjąć atak na Bin Dżawad, jednak wojsko wystrzeliło 50 rakiet na drodze do tego miasta, co spowodowało wycofanie się powstańców do Ras al-Unaf. Rebelianci odpowiedzieli 40 pociskami przeciwlotniczymi Katiusza, jednak nie spowodowało to strat po stronie rządowej. Siły rządowe zaatakowały również miasto Adżdabija. Intensywny atak wyprowadzono z zachodniej strony. Najemnicy walczący w służbie al-Kaddafiego brali tam cywilów za zakładników.
Rankiem 10 marca 2011 lotnictwo al-Kaddafiego kontynuowało bombardowanie Ras al-Unuf. Wystrzelono 50 rakiet. Jeden z pocisków spadł na dom mieszkalny. Około godz. 17:30 czasu lokalnego (16:30 czasu polskiego), telewizja w Trypolisie podała, że rebelianci w wyniku wymiany ognia opuścili miasto. Przedstawiciele powstańców zdementowali tę informację. Ostatecznie jednak wieczorem wojska al-Kaddafiego zmusiły powstańców do wycofania się z miasta po całodziennym ciężkim ostrzale artyleryjskim i bombardowaniu. 11 marca 2011 do miasta Ras al-Unuf wjechały w nocy rządowe czołgi wysadzone po desancie morskim. Po tym w Ras al-Unuf stacjonowało ok. 150 żołnierzy i 3 czołgi. Miasto zostało dzień wcześniej odbite z rąk rebeliantów po intensywnym bombardowaniu. Jednak 11 marca kontynuowano naloty wokół miasta w promieniu 20 km. 12 marca 2011 libijskie siły zbrojne wyparły w nocy rebeliantów z okolic ośrodka przemysłu naftowego Ras al-Unuf na odległość 20 km do miejscowości Al-Ukajla. Rząd oprowadził zagranicznych dziennikarzy po mieście, by potwierdzić jego odbicie.
13 marca 2011 siły rządowe znajdowały się 30 km od miasta Marsa al-Burajka. Lotnictwo dokonało gwałtownych bombardowań w mieście. Po drodze do Marsa al-Burajki wojsko narodowe zajęło miejscowości Ak-Ukajla i Biszer. W południe państwowa telewizja poinformowała o odbiciu miasta Marsa al-Burajka z rąk powstańców. Informację tę potwierdziły światowe agencje, donoszące o uciekających bojownikach z miasta do Adżdabiji. 14 marca 2011 o 8:30 rebelianci podjęli kontratak na miasto Marsa al-Burajka, nad którym utracili kontrolę dzień wcześniej. Zginęło 25 żołnierzy, a 20 zostało pojmanych. Rebelianci poinformowali, że do wieczora przejęli dzielnicę mieszkalną i przemysłową miasta.
Rankiem 14 marca 2011 lotnictwo zbombardowało miasto kolejne miasto podczas marszu na Bengazi – Adżdabiję. Celem czterech nalotów był posterunek rebeliantów w mieście. 15 marca 2011 al-Kaddafi wysłał na front do Marsy al-Burajki oddziały dowodzone przez synów As-Sa’adiego i Chamisa. Po południu sami rebelianci przyznali, że ponownie utracili kontrolę nad Marsa al-Burajką w wyniku eskalacji walk.
Tymczasem lotnictwo rządowe kontynuowało od rana bombardowanie Adżdabiji, w wyniku czego powstańcy porzucili posterunki na rogatkach Adżdabiji. Po południu do miasta od strony zachodniej zbliżyło się wojsko lądowe. Rebeliancki myśliwiec MiG-23 i helikopter zatopiły dwa okręty wojenne sił al-Kaddafiego na Morzu Śródziemnym, w pobliżu miasta Adżdabija. Ostrzelali także czołgi, które wjechały do miast Adżdabija oraz Marsa al-Burajka. 16 marca 2011 przez całą noc siły rządowe przesuwały się na wschód, zbliżając się do Bengazi, głównego bastionu powstańców. Wojsko wezwało rebeliantów, by złożyli broń, nim rozpocznie się decydująca bitwa. Syn al-Kaddafiego, Sajf al-Islam, ogłosił, że jego oddziały są blisko Bengazi i planuje w 48 godzin zdobyć miasto.
Rebelianci przejęli libijski tankowiec „Światło Afryki” wiozący 25 000 ton ropy z Grecji do Trypolisu. Informację nad ranem podał dowódca sił rebelianckich Abd al-Fattah Junus. Poinformował, że tankowiec należy do Hannibala al-Kaddafiego, syna dyktatora. 30-osobowa załoga znalazła się pod strażą rebeliantów. Statek zawinął do portu w Bengazi, który był tego dnia kontrolowany przez rebeliantów, a przejętą ropę zaplanowano zużyć do celów powstania. Po południu rebelianci zbombardowali wojska al-Kaddafiego zmierzające przez Adżdabiję do Bengazi. W akcji brały udział trzy samoloty rebelianckie. Zginęło 26 osób.
17 marca 2011 siły rządowe ciężko bombardowały Adżdabiję. Według rebeliantów pociski spadały na centrum oraz dzielnice mieszkalne. Adżdabija była otoczona przez siły rządowe ze wszystkich stron. Siły rebeliantów walczących w mieście zostały odcięte od odwrotu do Bengazi. Adżdabija została ostatecznie zdobyta przez siły rządowe. Lotnictwo zaatakowało siedzibę rebelianckich władz – Bengazi. Zbombardowano międzynarodowe lotnisko Bengazi-Benina. Rebelianci zdołali zestrzelić jedną maszynę. Po drodze do Bengazi siły lądowe zajęły terminal portowy Zuitina.
18 marca 2011 około godziny 14:30 czasu lokalnego (13:30 czasu polskiego) libijskie władze zadeklarowały jednostronne zawieszenie broni. Musa Kusa, minister spraw zagranicznych, powiedział, że libijskie wojsko zaprzestaje wszelkich działań militarnych na frontach. O 21:30 doszło do zbombardowania Bengazi przez pojedynczy samolot, natomiast Al-Dżazira poinformowała, że al-Kaddafi złamał ogłoszone zawieszenia broni i wieczorem jego czołgi wciąż poruszały się w stronę powstańczej stolicy.
19 marca 2011 w dniu inicjacji interwencji zagranicznej w Libii od rana trwały walki o Bengazi. Siły al-Kaddafiego poinformowały, że jedynie broniły się przed atakiem powstańców i oskarżyły ich o łamanie zakazów lotów. Powstańcy zastrzelili należący do nich samych MiG-23. Miasto było pod ciągłym ostrzałem artyleryjskim, a w mieście trwały starcia. BBC doniosło o wdarciu się do miasta czołgów al-Kaddafiego. W czasie walk o Bengazi tego dnia zginęło 95 osób.
20 marca 2011 od godziny 21:00 czasu libijskiego (20:00 czasu polskiego) libijska armia wprowadziła kolejne jednostronne zawieszenie broni. Przyczyną tego była lotnicza operacja podmiotów interwencyjnych ONZ. Po godzinie 22:00 w Bengazi według Reutera przez 40 minut było słychać wybuchy i wymianę ognia. 21 marca 2011 libijskie wojsko wycofało się na 100 km od pozycji pod Bengazi i poruszało się na drodze do Adżdabiji. Alianci zbombardowali Adżdabiję, kontrolowaną przez siły al-Kaddafiego. Ponadto Włosi ostrzelali drogę pomiędzy Adżdabiją a Bengazi. 22 marca 2011 po południu doszło do walk między rebeliantami i wojskiem na drodze osiem kilometrów od Adżdabiji, dokąd po pierwszych nalotach koalicji wycofało się wojsko rządowe. Ofensywa powstańców na zachód utknęła pod Adżdabiją.

## Międzynarodowa interwencja wojskowa pod egidą ONZ
7 marca 2011 NATO za pomocą samolotów AWACS wprowadziło ciągłą obserwację Libii z powietrza. Barack Obama powiedział, że wobec zaostrzającej się sytuacji w Libii, NATO rozważa przeprowadzenie militarnej operacji. Amerykanie podali, że jedną z rozważanych możliwości jest uzbrajanie sił rebeliantów. Jakiejkolwiek interwencji z zewnątrz sprzeciwili się Rosjanie, według których Libijczycy powinni sami uporać się ze swoimi problemami.
9 marca 2011 Mu’ammar al-Kaddafi w wywiadzie dla tureckiej telewizji powiedział, że jeśli zostanie zamknięta przestrzeń lotnicza nad Libią, to jego obywatele chwycą za broń. Za wprowadzeniem „no-fly zone” optowali Francja oraz Wielka Brytania. Szef amerykańskiego ośrodka badawczego Stratfor, George Friedman, powiedział, że wprowadzenie tej strefy nie zakończy wojny domowej. Według niego to trudne w praktyce i politycznie kosztowne. Do wprowadzenia zakazów lotów wezwał, przebywający od 1969 na emigracji następca tronu obalonej przez al-Kaddafiego monarchii, książę Muhammad As-Sanussi. Jeśli chodzi o międzynarodową interwencję, to orzekł, że jedynie operacja lotnicza może być rozważana.
16 marca 2011 podczas nocnych obrad Rady Bezpieczeństwa ONZ nie osiągnięto konsensusu ws. zakazu lotów nad Libią. Stany Zjednoczone wprowadziły kolejne sankcje. Zamrożono m.in. majątek szefa libijskiej dyplomacji. Sankcje objęły także 16 przedsiębiorstw, które znajdują się pod kontrolą al-Kaddafiego, a na wiele libijskich firm z kluczowych branż, m.in. paliwowej i energetycznej, nałożono zakaz kontaktów handlowych. Wcześniej rząd USA zamroził majątek al-Kaddafiego i jego najbliższych o wartości 32 mld dol.
17 marca 2011 o 23:30 czasu polskiego Rada Bezpieczeństwa ONZ przyjęła rezolucję nr 1973 ustanawiającą strefę zakazu lotów nad Libią. Za wprowadzeniem rezolucji głosowała Bośnia i Hercegowina, Kolumbia, Francja, Gabon, Liban, Nigeria, Portugalia, RPA, Wielka Brytania oraz USA. Brazylia, Niemcy, Chiny, Indie oraz Rosja wstrzymały się od głosu. Rezolucja wprowadza strefę zakazów lotów i umożliwia ochronę ludności cywilnej poprzez interwencję wojskową. Ponadto zostały zamrożone wszystkie aktywa władz libijskich.
18 marca 2011 po południu minister spraw zagranicznych Francji Alain Juppé, zapewnił, że już wszystko było gotowe do podjęcia militarnej operacji w Libii. Także gotowość do interwencji potwierdził Pentagon. Zakończenie planowania wojskowej operacji ochrony powstańców libijskich przed atakami lotnictwa al-Kaddafiego serwis prasowy NATO zapowiedział na 20 marca 2011. Tymczasem libijskie władze zapewniały, że rozejm jest przestrzegany i zwróciły się do Malty i Turcji o nadzorowanie zawieszenia broni. Oba kraje były przeciwne operacji militarnej. Sajf al-Islam al-Kaddafi powiedział, że reakcja ONZ nie wywiera na władzach żadnego wrażenia. Udział w militarnej interwencji zadeklarowały Norwegia, Francja, Wielka Brytania, USA, Katar i Zjednoczone Emiraty Arabskie. Kanada i Dania rozważały wysłanie swoich samolotów do Libii, natomiast Niemcy i Czesi odmówili wszelkiego udziału. Włochy poinformowały, że udostępnią swoje bazy lotnicze, a rząd Malty zapowiedział, że nie zezwoli na wykorzystanie swojego terytorium. Wieczorem do sytuacji w Libii ustosunkował Barack Obama. Amerykański prezydent powiedział: „celem akcji jest zapewnienie bezpieczeństwa ludności cywilnej”. Obama oświadczył, że al-Kaddafi był już wystarczająco dużo razy ostrzegany. Zdaniem prezydenta, jedyną szansą al-Kaddafiego jest przestrzeganie rozejmu, natychmiastowe wycofanie się z zajętych miast, przywrócenie do nich dostaw prądu i wody. „To nie podlega negocjacjom. Jeśli tego nie zrobi, społeczność międzynarodowa odpowie konsekwencjami” – dodał Obama. Polski minister obrony narodowej Bogdan Klich poinformował, że polskie władze nie przewidziały udziału swoich żołnierzy w operacji w Libii, natomiast zadeklarował możliwość wsparcia operacji humanitarnej.

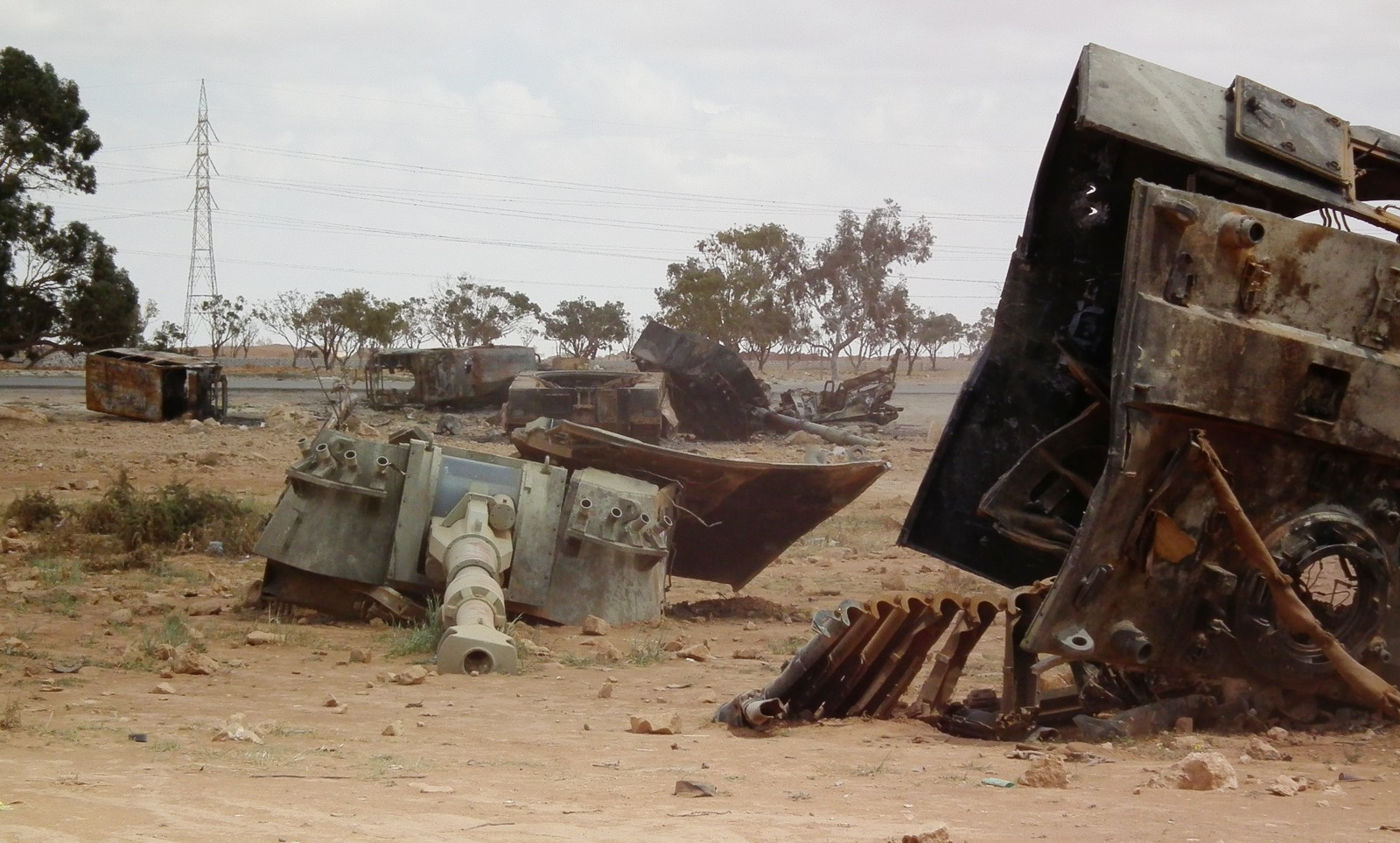
Pierwsze zniszczenia wywołane francuskim nalotem pod Bengazi – haubice Palmaria należące do armii libijskiej

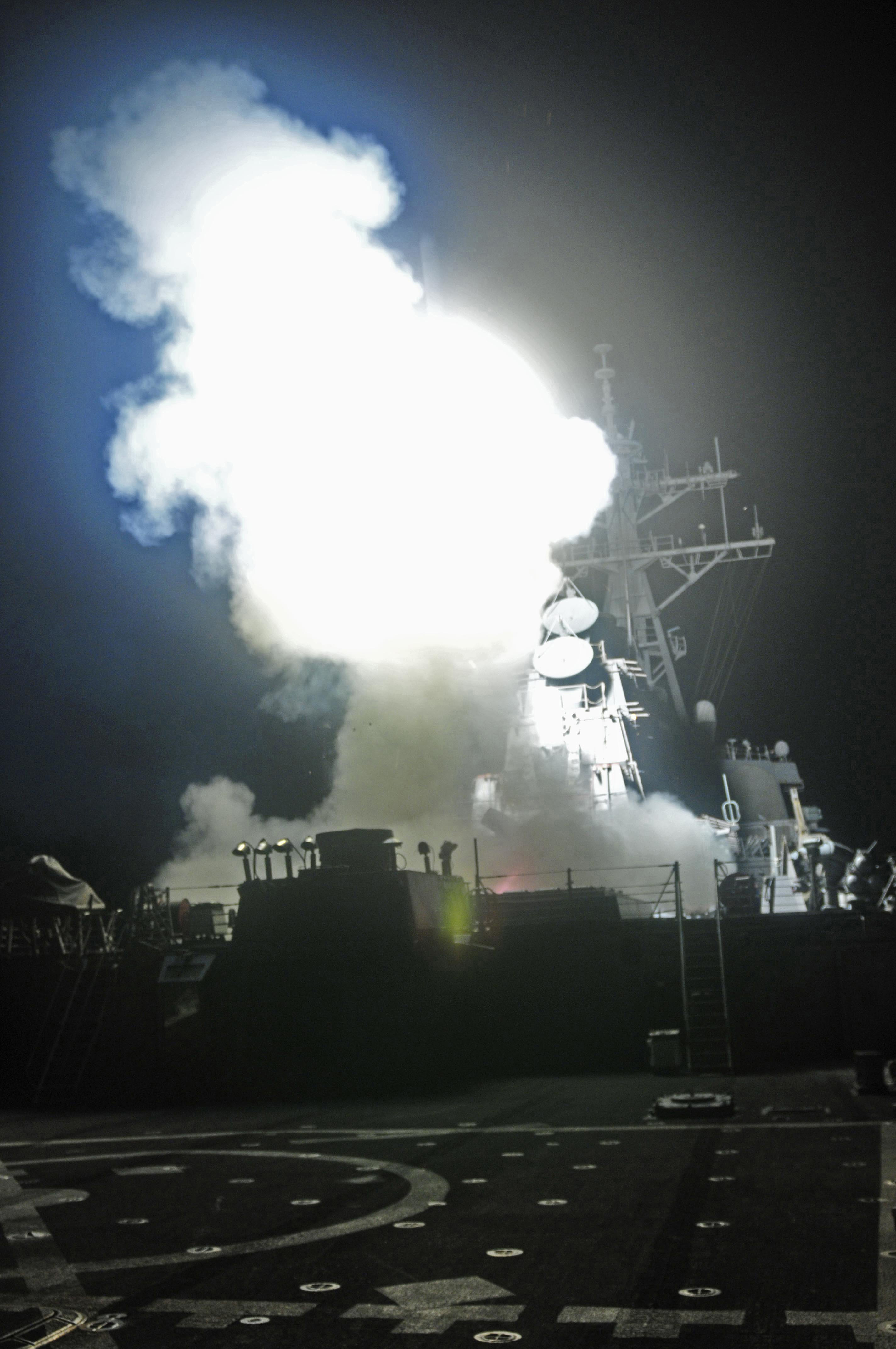
Zdjęcie z pokładu niszczyciela USS „Barry” podczas odpalania pocisków Tomahawk

Początek interwencji ONZ w Libii został zaplanowany na popołudnie 19 marca, kilka godzin po nadzwyczajnym szczycie Unii Europejskiej, Unii Afrykańskiej i Ligi Arabskiej w Paryżu, o czym poinformował 18 marca wieczorem ambasador Francji przy ONZ, Gerard Araud. Do południa chęć udziału w operacji wyraziły rządy Francji, Wielkiej Brytanii, USA, Kanady, Norwegii, Danii i Belgii, a władze Włoch i Hiszpanii ogłosiły gotowość udostępnienia baz lotniczych.
19 marca 2011 o 18:00 UTC+1:00, pierwsze francuskie samoloty znalazły się w przestrzeni powietrznej Libii i rozpoczęły patrolowanie obszaru nad Bengazi, aby jak powiedział prezydent Francji Nicolas Sarkozy „przeciwdziałać jakiejkolwiek agresji ze strony sił płk. Kaddafiego przeciwko ludności Bengazi”. Wkrótce doszło też do pierwszych działań zbrojnych pod kryptonimem „Operacja Harmattan” – francuski resort obrony poinformował, że jeden z myśliwców ostrzelał i zniszczył libijski pojazd wojskowy w okolicach Bengazi. W akcji udział brało 20 myśliwców. Wedle informacji Agencji Reutera stało się to o godz. 18:45. Francuskie samoloty zniszczyły cztery libijskie czołgi na południowym zachodzie od Bengazi. Ok. godz. 21:45 amerykański i brytyjski okręt odpalił rakiety Tomahawk. 124 pocisków manewrujących spadło na stanowiska libijskiej obrony powietrznej w okolicach Trypolisu i Misraty. Operację tę nazwano „Odyssey Dawn”. Także brytyjskie siły powietrzne rozpoczęły operację pod kryptonimem „Ellamy” nad Libią.
O godz. 23:30 siły koalicji rozpoczęły bombardowanie bazy lotniczej Mitiga w Trypolisie. O godz. 23:45 Mu’ammar al-Kaddafi wygłosił krótkie orędzie, w którym wezwał Libijczyków o do obrony kraju przed atakiem „krzyżowców i „syjonistów”. Według libijskiej telewizji państwowej nocne naloty koalicji zabiły 68 osób i raniły 150, nazywając ofiary „męczennikami”. Zaprzeczyły temu brytyjskie władze.
20 marca 2011 w nocy o 2:20, 19 samolotów amerykańskich przeprowadziło nalot na Libię. Trzy niewykrywalne dla radarów bombowce B-2 zrzuciły 40 bomb na lotnisko w Trypolisie, a brytyjskie samoloty wojskowe zaatakowały libijskie systemy obrony powietrznej w nocnych nalotach. Dowódca USAFRICOM, James Stockman, ogłosił, że pociski trafiły w 20 z 22 celów, powodując „różny stopień zniszczenia”. Od początku operacji nie stwierdzono aktywności samolotów libijskich. Wojsko al-Kaddafiego wstrzymało działania pod Bengazi, w którym dzień wcześniej zginęło 95 osób.
Tuż po północy 21 marca 2011 Stany Zjednoczone ogłosiły, że nie uznają zawieszenia broni ogłoszonego przez al-Kaddafiego wieczorem 20 marca, ponieważ wojska libijskie faktycznie nie zaprzestały aktywności. Tymczasem siły koalicji w nocnym bombardowaniu zburzyły całkowicie rezydencję Mu’ammara al-Kaddafiego w Trypolisie. W nocy wystrzelono 10-12 pocisków. Alianci zbombardowali Adżdabiję, kontrolowaną przez siły al-Kaddafiego. Ponadto Włosi ostrzelali drogę pomiędzy Adżadabiją a Bengazi. Wieczorem samoloty koalicji międzynarodowej wystrzeliły kolejne dwanaście rakiet typu cruise w kierunku libijskich stanowisk dowództwa i obrony przeciwlotniczej. Wieczorem Norwegia wstrzymała swój udział w libijskiej operacji lotniczej. O 23:30 2011 czasu lokalnego rozbił się amerykański samolot F-15. Dwóch pilotów uratowało się, odpowiednio wcześniej ewakuując się. Przyczyną katastrofy maszyny była usterka techniczna, a nie ostrzał wroga.
Nocą z 21 na 22 marca 2011 lotnictwo sił koalicyjnych prowadziło kolejne ataki na cele w Libii, łącznie wykorzystano 20 pocisków. Według Al-Dżaziry, zaatakowano punkty obrony przeciwlotniczej w okolicach Bengazi, lotniska w Syrcie i bazę marynarki wojennej w Trypolisie. Myśliwce koalicji zaatakowały także wojskowy samolot libijski, który leciał w kierunku Bengazi. Rząd libijski poinformował o śmierci licznych cywilów, czego jednak nie potwierdziły żadne źródła w innych krajach arabskich i czemu zaprzeczyły wojska koalicji.
Pod Trypolisem zginął w nalocie Husajn al-Warfalli, jeden z generałów al-Kaddafiego. W cztery dni Amerykanie wystrzelili 162 pociski Tomahawk.
W sumie nocą z 22 na 23 marca 2011 lotnictwo koalicji odbyło 175 lotów nad Libią, atakując m.in. rządowe kolumny wojska zmechanizowanego, artylerię i ruchome wyrzutnie rakietowe. Lotnictwo libijskie i infrastruktura lotnicza zostały tego dnia określone jako całkowicie zniszczone. Amerykanie poinformowali też, że nie odnotowali do tamtej pory żadnych ofiar wśród cywilów. Wieczorem Amerykanie zbombardowali kompleks rządowy pod Trypolisem, z którego dzień wcześniej nadał swoje orędzie al-Kaddafi. Amerykanie przeprowadzili nalot na wrak utraconego dzień wcześniej samolotu F-15, dzięki czemu uniemożliwili ewentualne przejęcie go przez Libijczyków. Późnym wieczorem odbył się nalot na cele w miejscowości Dżafar na południowy zachód od Trypolisu.
24 marca 2011 siły koalicji przeprowadziły kolejne nocne bombardowanie celów w Libii. Rząd al-Kaddafiego oskarżył koalicję o zbombardowanie szpitala w Trypolisie. W czasie ataku odpalono 14 pocisków Tomahawk. W stolicy zginęło 18 osób – cywili i żołnierzy. W południe odbył się nalot na bazę wojskową Tadżura, na wschód od Trypolisu. Brytyjczycy w nocy z okrętu podwodnego HMS „Triumph” odpalili rakiety Tomahawk, które spadły na Libię. Francuskie lotnictwo dokonało bombardowania bazy lotniczej Seba w środkowej części Libii, gdzie zbierali się najemnicy ściągani z Afryki subsaharyjskiej. Ponadto Francuzi zestrzelili nad Misratą libijski samolot, który naruszył strefę zakazu lotów. Libijską maszynę strącono za pomocą pocisku AASM. 26 marca podano, że samolotem tym był treningowy Galeb produkcji jugosłowiańskiej, a sam samolot ostrzelano już po wylądowaniu przez jego pilota na lotnisku. Władze libijskie poinformowały, że w wyniku bombardowań zginęło ok. 100 cywilów. Na dowód tego pokazali zagranicznym dziennikarzom 15 ciał. Koalicjanci zaprzeczyli, jakoby w nalotach miała ginąć ludność cywilna.
25 marca 2011 francuski samolot zbombardował rano pozycje libijskiej artylerii przeciwlotniczej pod Adżdabiją. Koalicja zniszczyła też szykującą się pod miastem do ataku kolumnę pancerną, w tej akcji brał udział samolot katarski. Po południu w okolicach tego miasta miały miejsce dwie eksplozje. Wieczorem rebelianci weszli po 10-dniowych walkach do Adżdabiji. Łącznie od popołudnia 24 marca do 25 marca siły koalicji wykonały 153 loty nad Libią, zużywając 16 pocisków samosterujących Tomahawk. Do akcji tego dnia weszło lotnictwo katarskie. Na dowódcę misji NATO w Libii wybrano kanadyjskiego generała Charlesa Boucharda.
26 marca 2011 w nocy na dzielnicę Trypolisu Tażura spadły trzy bomby. Lotnictwo koalicji zbombardowało także siły al-Kaddafiego na przedmieściach Misraty, w tym czołgi i składy amunicji. Francuskie myśliwce wieczorem zniszczyły w Misracie przynajmniej pięć samolotów Galeb i dwa helikoptery Mi-35. Po nalocie ostrzał artyleryjski miasta osłabł.
27 marca 2011 lotnictwo koalicji nocą bombardowało wojska al-Kaddafiego na drodze z Adżdabiji do Syrty. Amerykański sekretarz stanu Robert Gates powiedział, że wywiad amerykański odkrył, że służby libijskie na miejsce ataków lotniczych sił koalicji podkładały ciała zabitych przez siebie ludzi, by za ich śmierć winą obciążyć państwa zachodnie. NATO przejęło odpowiedzialność za operacją morską i lotniczą. Zainicjowana została tym samym operacja Unified Protector. Wieczorem lotnictwo koalicji zbombardowało Trypolis i Syrtę.

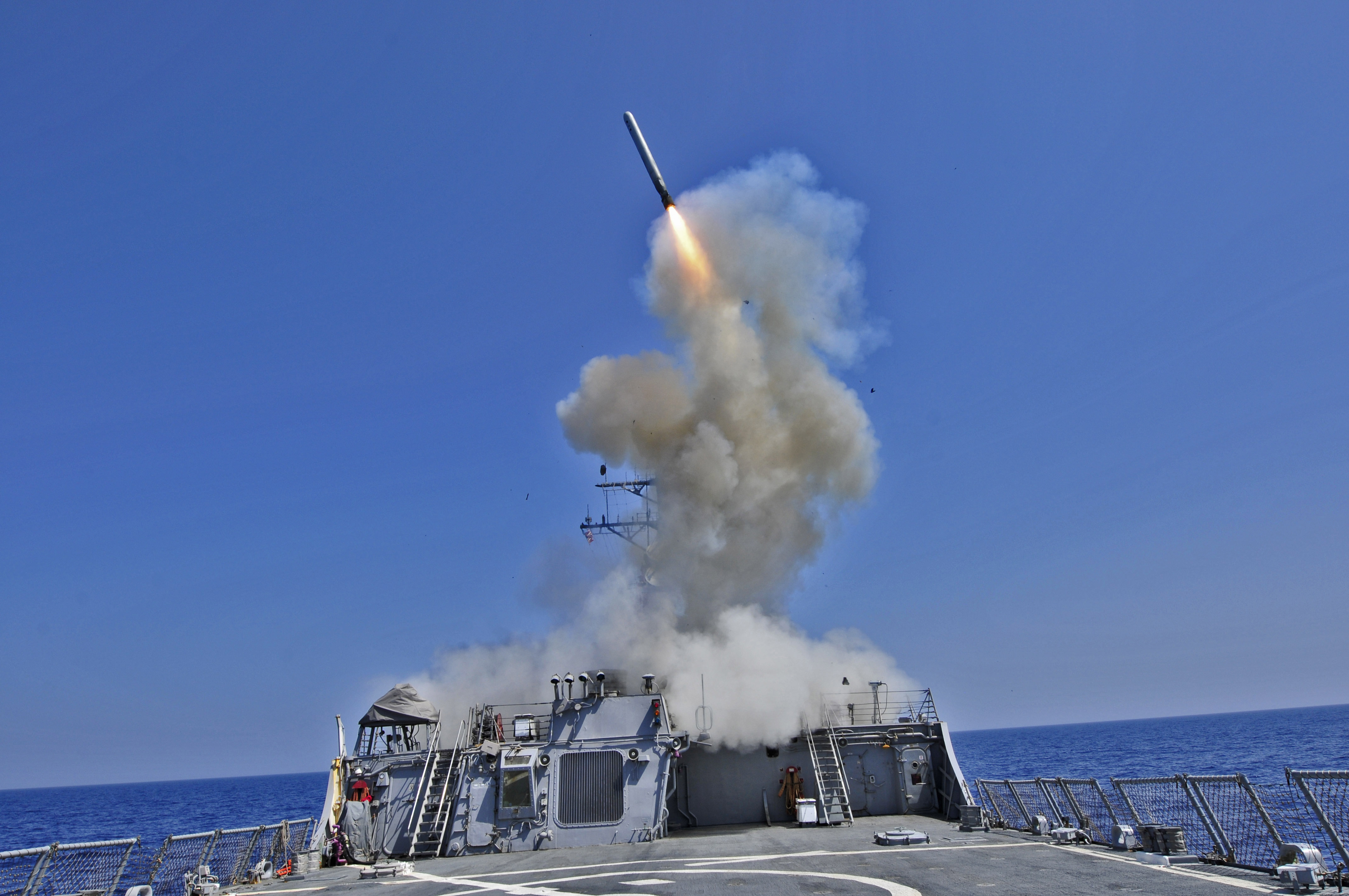
Odpalanie pocisku Tomahawk z pokładu USS „Barry”

28 marca 2011 wieczorem siły koalicji zaatakowały obszar Dżabal Nafusa, w zachodniej części Trypolisu. Bomby spadły też na miejscowość Surman, ok. 45 km od Trypolisu. Zostały tam trafione cele cywilne i wojskowe. W mieście Tadżura, oddalonym o 30 km od Trypolisu, doszło do dziewięciu gwałtownych eksplozji. 29 marca 2011 siły USA zaatakowały nocą trzy libijskie okręty ostrzeliwujące statek handlowy w Misracie. Jeden okręt osiadł na mieliźnie, drugi zatonął, trzeci porzuciła załoga. Siły rządowe kontynuowały ostrzał artyleryjski miasta, w którego wyniku zginęło 18 osób. Rano wojsko al-Kaddafiego podjęło też próbę szturmu od zachodu, a po południu od wschodu. Wieczorem siły koalicji zbombardowały obiekty wojskowe w Tażurze pod Trypolisem.
30 marca 2011 nocą siły koalicji zbombardowały cele w Trypolisie i jego okolicach, w tym dzielnicę Bab Al-Azizja, gdzie znajduje się też rezydencja al-Kaddafiego. W nocy bombardowanie w Libii przeprowadziło belgijskie lotnictwo, uczestniczące w natowskiej operacji Unitifed Protector. W akcji uczestniczyły cztery samoloty typu F-16. Wskutek nalotu sił koalicji na Zawija al-Arkub, wioski leżącej 15 km od Marsa al-Burajki, zginęło siedmiu cywilów, a 25 zostało rannych. Ofiary to cztery kobiety i troje dzieci.

## Kontrofensywa rebeliantów i odwet sił rządowych na froncie wschodnim
W nocy 23 marca 2011 w Trypolisie zostali zwolnieni trzej dziennikarze uprowadzeni w Adżdabiji cztery dni wcześniej. Rebelianci zmierzający do obleganej Adżdabiji zajęli 23 marca 2011 port Zuteina 24 marca 2011, przez cały dzień powstańcy bezskutecznie szturmowali Adżdabiję. 25 marca 2011 po południu w okolicach tego miasta miały miejsce dwie eksplozje. Wieczorem rebelianci weszli po 10-dniowych walkach do Adżdabiji. Powstańcy poinformowali, że wzięli do niewoli wielu rządowych żołnierzy. 26 marca 2011 obecni w Adżdabiji zagraniczni korespondenci potwierdzili, że dzień wcześniej rebelianci opanowali miasto. We wschodnim sektorze miasta stało 20 spalonych czołgów. Po wkraczaniu sił powstańczych mieszkańcy miasta świętowali wyzwolenie. W zdobytym mieście pojmano gen. Bilgasima Al-Ganga, jednego z najważniejszych dowódców al-Kaddafiego. Powstańcy podjęli marsz w kierunku miasta Marsa al-Burajka, zdobywając je już o godzinie 19:00. Siły al-Kaddafiego wycofały się z miasta w stronę Ras-al-Unuf. Wieczorem powstańcy dotarli od miasta Al-Ukajla, ok. 100 km na zachód od Adżdabiji.
27 marca 2011 ok. 10:30 czasu polskiego poinformowano, że powstańcy oczyścili miasto Al-Ukajla, ok. 13:30 poinformowano o zdobyciu Ras al-Unuf i odrzuceniu sił al-Kaddafiego na zachód od miasta, a ok. 15:00 przekazano wiadomość o zdobyciu Bin Dżawad. Ok. 19:00 podano, że wojska al-Kaddafiego częściowo ewakuowały się z Syrty. Wieczorem rebelianci informowali, że weszli do miasta An-Nufilia.

Sytuacja na froncie wschodnim i w Misracie pod koniec marca

Nad ranem 28 marca powstańcy ogłosili zdobycie Syrty. Poinformowali, że do miasta weszli ok. 1:30. Przebywający na miejscu reporterzy z zachodnich agencji prasowych zaprzeczyli wyparciu z miasta wojsk al-Kaddafiego. Od 6:20 do 6:35 przeprowadzone zostały naloty koalicji na miasto. AFP podała, że natarcie powstańcze zatrzymane zostało 140 km na wschód od Syrty, gdzie doszło do ciężkiego pojedynku ogniowego. Tuż przed południem powstańcy zdobyli ostatecznie położoną na drodze An-Nufilię.
W nocy 29 marca 2011 odbyła się walka pod Syrtą. Siły al-Kaddafiego z ciężkiej artylerii ostrzelały rebeliantów, którzy zarządzili odwrót w kierunku Bin Dżawad. Po południu i to miasto zostało przez nich stracone na rzecz wojsk al-Kaddafiego, którzy podążyli za rebeliantami do Ras al-Unuf.
Siły rządowe prowadzące drugą ofensywę pokonały 30 marca 2011 rebeliantów w Ras al-Unuf. Wojsko zaatakowało buntowników rakietami Grad o zasięgu 40 km. Rebelianci zarządzili pełny odwrót. Przed południem w okolicach wioski Ak-Ukajala, pomiędzy Ras al-Unaf i Marsą al-Burajką, spadły bomby. Siły powstańcze wycofały się do Adżabiji, informując, że siły al-Kaddafiego zostały wsparte przez Gwardię Republikańską Czadu.
31 marca 2011 wycofujące się w stronę Adżdabiji siły powstańcze zatrzymały się pod Marsą al-Burajką, gdzie podjęto kolejną próbę zatrzymania armii al-Kaddafiego poprzez walkę zbrojną.
Przez cały kolejny dzień trwały ciężkie walki o miasto Marsa al-Burajka. Siły NATO zbombardowały przedmieścia miasta, w wyniku czego poległo 10 rebeliantów. W czasie walk rebelianci poinformowali, iż są skorzy do rozejmu. Jednak postawili warunki – wszyscy Libijczycy muszą mieć pełną swobodę wyrażania swych poglądów. W nocy z 1 na 2 kwietnia 2011 siły al-Kaddafiego ponownie ostrzelały miasto Marsa al-Burajka, a od rana w trwały walki w pobliżu położonego na obrzeżach miasta uniwersytetu, który stał się ostatnim punktem oporu wojsk al-Kaddafiego w mieście. 3 kwietnia 2011 walki w Marsie al-Burajce toczyły się w pobliżu zajętego przez lojalistów uniwersytetu. Siły rządowe zaatakowały dzielnicę przemysłową, gdzie doszło do pojedynków artyleryjskich. Armia kontrolowała teren w promieniu 3 km od uniwersytetu. Wieczorem koalicja dokonała bombardowań w mieście, jednak nie przyniosły one większych zmian, gdyż, pociski nie trafiły w pozycje wojska.
4 kwietnia 2011 z rana rebelianci uderzyli na Marsę al-Burajkę od strony zachodniej, walki artyleryjskie toczyły się w odległości 1 km od uniwersytetu. 5 kwietnia 2011 kontynuowano walki o Marsa al-Burajkę, żadna ze stron nie zdołała uzyskać jednak znaczącej przewagi, a intensywność walk była niewielka. 6 kwietnia 2011 wojsko al-Kaddafiego wyparło powstańców z miasta Marsa al-Burajka. W obawie przed zbliżającym się frontem ewakuowano szpital w Adżdabiji, rozpoczęły się także ucieczki cywilów z tego drugiego miasta.

## Interwencja NATO i stabilizacja frontu wschodniego
31 marca 2011 o godz. 8:00 pełną odpowiedzialność za operację militarną przejęło oficjalnie NATO. Tego dnia przedstawiciel Watykanu bp Martinelli poinformował, że dowiedział się od świadków, iż na skutek natowskiego bombardowania zawalił się budynek mieszkalny w mieście Buslim (pod Trypolisem). Zginęło tam 40 cywilów.
Wieczorem 1 kwietnia 2011 koalicja zbombardowała miasta Al-Chums i Arrujban, leżące na froncie zachodnim. 2 kwietnia 2011 koalicja dokonała nalotu na miasto Al-Chums, leżące 120 km od Trypolisu. Francuskie lotnictwo zniszczyło pięć czołgów w Syrcie. Libijska opozycja przejęła tego dnia miasto Kufra, leżące w południowo-wschodniej części Libii. 3 kwietnia 2011 francuskie lotnictwo zniszczyło kilka pojazdów opancerzonych w Ras al-Unuf.
5 kwietnia 2011 armia USA wycofała z Libii swoje samoloty bojowe, pozostawiając je jednak w gotowości i ograniczając się do wsparcia misji rozpoznawczych i logistycznych. Wiąże się to z przejęciem operacji lotniczej przez NATO i chęcią USA do zmniejszenia swojego wkładu w działania koalicji. NATO podsumowało także pierwsze dni swoich działań w Libii, informując, że od przejęcia dowództwa nad operacją 31 marca do 5 kwietnia 2011 siły NATO przeprowadziły 851 lotów bojowych, atakując cele naziemne, radary, składy amunicji, wozy pancerne i wyrzutnie rakiet. W sumie NATO oszacowało, że do 5 kwietnia naloty zniszczyły jedną trzecią potencjału militarnego armii al-Kaddafiego.

Sytuacja na froncie wschodnim w okresie od kwietnia do sierpnia 2011

W wyniku uderzenia lotniczego dokonanego przez samoloty NATO 7 kwietnia 2011 zginęło co najmniej 12 rebeliantów. Zdarzenie miało miejsce na drodze z Adżdabiji do Marsa al-Burajki, kiedy samoloty sojuszu zaatakowały omyłkowo pozycje rebelianckich czołgów. Następnego dnia w Bengazi ok. 400 osób demonstrowało, wznosząc hasła antynatowskie. Sekretarz generalny NATO złożył w piątek „wyrazy głębokiego ubolewania z powodu tego nieszczęśliwego incydentu”.
W tym czasie siły rządowe rozpoczęły po południu od zachodu ostrzał artyleryjski Adżdabiji. 9 kwietnia 2011 wojska al-Kaddafiego przełamały obronę sił powstańczych, wspieranych przez lotnictwo NATO pod Adżdabiją. Przed południem 10 kwietnia samoloty NATO zniszczyły 25 czołgów al-Kaddafiego w Adżabiji, pomagając powstańcom wyprzeć armię rządową z miasta. 11 kwietnia 2011 rebelianci wyparli lojalistów al-Kaddafiego z miasta Adżdabija. Walki przeniosły się wieczorem na zachód od miasta, gdzie w ataku rakietowym zginęło trzech bojowników. 12 kwietnia 2011 rebelianci odpychali siły rządowe od Adżdabiji, walki toczyły się na zachód od miasta. W nocy w okolicy miasta było słychać eksplozje bomb zrzucanych przez samoloty NATO. 14 kwietnia 2011 w Adżdabiji konwój 60 pojazdów rebeliantów został ostrzelany przez armię libijską. Pod Adżdabiją doszło do potyczki między stronami, w której wyniku zginął jeden rebeliant. 16 kwietnia 2011 rebelianci wzmacniali swoje pozycję pod Adżdabiją. Na pustyni pod tym miastem operowały grupy wojska rządowego. Wykorzystując czterodniowe naloty NATO na grupy lojalistów, rebelianci w południe dotarli na przedmieścia Marsą al-Burajki. Po południu w czasie walk pod Marsą al-Burajką zginęło sześć osób, a 20 odniosło obrażenia. 17 kwietnia 2011 wojsko al-Kaddafiego rakietami ostrzelało powstańców stacjonujących na przedmieściach Adżdabiji, wielu z nich uciekło przed ostrzałem na wschód. Nasilone walki pomiędzy Adżdabiją i Marsą al-Burajką trwały drugi dzień. 20 kwietnia rebelianci wzmocnili fortyfikacje pod Adżdabiją. 24 kwietnia 2011 siły NATO zaatakowały w południe wojska lojalistów na północny zachód i południe od Adżdabiji.
Na froncie między Adżdabiją i Marsą al-Burajką w pierwszej połowie maja dochodziło do niewielkich i sporadycznych potyczek. 21 maja 2011 wieczorem wybuchły walki przy punkcie kontrolnym Arbalin 40 km na zachód od Adżdabiji na drodze prowadzącej do Marsa al-Burajki. Zginęło trzech rebeliantów oraz kilku żołnierzy. Na drodze między Adżdabiją a Marsą al-Burajką od połowy kwietnia była uformowana linia frontu w teatrze wschodniolibijskich walk. 26 maja 2011 siły al-Kaddafiego zaatakowały rebeliantów na pozycjach pod Marsą al-Burajką. Potyczka zakończyła się bez strat. Kolejne niewielkie starcie wydarzyło się 6 czerwca 2011. Lojaliści najpierw odpalili cztery rakiety Grad, sprawdzając chęć bojową rebeliantów. Ci zareagowali na zaczepkę i tym samym 18 km od Adżdabiji doszło do wymiany ognia. Zginęło dwóch rebeliantów, dwóch żołnierzy zostało rannych.
12 czerwca 2011 lojaliści zorganizowali zasadzkę na rebeliantów na drodze między Marsą al-Burajką a Adżdabiją. Początkowo wyjechali z białą flagą, po czym zaczęli strzelać. W wymianie ognia zginęło 21 bojowników, a 65 odniosło rany. 16 czerwca 2011 NATO zbombardowało omyłkowo pozycję bojowników pod Adżdabiją. W tzw. incydencie „friendly fire” rannych zostało 16 rebeliantów.

## Udział sił NATO w wojnie domowej

Państwa biorące udział w interwencji w Libii

Od 31 marca do 11 kwietnia 2011 NATO wykonało 1721 lotów bojowych, z czego w 713 przypadkach bombardowano cele. Od połowy kwietnia 2011 alianci dokonywali średnio ok. 150 lotów bojowych, a podczas 30% tych lotów atakowano cele. Przykładowo 16 kwietnia 2011 NATO wykonało 145 lotów bojowych i 58 operacji rozpoznawczych, niszcząc pięć bunkrów koło Syrty, dwa czołgi niedaleko Az-Zintanu i dwa koło Misraty oraz cztery bunkry koło Trypolisu. Łącznie od początku misji w Libii NATO przeprowadziło do tego dnia 3670 operacji powietrznych. Dzienny przebieg działań NATO jest przedstawiony w haśle kalendarium wojny domowej w Libii.
20 kwietnia 2011 Francja odpowiedziała na wcześniejszy apel rebeliantów i zapowiedziała zwiększenie częstotliwości nalotów. Wieczorem tego dnia NATO zbombardowały bunkry Challat al-Fardżan pod Trypolisem. Według oficjalnych libijskich agencji zginęło 7 cywilów, a 18 zostało rannych. NATO zaprzeczyło, jakoby zginęli cywile.
21 kwietnia 2011 sekretarz obrony USA Robert Gates poinformował, że prezydent zgodził się na wysłanie do Libii uzbrojonych samolotów bezzałogowych, które wycofano po przejęciu przez NATO kontroli nad operacją w Libii. Kolejnego dnia Dowódca Kolegium Połączonych Szefów Sztabów poinformował, że wojska lotnicze koalicji unieszkodliwiły 30-40% sił lądowych al-Kaddafiego.
Ministerstwo obrony USA poinformowało 23 kwietnia 2011, że po południu po raz pierwszy użyto w Libii samolotu bezzałogowego Predator. Celem była wyrzutnia rakietowa, używana do ostrzału Misraty. Władze Libii oskarżyły NATO o śmierć trzech osób, zabitych w czasie porannego nalotu na kompleks budynków będących rezydencją al-Kaddafiego. W Trypolisie trafiono obrony przeciwlotniczej. Ponadto NATO zaatakowało stanowiska wojsk rządowych pod Misratą. W wyniku uderzenia zniszczono siedem wyrzutni niekierowanych pocisków rakietowych, trzy ciężkie transportery, dwie hale na pojazdy, bunkier kontrolny, czołg i dużą ciężarówkę. W Syrcie zbombardowano bunkier, czołg oraz kilka pojazdów opancerzonych. Łącznie koalicja wykonała 56 lotów bojowych.
25 kwietnia 2011 w nocy siły NATO zbombardowały Telewizję Libijską, Dżamahiriję i Szababiję. Po półgodzinnej przerwie wszystkie trzy stacje wznowiły emisję. Rano siły NATO zbombardowały natomiast kompleks budynków rządowych w Trypolisie za pomocą czterech rakiet. 45 osób zostało rannych, 15 poważnie, kilka uznawanych został za zaginione.
26 kwietnia 2011 francuskie samoloty rozpoczęły bombardowania za pomocą bomb z betonu, bez materiałów wybuchowych, co miało na celu zmniejszyć niebezpieczeństwo spowodowania szkód materialnych i ofiar cywilnych. Pierwsze bombardowanie tego typu zastosowano przeciwko wojskom pancernym al-Kaddafiego w rejonie Misraty.
27 kwietnia 2011 w omyłkowych nalotach NATO zginęło 12 libijskich powstańców, a 40 zostało rannych. Powstańcy zwrócili się do USA o włączenie do działań samolotów bliskiego wsparcia sił lądowych A-10, które charakteryzują się precyzyjnym prowadzeniem ognia. Tego samego dnia w bazie Sigonella na Sycylii, rozbił się myśliwiec koalicji typu F-16. Pilot ze Zjednoczonych Emiratów Arabskich bezpiecznie się katapultował.
W wyniku nocnego nalotu bombowego z 30 kwietnia na Trypolis zginął młodszy syn Mu’ammara al-Kaddafiego, Sajf al-Arab oraz trzech jego wnuków. Informacji tej nie potwierdziło NATO, które podało, że zaatakowały obiekty rządowe i wojskowe w Trypolisie. Informację potwierdził natomiast katolicki biskup Giovanni Innocenzo Martinelli, który miał widzieć ciało osobiście. Trzynaście bomb koalicji spadło także na Misratę.
1 maja 2011 na wieść o śmierci Sajfa al-Araba al-Kaddafiego, tłumy zwolenników władzy w Trypolisie zaatakowały placówki dyplomatyczne Wielkiej Brytanii, USA i Włoch oraz biura ONZ. Po ataku ONZ wycofała z Libii personel. Tego dnia NATO wykonało 165 lotów bojowych, wystrzeliło 60 pocisków. Celami lotnictwa były skład broni pod Trypolisem, trzy składy broni pod Mizda, dwa składy broni pod Az-Zintan: sześć składów broni pod Syrtą oraz trzy uzbrojone samochody i jedna ciężarówka. Pod Marska al-Burajką zniszczono jeden czołg i działo przeciwlotnicze.
Libijska telewizja państwowa poinformowała 4 maja 2011, że lotnictwo NATO zbombardowało Al-Hajrę i oskarżyła Sojusz o śmierć cywilów. Tego dnia koalicja wykonała 160 lotów, a podczas 49 atakowała cele. Celami myśliwców były dwa składy broni, bunkier oraz lotnisko w Trypolisie, w Misracie jeden pick-up truck, trzy czołgi, dwie przenośnie wyrzutnie rakiet oraz trzy uzbrojone samochody. W Adżdabiji zniszczono wyrzutnię rakiet. 5 maja NATO zbombardowało konwój pod Tiji, który transportował trzy helikoptery sił powietrznych. Maszyny zostały zniszczone.
10 maja 2011 samoloty koalicji zaatakowały w nocy osiem celów w Trypolisie. Rano naloty powtórzono. 11 maja 2011 NATO podało, że w rejonie Trypolisu zaatakowano bazy pojazdów wojskowych i amunicji oraz wyrzutnię rakiet. 12 maja 2011 samoloty NATO kontynuowały naloty na Trypolis, bombardując kompleks al-Kaddafiego w dzielnicy Bab al-Azizija. Zginęło 6 osób, a 10 zostało rannych. 13 maja siły aliantów dokonały nalotu na miasto Marsa al-Burajka. W wyniku tego zginęło 16 cywilów, rannych zostało też 40 osób. Zabici to muzułmanie uczestniczący w uroczystości religijnej. NATO przyznało się do śmierci cywilów i wyraziło ubolewanie.
15 maja 2011 samoloty NATO zbombardowały późno w nocy terminal naftowy w Ras al-Unuf. NATO zbombardowało także pozycje wojsk pod Trypolisem i Bab al-Azizija. Kolejnego dnia lotnictwo brytyjskie zaatakowało ośrodek szkoleniowy ochrony al-Kaddafiego. 20 maja 2011 NATO przechwyciło u libijskich wybrzeży tankowiec, który z Sardynii prawdopodobnie wiózł zaopatrzenie dla wojsk al-Kaddafiego.
W nocy z 19 na 20 maja 2011 po raz pierwszy NATO zastosowało taktykę bombardowania marynarki wojennej. Zatopiono wówczas łącznie osiem libijskich okrętów. W Trypolisie zatopiono pięć okrętów libijskiej marynarki wojennej. W Al-Chums zatopiono dwa statki, natomiast w Syrcie jeden.
23 maja 2011 kraje NATO zdecydowały o użyciu helikopterów do akcji bojowych w Libii. 12 dodatkowych śmigłowców zadeklarowała wysłać Francja.
W nocy z 23 na 24 maja 2011 siły NATO dokonały najpotężniejszych do tego etapu wojny bombardowań Trypolisu. W pół godziny dokonano 20 ataków. Celem uderzeń był kompleks budynków Bab al-Azizja, siedziba Mu’ammara al-Kaddafiego. Zginęło 19 cywilów, a 150 zostało rannych. Samoloty NATO zaatakowały w nocy z 24 na 25 maja 2011 cele w Trypolisie, miało miejsce przynajmniej sześć silnych eksplozji w przeciągu 10 minut. Celem ataku była rezydencja Mu’ammara al-Kaddafiego. W nocy 26 maja 2011 lotnictwo NATO ponownie zbombardowało Trypolis, atakując kompleks rezydencji i biur rządu libijskiego.
26 maja 2011 Wielka Brytania poinformowała, że wyśle swe śmigłowce bojowe typu Apache do walki z siłami libijskimi. Dzień później w nocy lotnictwo NATO ponownie zbombardowało Trypolis, atakując kompleks rezydencji i biur rządu libijskiego. 28 maja 2011 przed południem lotnictwo NATO ponownie zbombardowało Trypolis, atakując kompleks rezydencji i biur rządu libijskiego. W nocy z 30 na 31 maja 2011 NATO atakowało Trypolis i jego przedmieścia, a także na miasto Al-Dżafra. Według strony libijskiej były straty wśród ludności cywilnej.
31 maja 2011 libijskie władze, podały, iż od rozpoczęcia misji NATO zginęło 718 cywili, a 4067, w tym 433 ciężko zostało ranionych w bombardowaniach alianckich. Sojusz natychmiast zaprzeczył, jakoby tyle miało zostać zabitych cywili w nalotach. Rząd libijski odpowiedział, że ofiary nalotów rozproszone były po całym kraju, a nie tylko w stolicy, więc dlatego liczba osiągnęła takie rozmiary.
1 czerwca 2011 NATO przedłużyło misję o 90 dni, gdyż mandat miał wygasnąć 27 czerwca 2011. Tym samym koalicja mogła działać w Libii do września. 3 czerwca 2011 NATO zniszczyło skład amunicji w Hun. 4 czerwca NATO po raz pierwszy użyło w akcji militarnej w Libii śmigłowców bojowych. Maszyny atakowały pojazdy i ekwipunek wojskowy oraz oddziały lojalistów. Brytyjskie śmigłowce typu Apache atakowały cele w Marsy al-Burajki. Zniszczono tam radar oraz posterunek sił al-Kaddafiego. Apache wystartowały ze śmigłowcowca HMS „Ocean” i wróciły bezpiecznie we wczesnych godzinach rannych. Francuskie Tigre i Gazelle wystartowały ze znajdującej się w pobliżu wybrzeży Libii jednostki BPC „Tonnerre” marynarki wojennej.
Intensywne naloty na stolicę miały miejsce po południu 4 czerwca 2011. O godz. 16:30 kilka wybuchów wstrząsnęło stolicą. Kolejnego dnia o 2:30 pociski spadły an dzielnicę Tadżura. Kolejna seria bombardowania miała miejsce o godz. 19:00. Brytyjskie Apache atakowały po raz drugi raz. W akcji udział brały także odrzutowce Tornado, które ostrzelały osiem celów w stolicy. Ostrzelane zostały także 6 czerwca 2011 o godz. 5:00 strategiczne punkty pod Marsą al-Burajką. Rankiem NATO dokonało nalotów na budynek w rejonie siedzib radia i telewizji w Trypolisie. Uderzono także budynek parlamentu, który został już uszkodzony trzy tygodnie wcześniej. Kolejne ciężkie bombardowania stolicy miały miejsce 7 czerwca 2011. W ciągu czterech godzin dokonano 25 uderzeń, na miasto spało 60 bomb. W atakach zginęło 31 osób. 8 czerwca 2011 w nocy i przedpołudniem NATO zbombardowało ponownie Trypolis. Kolejnego dnia na stolicę spadło co najmniej sześć bomb. Wieczorem koalicja zbombardowała miasto Zuwara. 10 czerwca rano dokonano trzech nalotów na stolicę. 11 czerwca 2011 o godz. 18:00 koalicja zbombardowała stolicę. Podczas nalotu ranny został Khweldi Al-Hmeld, wysoką rangą urzędnik w rządzie al-Kaddafiego.
14 czerwca rano NATO zbombardowało po raz kolejny kilka celów w stolicy. W nocy z 14 na 15 czerwca 2011 NATO ponowiło naloty na stolicę. NATO zbombardowało cele cywilne i wojskowe w Firnag, jednej z najgęściej zaludnionych dzielnic w stolicy i Ain Zara. Atakowano cele także w centralnym mieście Dżufra. Kolejno dnia tuż przed godz. 5. NATO zbombardowało ufortyfikowaną rezydencję Bab al-Azizija al-Kaddafiego w Trypolisie. Po zrzuceniu bomb, znad kompleksu budynków unosił się gęsty dym. Sojusz zbombardował pozycje żołnierzy w mieście Kikla. Zginęło tam 12 osób. Po tym rebelianci zadeklarowali przejęcie miasta.
19 czerwca 2011 rano NATO dokonało ataku w Trypolisie, w którego wyniku zginęli cywile. Wieczorem dowództwo Sojuszu podało, iż celem ataku była baza rakietowa, ale w rezultacie „wadliwego zadziałania systemu broni” jeden z wystrzelonych pocisków trafił w obiekt cywilny. Strona libijska podała, że w efekcie uszkodzenia bloku mieszkalnego zginęło 9 cywili, a 18 zostało rannych. Dzień później strona libijska podała, że w wyniku uderzenia lotniczego na miasto Surman, ok. 70 km na zachód od Trypolisu zginęło 15 cywili w tym troje dzieci. NATO tym razem zaprzeczyło tym doniesieniom. Niezależne źródła podały, że faktycznie miał tam miejsce atak o godz. 4. i kilka budynków zostało zniszczonych.
21 czerwca 2011 koalicja o godz. 7:20 straciła nad Libią samolot bezzałogowy MQ-1 Predator. Maszyna prowadziła lot wywiadowczy i wówczas kontrola naziemna utraciła z nią kontakt.
Według strony libijskiej, po nalocie NATO z 25 czerwca 2011 na Marsę al-Burajkę zginęło 15 cywili, a ponad 20 zostało rannych. Pociski miały trafić piekarnię i restaurację. Koalicja zaprzeczyła i powiedziała, że atakowała 35 celi wojskowych w tym pojazdy i instalacje znajdujące się w pobliżu portu w Marsie al-Burajce. 28 czerwca w nalocie na Tawerghę zginęło ośmiu cywili.
NATO 3 lipca 2011 dokonało gwałtownych nalotów pozycje na zachodzie Libii kontrolowane przez al-Kaddafiego. Brytyjskie lotnictwo operowało pod Zuwarą oraz Gharjan.
Samoloty NATO zbombardowały 30 lipca 2011 nadajniki państwowej telewizji libijskiej Al-Dżamahirija w Trypolisie, zabijając trzech dziennikarzy. 15 zostało rannych. Celem ataków było uniemożliwienie nadawania państwowej telewizji, jednak te naloty okazały się niewystarczalne.
Strona libijska podała, że w natowskim nalocie na wioskę Nadżar pod Zalitanem z 9 sierpnia 2011 zginęło 85 cywilów – 33 dzieci, 32 kobiety i 20 mężczyzn z 12 rodzin. Na dowód tego w telewizji pokazano kilka zwęglonych ciał. Rząd Mu’ammara al-Kaddafiego ogłosił trzydniową żałobę po ofiarach. Sojusz odpowiedział, że nie ma dowodów, że to na ofiary cywilne. Celem ataku były budynki rolnicze, które stały się magazynami z bronią. Kolejnego dnia NATO zaprzeczyło, jakoby w nalocie na Nadżar zginęli cywile.
Strategiczną rolę NATO spełniło podczas walk o Trypolis. Powstańcy w krótkim czasie opanowali stolicę dzięki uderzeniom floty powietrznej Sojuszu. Wzmożone naloty pozwoliły wojskom opozycyjnym szybko dojść do centrum stolicy i zdobyć twierdzę Bab al-Azizija. Ponadto ścisła współpraca rebeliantów z dowództwem wojskowym NATO sprawiły, iż naloty były niezwykle skuteczne. Przyczynili się do tego przede wszystkim zagraniczni instruktorzy wojskowi. Ponadto katarscy komandosi opracowali i czuwali nad postępami szturmujących stolicę rebeliantów.
Taka sama sytuacja ułatwiła zdobycie powstańcom ostatniego bastionu lojalistów, którym była Syrta podczas październikowych walk. Bomby NATO wypierały bataliony kaddafistów z kolejnych sektorów miasta, które w następstwie zajmowali powstańcy. 20 października 2011, lotnictwo NATO ostrzelało konwój, w którym poruszał się Mu’ammar al-Kaddafi, chcąc uciec z upadającego miasta. Ranny w ataku al-Kaddafi został pochwycony przez powstańców, którzy go następnie zabili na ulicach Syrty. Dowództwo NATO poinformowało, iż operację powietrzną nad Libią zakończy się wraz z ostatnim dniem października. 27 sierpnia 2011 RB ONZ uchwaliła rezolucję, w której stwierdzono, iż mandat misji powietrznej wygasa 31 października 2011 o godz. 23:59.
Podczas 218 dni operacji samoloty bojowe wykonały ok. 9600 misji, w których czasie zniszczono ok. 5900 celów militarnych. Wszystko to odbyło się podczas 26,1 tys. lotów. Siły NATO skontrolowały także ponad 3 tys. okrętów pływających u wybrzeży Libii. Zniszczono 600 libijskich czołgów i pojazdów opancerzonych, 400 wyrzutni rakietowych i artyleryjskich. Z powodu podejrzeń o łamanie embarga na dostawy broni, uwarunkowanego rezolucją RB ONZ nr 1973, zatrzymanych zostało w sumie 11 statków. W powietrzu działała flota 16 państw.

## Kampania pustynna
Kampania pustynna dotyczy libijski ziem obejmujących Fazzan oraz południową Cyrenajkę. Są to w większości tereny Sahary, jednak z kilkoma kluczowymi miastami, które były słabiej bronione niż te na północy kraju. Podczas kampanii pustynnej rebelianci przejmowali kontrolę nad miastami wraz z całymi gminami, co stanowiło spory odsetek odbijanych ziem spod administracji al-Kaddafiego.
21 kwietnia 2011 konwój dziewięciu pojazdów wojskowych wojska libijskiego zaatakował rebeliantów stacjonujących na polach naftowych pod Al-Buster, 300 km na południowy zachód od Tobruku. Przepompowni broniło dziewięciu ludzi, ośmiu z nich zostało zamordowanych.
Rano 28 kwietnia 2011 wojsko al-Kaddafiego wycofało się z miasta Dżalu, 200 km na południe od Adżdabiji, a kontrolowane przez siły al-Kaddafiego miasto Sabha na południu Libii zostało zbombardowane ok. 4:00 nad ranem przez samoloty koalicji. Tego samego dnia wojsko libijskie przejęło miasto Kufra (znane także jako Al-Dżawf), leżące w południowo-wschodniej części Libii. Do miasta wjechało ok. 50-60 ciężarówek typu pick-up z lojalistami. Podczas krótkiego ostrzału zabito trzy osoby. W mieście powiewały znów zielone libijskie flagi.
6 maja 2011 rebelianci odbili miasto Kufra, leżące w południowo-wschodniej części Libii. Tego samego dnia doszło do walk na pustyni między Dżalu i Kufrą, w której wyniku poległo sześciu rebeliantów. 11 maja 2011 powstańcy zdobyli miasto Dżacharra oraz Dżalu i Audżila, podczas tzw. pustynnej kampanii. 25 maja 2011 rebelianci zaatakowali konwój sił rządowych pod Kufrą. Zniszczono wiele pojazdów oraz broń. Rebelianci podali, że w czasie walk zatrzymali sudańskich najemników.
1 lipca 2011 sudańscy najemnicy przejęli kontrolę nad okolicami miasta Kufra, które leży na libijskiej pustyni i było kluczowym punktem na naftowych polach.
W połowie lipca 2011 Narodowa Armia Wyzwoleńcza przeprowadziła ofensywę na południu kraju. Atakując z kontrolowanej przez siebie Kufry zabezpieczyły ważne miasta na libijskiej pustyni. Wśród nich były Al-Katrun, Al-Wigh, Taraghin oraz wioskę Umm Al Aranib z ważną bazą wojskową i przejście graniczne z Czadem w Tummu. W wyniku skutecznej operacji, w której udział wzięło 300 bojowników, opozycjoniści znacznie rozszerzyli swoje wpływy na froncie południowym.
23 lipca 2011 wojsko libijskie odbiło miasto Al-Katrun podczas kampanii pustynnej. Armia zmusiła plemię Tabu sympatyzujące z rebeliantami do odwrotu na południe.
23 sierpnia 2011 wybuchły gwałtowne walki o miast Sabha. Po tym, jak w stolicy zdobyto budynki rządowe i nie schwytano tam Kaddaiego, padły podejrzenia, że jednym z miast gdzie mógł się ukrywać dyktator, jest Sabha. Podczas trwania bitwy rebelianci wyrazili nadzieję pokojowego rozwiązania w sprawie przekazania im władzy w mieście Sabha. 26 sierpnia 2011 rewolucjoniści zabezpieczyli pustynny posterunek Al-Wyg ze strategicznym portem lotniczym. 4 września 2011 siły demokratyczne ogłosiły, iż otoczyli Sabhę. 11 września 2011, po wygaśnięciu ultimatum, Narodowa Armia Wyzwoleńcza podjęła atak na Sabhę, jednak szturm został zaniechany dzień później.
14 września 2011 rozpoczęła się operacja rebeliantów, która na celu zajęcie gminy Wadi asz-Szati. Kolumna 500 bojowników zajęła bazę lotniczą w Biraku. Do 16 września 2011 przejęto kontrolę nad tym miastem (50 km na północ od Sabhy) oraz Girą. Sama Sabha została zaatakowana ponownie 20 września 2011. W mieście powstańcy napotkali niewielkie punkty oporu, zajęli tamtejsze lotnisko. 21 września kluczowe miasto Fazzanu było pod całkowitą kontrolą rebeliantów.
19 września 2011 powstańcy zajęli oazę Zella pod Al-Dżufrą. 21 września 2011 nastąpił atak na to właśnie miasto, położone ok. 700 km na południowy wschód od Trypolisu. Po tym, jak powstańcy weszli do miasta, zostało ono ostrzelane przez lojalistów, jednak nie powiodło się to i poddali swoje pozycje. 22 września 2011 siły demokratyczne przejęły kontrolę nad miastem Aubari w gminie Wadi al-Hajat. Tak więc Fazzanie, siły al-Kaddafiego kontrolowały jedynie gminę Ghat oraz Al-Katrun, które padły do końca września 2011.
25 września 2011 o świcie w Ghadamis na południu Libii wojska demokratyczne zostały zaatakowane przez liczące ok. stu ludzi siły al-Kaddafiego wspierane przez Tuaregów i najemników z Algierii. Zginęło 6 powstańców, a 63 zostało rannych. Ostatecznie kaddafiści zostali odparci, ale walki o miasto zakończyły się dopiero dnia następnego. Do Ghadamis Narodowa Armia Wyzwoleńcza sprowadziła następnie posiłki, by bronić miasta w razie powtórnego ataku.
1 października 2011 w mieście Ghadamis nowe władze zawarły układ pokojowy z Tuaregami, plemionami lojalnymi wobec obalonego pułkownika Mu’ammara al-Kaddafiego, walczącymi na Saharze. Obie strony zgodziły się na uwolnienie wszystkich jeńców wojennych.

## Intensyfikacja walk na froncie zachodnim

### Oblężenie Misraty i walki w górach Dżabal Nafusa
Wraz z początkiem kwietnia w oblężonej Misracie rozpoczęły się ciężkie walki o centrum miasta oraz port. Nad ranem 1 kwietnia w Trypolisie doszło do 20-minutowej wymiany ognia. Po południu doszło do kolejnego szturmu na Misratę. Wojsko al-Kaddafiego użyło moździerzy, artylerii oraz czołgów. Tymczasem po tygodniowej przerwie w walkach w górach Dżabal Nafusa, wojsko al-Kaddafiego odpaliło kilka rakiet Grad na Az-Zintan. Rozpoczęło się oblężenie miasta Kikla oraz miał miejsce atak na miejscowość Aquilla.
2 kwietnia w nocy siły al-Kaddafiego kontynuowany ostrzał Misraty. W ciągu trzech dni śmierć poniosło tam 28 osób. Działała tam czynnie artyleria oraz czołgi. Następnego ranka siły al-Kaddafiego prowadziły ostrzał Misraty, w wyniku ostrzału zginęła co najmniej jedna osoba, a 71 zostało rannych. 4 kwietnia siły al-Kaddafiego kontynuowały ostrzał Misraty. Wojsko użyło artylerii i granatników, ostrzeliwane były także dzielnice mieszkalne. Władze powstańcze Misraty nie były w stanie podać liczby ofiar. Armia libijska odbiła miasto Kikla na froncie Dżabal Nafusa. 5 kwietnia trwały ciężkie walki w Misracie, gdzie w czasie trwającego od 10:00 do 17:00 ostrzału artyleryjskiego zginęły 2 osoby, a 26 zostało rannych. 6 kwietnia w Misracie siły al-Kaddafiego zabiły w sumie pięciu cywili, a 25 zostało rannych.
W nocy z 6 na 7 kwietnia lotnictwo NATO zbombardowało pozycje wojsk al-Kaddafiego. Lotnictwo NATO uderzyło w magazyny broni należących do sił al-Kaddafiego w odległości 15 km na południowy wschód od Az-Zintan. Miało to miejsce 8 kwietnia. Dzień później walki w Misracie przybrały na sile, wojsko używało do ostrzału rakiet i ciężkiej artylerii. Zginęło 3 cywili i 2 dzieci, 10 osób zostało rannych. Powstańcy skrytykowali NATO za brak pomocy dla miasta. Walki szczególnie silne były we wschodniej części miasta. Kolejnego dnia w Misracie z rąk żołnierzy al-Kaddafiego zginęło minimum 30 ludzi. Siły NATO wzmogły naloty na wojska al-Kaddafiego w Misracie. NATO poinformowało o zniszczeniu w ciągu dwóch dni pod Misratą 15 czołgów al-Kaddafiego i kolejnych dwóch w okolicach Marsy al-Burajki oraz zapasów amunicji na wschód od Trypolisu. Ponowiono też oskarżenie pod adresem wojsk al-Kaddafiego o używanie żywych tarcz.
11 kwietnia nieustanne walki toczyły się w Misracie, gdzie zginęło 10 osób w tym dwoje dzieci, a 10 odniosło obrażenia. Kolejnego dnia rebelianci odparli atak artyleryjski w dwóch dzielnicach Misraty. 13 kwietnia siły NATO w nalotach zniszczyły 16 czołgów libijskich. 12 z nich w pobliżu Misraty, a resztę w Syrcie. Ponadto wyeliminowano działko przeciwlotnicze i półciężarówkę, używaną przez lojalistów. Rebelianci zdobyli przewagę podczas bitwy o centrum i wschodnie dzielnice Misraty. 14 kwietnia nad ranem libijskie wojsko przeprowadziło atak aż dwustoma rakietami Grad w Misracie, zabijając 23 osoby, a 40 odniosło rany. Ofiary to cywile, w większości kobiety i dzieci. Tego samego dnia artyleria libijska ostrzelała samoloty patrolujące NATO nad Trypolisem. Władze libijskie oskarżyły lotnictwo NATO o dokonanie nalotów na miasto i dzielnicę, w której mieściła się rezydencja Mu’ammara al-Kaddafiego. W mieście doszło do czterech eksplozji. NATO poinformowało, że eksplozje nie były wynikiem bombardowań lotnictwa koalicji, a na Trypolis nie spadła tego dnia żadna bomba.
Siły rządowe odpaliły 15 kwietnia w Misracie ok. 120 pocisków rakietowych. W wyniku ostrzały śmierć poniosło osiem osób, a siedem zostało rannych. Z oblężonej Misraty rano ewakuowało się 1200 obywateli państw Afryki i Azji. Ponadto do miasta przywieziono 400 ton pomocy humanitarnej. Po południu i wieczorem walki przybrały na sile. Rebelianci oskarżyli wojska rządowe, że w walce używają bomb kasetowych. Informacje potwierdził The New York Times, który opublikował zdjęcia bomb, których użycie zostało zakazane przez prawo międzynarodowe w 2010. Równolegle do wydarzeń z Misraty doszło do trzech nalotów NATO pod Trypolisem. Wieczorem koalicja uderzyła na miasto Al-Assa, 170 km na zachód od stolicy kraju. Ośmiu rebeliantów zostało zabitych i 11 ranionych w ciężkich walkach w pobliżu Az-Zintan, podczas którym schwytano także kilku żołnierzy. Rebelianci podali również, że NATO uderzyło w jednostki pancerne lojalistów w okolicach miasta Az-Zintan.
16 kwietnia lojaliści ostrzelali dzielnicę przemysłową Misraty. Odpalono co najmniej 100 pocisków rakietowych typu Grad. Walki toczyły się w pobliżu portu, gdzie tysiące cywilów czekało na ewakuację z miasta droga morską. Rano 17 kwietnia siły al-Kaddafiego ostrzelały Misratę. Zginęło co najmniej 6 osób, a 47 zostało rannych. Walki w dalszym ciągu trwały w Misracie, gdzie 18 kwietnia zginęło 15 osób. Ponadto pojmano 30 żołnierzy i zniszczono 30 czołgów. Władze powstańcze w Misracie podsumowały, że od końca lutego zginęło w mieście ok. 1000 osób, a 300 zostało rannych. Wieczorem NATO zbombardowało koszary 32. brygady Mu’ammara al-Kaddafiego pod Trypolisem.
Wojska al-Kaddafiego prowadziły intensywny ostrzał miast Nalut i Jafran. W sumie w dwóch miastach zginęło 17 i 18 kwietnia 110 powstańców i cywilów. 19 kwietnia ostrzelano Nalut, w wyniku czego zginęły cztery osoby. Wieczorem walki wybuchły przy granicy z Tunezją i toczyły się o przejście graniczne w Wazzinie.
19 kwietnia koalicja zbombardowała Trypolis i Syrtę. Jednocześnie siły al-Kaddafiego atakowały za pomocą moździerzy i rakiet północny zachód Misraty. 20 kwietnia NATO uderzyło w cele telekomunikacji radiowej i telewizyjnej w kilku miastach.
W Misracie 20 kwietnia walka toczyła się na głównej arterii miasta, którą w połowie kontrolowali lojaliści i siły opozycyjne. W wyniku ostrzału moździerzowego zginęli dwaj dziennikarze: brytyjski fotoreporter wojenny Tim Hetherington oraz Amerykanin Chris Hondros, a dwóch innych reporterów zostało poważnie rannych. Ponadto życie straciło pięciu cywilów. 22 kwietnia powstańcy odnieśli lokalny sukces w Misracie, wypierając z części centrum miasta wojska rządowe, które broniły się na swoich pozycjach od wielu dni. Zdobyto także wieżowiec, z którego ostrzał prowadzili snajperzy al-Kaddafiego. Opozycja zdementowała też informacje podane przez media w Trypolisie, które mówiły o kontrolowaniu przez siły al-Kaddafiego 80% miasta. NATO uderzyło w pod Az-Zintan. Zniszczeniu uległy dwa czołgi, dwa bunkry i kilka budynków.

Linia frontów podczas bitwy o Misratę

Ujęci 23 kwietnia w Misracie jeńcy z armii al-Kaddafiego zeznali, że wojska rządowe dostały rozkaz wycofania się z Misraty. W czasie wycofywania się z miasta rannych zostało 12 żołnierzy wojsk Kadddafiego. Rząd al-Kaddafiego poinformował, że wojsko dostało rozkaz wycofania z miasta, a powstańcy otrzymali 48-godzinne ultimatum na poddanie Misraty, po którym do walki wejść mają lokalne plemiona. Powstańcy wieczorem poinformowali, że siły al-Kaddafiego opuściły Misratę, ale pozostały w rejonie miasta i kontynuowały ostrzał. Powstańcy utworzyli w opuszczonych przez wojsko rejonach miasta nowe punkty oporu i posterunki. W walkach o miasto tego dnia zginęło 28 osób, a 100 zostało rannych, odnaleziono liczne zaminowane ciała ofiar. Był to najbardziej krwawy dzień podczas dwóch miesięcy walk o Misratę. Lotnictwo NATO w okolicach Misraty zniszczyło siedem wieloprowadnicowych wyrzutni niekierowanych pocisków rakietowych, samobieżną wyrzutnię kierowanych przeciwlotniczych pocisków rakietowych bliskiego zasięgu SA-8, trzy ciężkie transportery, dwie hale na pojazdy, bunkier kontrolny, czołg i ciężarówkę. W Syrcie zniszczono bunkier, czołg i kilka pojazdów. Łącznie lotnictwo sił międzynarodowych wykonało tego dnia 56 misji bojowych, a liczba lotów od początku interwencji w Libii wynosi ok. 3600. Mimo opuszczenia Misraty przez lojalistów w następnej nocy było słychać wymianę ognia, a na miasto spadło kilka rakiet Grad. Libijscy przywódcy plemienni wyznaczyli rebeliantom 48-godzinne ultimatum na wypracowanie porozumienia i zagrozili, że jeżeli do niego nie dojdzie, to zaatakują ich pozycje. Mimo trwania rokowań ciężkie walki toczyły się w centrum i wzdłuż głównej arterii – ulicy Trypolitańskiej. Wojsko al-Kaddafiego prowadziło tam ostrzał artyleryjski. Tego dnia w Misracie zginęło 8 osób.
25 kwietnia w atakach rakietowych wojsk al-Kaddafiego na dzielnice mieszkaniowe Misraty zginęło co najmniej 30 ludzi, a 60 zostało rannych. Rebelianci podali, że lojaliści zostali wyparci na obrzeża Misraty. 26 kwietnia siły al-Kaddafiego przez cały dzień atakowały port w Misracie, po stronie powstańców było co najmniej 3 zabitych i 10 rannych. Do portu w Misracie przybił statek Światowego Programu Żywnościowego. Na zachodzie kraju powstańcy zdobyli wieś Al Majabira. Nocne naloty NATO z 27 kwietnia na Misratę spowodowały wycofanie się wojsk rządowych z jednej z pozycji wokół portu. Uderzenia zniszczyły 37 pojazdów wojskowych, jednak rano ostrzał w wykonaniu żołnierzy został wznowiony. Po południu kontynuowany był ostrzał moździerzowy na zachodzie miasta. 29 kwietnia wojsko al-Kaddafiego ostrzelało ponownie Misratę. W atakach moździerzowych zginęło 12 osób. NATO przejęło kilka jednostek pływających al-Kaddafiego, które minowały podejście do portu w Misracie, co miało uniemożliwić dostęp do miasta m.in. statków z pomocą humanitarną. Strona rządowa podała, że wojsko zdobyło port w Misracie. Nie potwierdziły tego międzynarodowe agencje.

### Walki na granicy z Tunezją
Rebelianci 21 kwietnia przejęli kontrolę na przejściem granicznym w Wazzin, na granicy libijsko-tunezyjskiej. W pobliżu granicy walki toczyły się od wieczoru 19 kwietnia. 150-200 pokonanych i rozbrojonych żołnierzy al-Kaddafiego przekroczyło granicę z Tunezją, szukając tam schronienia. 13 lojalistów, w tym oficerowie i generał oddało się w ręce bojowników. Wojska al-Kaddafiego 23 kwietnia opanowały miasto Jafran, położony na południowy zachód od Trypolisu. W walkach zginęło siedmiu rebeliantów, a 11 zostało rannych. Jednocześnie lojaliści rozpoczęli oblężenie Wazzin, które utracili dwa dni wcześniej. 24 kwietnia późnym wieczorem wojsko al-Kaddafiego odpaliło rakiety Grad w oblężonym od marca mieście Az-Zintan. Śmierć poniosły cztery osoby, a 9 odniosło obrażenia. 27 kwietnia lojaliści zaatakowali 20 rakietami Grad oblężone miasto Az-Zintan. W wyniku ataku uszkodzony został szpitalny parking, a także główne wejście i wjazd dla karetek. Ranne zostały trzy osoby. Wielu mieszkańców miasta uciekło do Tunezji. 28 kwietnia wojska al-Kaddafiego odbiły przejście graniczne z Tunezją Wazin–Az-Zahibat, zdobyte przez powstańców w poprzednim tygodniu. W czasie starć z powstańcami wojska al-Kaddafiego wtargnęły na terytorium Tunezji i ostrzelały tunezyjskie posterunki na przejściu granicznym, co spotkało się z potępieniem ze strony władz tego kraju i żądaniem zaprzestania naruszania granicy przez libijskie wojsko.
29 kwietnia doszło do intensywnego starcia między siłami al-Kaddafiego i wojskami tunezyjskimi w tunezyjskim mieście granicznym Az-Zahibat. Wojsko al-Kaddafiego zaatakowało w mieście libijskich powstańców, którzy wycofali się do niego po zajęciu dzień wcześniej przejścia granicznego Wazzin–Az-Zahibat przez armię al-Kaddafiego. Armia libijska ostrzelała miasto, w wyniku ostrzału miasta zginęła Tunezyjka. Tunezyjskie wojsko powstrzymało natarcie na obrzeżu miasta, ale kilka libijskich pojazdów pancernych dostało się do centrum. W wymianie ognia zginęło lub zostało rannych wielu żołnierzy al-Kaddafiego. Ostatecznie tunezyjskie wojsko wyparło wroga z miasta, żołnierze al-Kaddafiego wycofali się na swoją stronę granicy. Po kilku godzinach bitwy powstańcy ponownie kontrolowali przejście graniczne. Spodziewając się ataku al-Kaddafiego na przejście, tunezyjskie służby graniczne już wcześniej wycofały swoich ludzi z posterunków granicznych. Incydent został zdecydowanie potępiony przez władze Tunezji. 1 maja wojska al-Kaddafiego ostrzelały przedmieścia tunezyjskiej Dehiby, prawdopodobnie nie było ofiar. Strona tunezyjska zamknęła przejście, a na granicy rozmieszczono strażników granicznych, by zapobiec wtargnięciu Libijczyków.

### Sytuacja w Dżabal Nafusa oraz na granicy tunezyjskiej
Rano 29 kwietnia miał miejsce także atak lotniczy NATO na siły al-Kaddafiego w okolicy miasta Az-Zintan, które ostrzeliwały kontrolowane przez powstańców miasto. Po nalocie siły al-Kaddafiego zaprzestały bombardowania. Lotnictwo NATO dokonało 2 maja w nocy ataku na pozycje wojsk al-Kaddafiego w pobliżu Az-Zintanu, zniszczono co najmniej 10 czołgów i innych pojazdów. 3 maja siły al-Kaddafiego dokonały ostrzału artyleryjskiego w Az-Zintan. W akcji brały udział czołgi. 5 maja w nalotach NATO w pobliżu Az-Zintanu zniszczone zostały co najmniej dwa śmigłowce sił al-Kaddafiego, 9 składów broni, trzy czołgi, dwie wyrzutnie rakiet i dwie uzbrojone ciężarówki. Na to miasto armia al-Kaddafiego odpaliła ok. 50 rakiet Grad. Na tunezyjskie miasto Az-Zahibat spadło ok. 12 pocisków moździerzowych, wystrzelonych przez libijską armię. 8 maja NATO zbombardowało rządowe magazyny broni w pobliżu miasta Az-Zintan. 11 maja w starciach w pobliżu Az-Zintanu zginęło dwóch powstańców, a 15 zostało rannych. Siły rebelianckie podjęły atak na miasto Jafran w górach Dżabal Nafusa, jednak został odparty i powstańcy wycofali się do wioski Ghasrou. Walki toczyły się także pod Nalutem oraz Wazzin.
14 maja na przejściu granicznym w Wazzin siły tunezyjskie zatrzymały 200 żołnierzy al-Kaddafiego, którzy 50 pojazdami próbowali przekroczyć granicę. Obyło się bez wymiany ognia i strona tunezyjska zawróciła ich do koszar. 17 maja siły rebeliantów odparły atak wojska na Nalut, niszcząc cztery pojazdy i broń przeciwlotniczą. W walkach zginęło czterech bojowników. W ostrzale przejścia granicznego Wazzin w wykonaniu sił rządowych, zginęło pięciu cywilów. Po tym tunezyjskie lotnictwo rozpoczęło patrole granicy.
19 maja siły al-Kaddafiego przeprowadziły pięciogodzinny ostrzał Az-Zintanu. Do walk doszło też w pobliżu przejścia granicznego z Tunezją Wazzin–Az-Zahibat. Rejon granicy był patrolowany wówczas przez tunezyjskie lotnictwo. 20 maja siły al-Kaddafiego ostrzelały z rakiet Grad miasto Nalut. Następnie doszło do ataku Wazzinu, jednak szturm został odparty przez rebeliantów.
21 maja o godz. 22. na miejscowość Arrubajn w rejonie Dżabal Nafusa spadło pięć rakiet Grad wystrzelonych przez lojalistów. 22 maja na miasto Az-Zintan spadły cztery kolejne rakiety Grad wystrzelone przez oddziały al-Kaddafiego. Miasto nadal było kontrolowane przez opozycję. Dzień później siły rządowe kontynuowały ostrzał Nalutu. 24 maja godz. 10. na Arrujban, spadły trzy rakiety Grad. Na Az-Zintan siły al-Kaddafiego odpaliły 18 rakiet typu Grad. Doszło również do walk pod Wazzinem – zginął jeden powstaniec.
26 maja po atakach w wykonaniu sił al-Kaddafiego na miasta Dżadu, Ar-Rudżban, Ar-Rajhabat, Az-Zintan oraz Kabau, odcięto w nich elektryczność. Miasta te leżą w regionie Dżabal Nafusa. W czasie tych ataków, rebelianci z Kabau wyzwolili miasto Tamzin. 27 maja kontynuowano ostrzał artyleryjski Az-Zintanu. Na miasto spadło pięć rakiet Grad.

### Ostatnia faza bitwy o Misratę i natarcie rebeliantów na wschód
30 kwietnia walki o Misratę przeniosły się na obrzeża miasta. Dzień później ostrzelano port i znajdujący się w nim statek za pomocą rakiet Grad i pocisków moździerzowych. Według powstańców statek przywiózł pomoc humanitarną, według rządu al-Kaddafiego broń. 2 maja ciężkie walki w Misracie trwały całą noc. Do miasta ze strony południowo-zachodniej wjechało co najmniej pięć czołgów, które wjechały na lotnisko, by uniknąć bombardowania ze strony NATO. W wymianie ognia z rebeliantami zginęło sześć osób.
Powstańcy poinformowali 5 maja, że oddziały Mutasima al-Kaddafiego atakujące Misratę były wyposażane w maski przeciwgazowe, co zdaniem powstańców może świadczyć o chęci wykorzystania broni chemicznej. Oddziały atakujące miasto były skoncentrowane w miejscowości Zalitan na zachód od Misraty. Siły al-Kaddafiego przed wybuchem walk dysponowały ok. 9 tonami broni chemicznej. Brytyjski okręt zniszczył minę morską podłożona w okolicach portu w Misracie.
6 maja rebelianci w Misracie wyparli wojska rządowe z przedmieścia Burgueja na zachodzie miasta. Ostrzał artyleryjski miasta i portu ze strony armii znacznie zmalał. 7 maja siły al-Kaddafiego zbombardowały zbiorniki paliwa w mieście przy pomocy samolotów rolniczych. Ciężkie walki trwały w pobliżu lotniska w Misracie. W następnych dniach ostrzał sił al-Kaddafiego w Misracie dławił tam dostawy żywności, wody i środków medycznych. Walki artyleryjskie trwały nadal w pobliżu portu.
11 maja po ciężkich, całonocnych walkach powstańcy zdobyli lotnisko w Misracie i wzięli do niewoli nieokreśloną liczbę jeńców oraz przejęli duże ilości uzbrojenia. Podczas starcia rannych zostało 13 powstańców. Na lotnisku znajdowało się zaplecze logistyczne wojsk al-Kaddafiego. Korespondenci z zachodnich państw poinformowali, że siły powstańcze posuwały się powoli naprzód, odbijając kolejne części miasta.
12 maja powstańcy z Misraty rozpoczęli natarcie w kierunku Zalitanu i dalej Trypolisu i w ciągu dnia posunęli się o 20 km. Większość Misraty znajdowała się tego dnia poza zasięgiem ognia wojsk al-Kaddafiego. 13 maja rebelianci po zdobyciu dzielnicy Hizam w Misracie ogłosili zwycięstwo w bitwie nad siłami rządowymi. Tym samym zakończyły się trwające ponad dwa i pół miesiąca oblężenie i walki o kontrolę nad miastem. Światowa Organizacja Zdrowia podała, że podczas 77 dni walk w Misracie życie straciło 925 osób.
Po zdobyciu Misraty kontynuowano natarcie z Misraty na zachód oraz południe. Rebelianci zajęli miasto Taminah, gdzie przejęli 10 samochodów z 300 kałasznikowami. Wojska rządowe zostały wypchnięte do miasta Al Kararim – 25 km na południe od Misraty. NATO zbombardowało miasto Al-Karjat, co pomogło rebeliantom w jego zdobyciu. Siły al-Kaddafiego ostrzelały w odwecie wioskę Al-Rawjsat pod Misratą, niszcząc pięć domów i zabijając osiem osób, w tym dwoje dzieci. Wojska al-Kaddafiego koncentrowały się w mieście Zalitan. 14 maja rebelianci nadal maszerowali na zachód od Misraty, odbijając miejscowość Ad-Dafinija. W bitwie zniszczono trzy czołgi, rebelianci przejęli trzy wyrzutnie rakietowe i jedno działo.
18 maja siły al-Kaddafiego podjęły atak na przedmieścia Misraty. Pozycje zostały obronione przez rebeliantów. W walkach pod Bani Walid nieopodal Misraty, siły opozycyjne przejęły 75 wrogich pojazdów opancerzonych. Atak artyleryjski przypuszczono również na miasto Nalut. Siły rządowe korzystały z czołgów. 19 maja pod Misratą doszło do walk, podczas których zginął jeden rebeliant. 21 maja siły al-Kaddafiego ostrzelały przedmieścia Misraty, burząc dom mieszkalny. Podobna sytuacja miała miejsce w wiosce Ad-Dafinija na zachód od Misraty, gdzie zginęły dzieci.
23 maja lojaliści zaatakowali rebeliantów w zachodnich i południowych dzielnicach Misraty. Rebelianci odparli ataki. Walki przeniosły się do wioski Ad-Dafinija, gdzie rebelianci zniszczyli rządowy czołg. 24 maja rebelianci pojmali pięciu afrykańskich najemników, którzy zaciągnęli się w szeregi armii al-Kaddafiego. Mężczyźni powiedzieli, że zostali zmuszeni do walki. Do zatrzymań doszło w pobliżu Misraty w miejscowościach Tawurgha oraz Ad-Dafinija, gdzie pojmano także pięciu libijskich żołnierzy. W walkach pod Ad-Dafniją zginął jeden rebeliant. 25 maja rebelianci przeczesywali miejscowość Taminah pod Misratą. 27 maja w wioskach pod Misratą doszło do starć, w których zginęło trzech rebeliantów, a 16 odniosło obrażenia.

### Pat pod Misratą
5 czerwca siły al-Kaddafiego z rebeliantami starły się pod Khums oraz Zalitan. 7 czerwca pod Misratą siły rządowe dokonały ataku między miejscowościami Tawurgha i Zalitan zabijając pięć osób i raniąc 24 rebeliantów. Natarcie zakończyło się ostatecznie niepowodzeniem, jednak lojaliści znacznie zbliżyli się do Misraty. Już dzień później armia podjęła szturm z trzech stron na Misratę. W intensywnym ataku artyleryjskim zginęło 12 rebeliantów.
W czasie walk o Zalitan brytyjskie śmigłowce typu Tajfun i Tornado zaatakowały pozycje lojalistów i zniszczyły kilka czołgów. Helikoptery Apache zniszczyły wyrzutnie rakiet. Mimo wsparcia powietrznego dla opozycjonistów, wojska al-Kaddafiego zajęły dzień później, 10 czerwca miasto Zalitan pod Misratą. W ciężkich walkach pod Misratą zginęło 31 rebeliantów, a 110 odniosło rany. Lojaliści ostrzelali także Ad-Dafinję. W boju zastosowano czołgi oraz artylerię. Ciężkie walki poważnie obniżyły morale rebeliantów na froncie pod Misratę, jednak rebelianci zapewniali, że atak ostatecznie odparli.
11 czerwca do walk doszło w Az-Zawiji leżącej na 50 km zachód od Trypolisu. Miasto to od lutego było kontrolowane przez lojalistów. Rebelianci podjęli szturm za miasto i zajęli jego zachodnie dzielnice. Żołnierze libijskich sił częściowo zamknęli prowadzącą wzdłuż wybrzeża drogę, łączącą Trypolis z Az-Zawiją i granicą tunezyjską oraz ustawili tam punkty kontrolne, uniemożliwiając ruchy wojsk opozycyjnych. W związanym z tym walkach zginęło 13 osób. Pojmanych zostało 20 żołnierzy al-Kaddafiego. Bitwa przeciągła się na kolejny dzień, podczas którego życie stracił m.in. siedmioletni chłopiec. Lojaliści jednak odparli atak rebeliantów i nadal kontrolowali miasto. 12 czerwca ciężkie walki prowadzono w mieście Zalitan, zajętym wcześniej przez lojalistów. 13 czerwca łodzie sił al-Kaddafiego podjęły próbę ataku Misraty z morza. Operacja została udaremniona przez lotnictwo NATO, które zbombardowało jednostki pływające.
Tymczasem 14 czerwca na miasto Zalitan po przełamaniu oporu ze strony wojsk rządowych pod Misratą, parli rebelianci. Zalitan leży 160 km na wschód od Trypolisu, a znajdująca się w rękach powstańczych Misrata – 210 km. 17 czerwca siły rządowe ostrzelały ze wschodu i zachodu Misratę w wyniku czego zginęło 10 osób, a 40 odniosło obrażenia. Jednocześnie trwały walki pod Mistratą, w miejscowościach Naima i Zalitan. Tam z kolei życie straciła jedna osoba, a pięć odniosło obrażenia. Walki w Zalitnie przedłużyły się na dzień kolejny. 19 czerwca armia libijska ostrzelała Ad-Dafiniję, a później ponownie Misratę. Trzy rakiety Grad trafiły w dzielnicę w pobliżu portu i rafinerii. W starciach zginęło 10 osób, a 60 zostało rannych.
21 czerwca siły rządowe z pozycji zajmowanych pod Misratą odpaliły kilka rakiet, które spadły na to miasto. Wzmożone walki miały miejsce w Zalitanie. Armia libijska rozpoczęła oblężenie tego miasta, do którego rebelianci dotarli po zwycięstwie w Misracie. Kolejnego dnia rebelianci odparli za pomocą moździerzy i granatników szturm na Ad-Dafiniję. Zginęło dwóch bojowników.
W nocy 30 czerwca do walk doszło pod Zalitanem. W wymianie ognia zginęło kilku żołnierzy, jeden powstaniec odniósł rany. Do powtórnych bojów na froncie doszło pod Ad-Dafiniją 2 lipca. 11 rebeliantów odniosło rany. 5 lipca w walkach artyleryjskich na zachód od Misraty i w samym mieście zginęło 11 rebeliantów, a 50 zostało rannych. 8 lipca w walkach w Misracie zginęło pięciu rebeliantów, a 17 odniosło rany. Dwa dni później do potyczki doszło pod Zalitanem. W starciu zginęło czterech rebeliantów, a 22 odniosło rany. Podczas walk na opisywanym froncie udział po stronie powstańców brały kilkuletnie dzieci. Na zdjęciach wykonanych dla dziennikarza Daily Mail widać jak chłopy czyścili broń i podawali ją bojownikom.
20 lipca rebelianci podeszli pod miasto Zalitan i zatrzymali się 1,5 km od niego. Rebelianci korzystali z pomocy lotnictwa NATO. Dzień później pod Zalitanem pojmano dowódcę brygady wojsk al-Kaddafiego – generała Abdula Nabiha Zajeda. 31 lipca potyczkę stoczono pod Zalitanem. Zginęło w niej 13 rebeliantów, a co najmniej 50 zostało rannych. 1 sierpnia brytyjskie lotnictwo dokonało bombardowania za pomocą 16 bomb pozycji sił rządowych pod Zalitanem. Zniszczono czołgi, wyrzutnie rakiet, centrum łączności oraz składy amunicji. Rebelianci twierdzili, że weszli do miasta, jednak obecni na miejscu dziennikarze podali, iż ciężkie walki nadal były w toku. Pojmano 40 żołnierzy, zginęło także 15 rebeliantów. 2 sierpnia wczesnym rankiem rebelianci zdołali przeforsować linię obrony armii libijskiej, dzięki czemu dostali się do dzielnicy mieszkalnej Zalitanu. Napotkali tam jednak silny opór drugiej kolumny Brygady Chamisa. W wyniku kontrataku wojska, bojownicy byli zmuszeni do odwrotu, tracąc na polu bitwy 6 osób, a 65 odniosło rany.
3 sierpnia w mieście Msallata, leżącym 110 km na zachód od stolicy doszło do buntu przeciwko władzy al-Kaddafiego. Policja stłumiła pochód cywilów, zabijając trzy osoby. Zbuntowana Msallata została 5 sierpnia oblężona przez armię stacjonującą wcześniej Al-Chums. Miejscowe komitety wojskowe obawiały się krwawej rozprawy z ruchem oporu. 7 sierpnia bunt został całkowicie zdławiony.
Już 4 sierpnia siły al-Kaddafiego w pełni kontrolowali miasto Zalitan, pokonując rebeliantów w dzielnicy mieszkalnej, mimo iż rano o 6:30 doszło do nalotu sił NATO. Według rebeliantów nalocie NATO na Zalitan zginął dowódca wojsk Chamis al-Kaddafi. Miał on być jedną z 32 ofiar ataku. Informacje te zdementował rzecznik rządu Libii Musa Ibrahim, a 10 sierpnia libijska telewizja pokazała Chamisa al-Kaddafiego, który odwiedził rannych w nalocie na Nadżar. 6 sierpnia na lotnisku w Misracie wylądował katarski samolot z bronią dla rebeliantów walczących pod Zalitanem. Tymczasem pod Zalitanem nadal trwały ciężkie walki. Trzon armii wzmocnił oddział z 30 pojazdami wojskowymi. Pięć z nich zostało totalnie zniszczonych przez jednostki bojowników.
12 sierpnia rebelianci zdobyli kontrolę nad miastem Tawurgha, leżącym na południowy zachód od Misraty, odcinając tym samym drogę zaopatrzeniową z Syrty armii rządowej, walczącej pod Zalitanem. 13 sierpnia rebelianci zabezpieczyli także most na autostradzie prowadzącej do Syrty pod miejscowością Tawurgha. W walkach zginęło 12 powstańców. Rebelianci rozpoczęli tym samym pochód na zachód w stronę rodzinnego miasta al-Kaddafiego. 18 sierpnia bojownicy przejęli kontrolę nad miejscowością Hajsza.
19 sierpnia godz. 7:30 rozpoczął się szturm rebeliantów na Zalitan. O godz. 13. bojownicy dostali się do centrum miasta. W czasie walk o Zalitan rannych zostało 30 osób. Rebelianci ogłosili, że zdobyli całkowitą kontrolę nad miastem i wypchnęli przeciwnika poza zachodnie granice miasta, w rejon Al-Chums, które zostało zdobyte przez rebeliantów, co otworzyło im drogę od wschodu na Trypolis.
23 sierpnia wojsko z Syrty wystrzeliło w kierunku Misraty trzy pociski Scud, jednak wszystkie chybiły celu. Tymczasem rebelianci podążali ku Syrcie, będąc wówczas ok. 50 km na zachód od miasta.

### Przewaga rebeliantów w Dżabal Nafusa
Rebelianci z Dżabal Nafusa wraz z początkiem czerwca zdobyli kontrolę nad elektrownią Shakshook oraz miastem naftowym Gasr Al Haj. Pojmano w czasie akcji z 1 czerwca jednego żołnierza oraz przejęto kilka pojazdów wojskowych. 2 czerwca rebelianci zdobyli kontrolę nad miastem Jafran i Szakszuk. To pierwsze miasto było kontrolowane pod administracją lojalistów od końca kwietnia. Następnego dnia rebelianci pokonali wojska al-Kaddafiego w mieście Bir Ayyat pod Jafranem. 18 żołnierzy i 10 rebeliantów zostało rannych w tej walce. 5 czerwca siły al-Kaddafiego odpaliły rakiety na utracony Jafran. O 6:00 na miasto spadło 12 pocisków Grad. Armia libijska skoncentrowana w Nalucie podążyła w stronę miast Ghezaia, Almrabha oraz Takut. Rebelianci odparli atak na miasto Kala. Rebelianci odpierali również z sukcesami ataki rakietowe i szturmy armii na Jafran, co pozwoliło 6 czerwca wywiesić nad miastem własną flagę. Potwierdziło to zdobycie pełnej kontroli nad miastem. Tego samego dnia opozycjoniści zastawili zasadzkę na lojalistów pod Nalutem, w której zniszczyli kilkadziesiąt pojazdów wojskowych wroga.
7 czerwca nad ranem dwie ciężarówki z żywnością dotarły do Az-Zintanu. Na miasto spadło 25 rakiet Grad – piętnaście rano i dziesięć kolejnych w nocy. Walki lądowe odbyły się pod Kiklą, a w mieście Kala rebelianci pokonali lojalistów, wyzwalając je. 11 czerwca armia odpaliła 40 pocisków Grad na Az-Zintan. W wyniku intensywnego ostrzału cześć bojówek wycofała się z miasta. W dniach 11-12 czerwca intensywne walki miały miejsce między miastami Az-Zintan i Jafren. Łącznie 9 osób zginęło, a ponad 40 zostało rannych.
14 czerwca bojownicy zajęli miasto Kikla, położone 150 kilometrów na południowy zachód od stolicy kraju Trypolisu. Po udanym szturmie lojaliści odeszli od miasta na 9 km, a rebelianci rozpoczęli umacnianie fortyfikacji, w razie próby kontrataku. Co najmniej pięć libijskich rakiet Grad spadło na ziemię tunezyjską. Do walk na granicy dochodziło z powodu przemycania z Tunezji broni dla rebeliantów. 15 czerwca na miasto Nalut spadło 20 rakiet typu Grad. Walki odnotowano także przy granicy z Tunezją w Wazzin. W dniach 15-16 czerwca w szeregach armii libijskiej zdezerterowało 46 żołnierzy, którzy uciekli do Tunezji. 16 czerwca Sojusz zbombardował pozycje żołnierzy pod miastem Kikla. Zginęło tam 12 osób.
Z miasta Nalut 17 czerwca rebelianci rozpoczęli natarcie ku granicy z Tunezją, gdzie armia masowo ostrzeliwała bojówki. Walki odnotowano w miejscowościach Al-Ghazaia i Takut. Sojusz ostrzelał pozycje lojalistów w Al-Ghazaia na granicy z Tunezją. Kolejnego dnia toczono ciężkie boje pod Nalutem. Rebelianci wyprowadzali natarcie z tego miasta, natomiast lojaliści spod granicy tunezyjskiej. W konfrontacji zginęło ośmiu rebeliantów, trzynastu zostało rannych. Po stronie wojska straty wyniosło ponad 45 zabitych i sześć przechwyconych pojazdów wojskowych. Rebelianci okrążyli żołnierzy, zajmując wszelkie dotychczas zajmowane przez nich pozycje. W samym Nalucie odcięto dostawy prądu.
Rebelianci dotarli 26 czerwca do miasta Bir al-Ghanam, które leży 85 kilometrów na południowy zachód od stolicy kraju. W starciach poległo kilku rebeliantów. Przechwycono także sprzęt i pojazdy armii narodowej. W wyniku czerwcowych walk, rebelianci kontrolowali niemal cały region gór Dżabal Nafusa. Armia kontrolowała jedynie miasto Gharjan oraz okoliczne wioski, a także wioski na przedpolu Nalutu. Powodzenia rebeliantów wynikły m.in. z pomocy Francji, która zorganizowała przerzuty broni do Dżabal Nafusa.
1 lipca rebelianci ponownie podeszli pod miasto Bir al-Ghanam, ale zostali wyparci stamtąd w wyniku silnego ataku wojsk rządowych, które użyły rakiet Grad. 6 lipca powstańcy zajęli po sześciogodzinnej bitwie miejscowość Al-Qawalish, która leży 50 km na zachód od Gharjan, głównego miasta Dżabal Nafusa, wówczas kontrolowanego przez lojalistów. Al-Qawalish to wschodnie przedpola miast Jafren oraz Kalaa. Rebelianci zablokowali również drogę łącząca Dżabal Nafusa ze stolicą. 8 lipca NATO zrzuciło cztery bomby na pozycje lojalistów pod Al-Qawalish. Human Rights Watch doniosło, że siły rządowe zaminowały pole bitwy pod Al-Qawalish, które stało się areną ciężkich walk. Neutralizowano miny przeciwpiechotne oraz przeciwpancerne. Zabezpieczono od 6 lipca 240 brazylijskich przeciwpiechotnych min T-AB-1 oraz 46 chińskiej produkcji min przeciwpancernych 72SP.
10 lipca siły libijskie podjęły kontratak na Al-Qawalish. Na początku ostrzelano okopy rebeliantów z pocisków Grad, następnie do boju ruszyła piechota. Powstańcy po kilkugodzinnych walkach odparli szturm. 13 lipca siły rządowe jeszcze raz zaatakowały miasto Al-Dżabal, powodując cofnięcie się rebeliantów do Al-Qawalish. Po pięciogodzinnych starciach o Al-Dżabal armia rozpoczęła pościg za powstańcami. Na obrzeżach Asabah zabito dwóch bojowników i raniono 17. 24 lipca armia podjęła szturm na miasto Al-Qawalish. Rebelianci tuż przed atakiem na arenę zmagań wysłali dziesiątki cywilów, którzy posłużyli jako żywe tarcze. Atak został odparty, żołnierze wycofali się z pozycji.
28 lipca rebelianci w Dżabal Nafusa rozpoczęli fazę operacji, której celem było ostateczne pokonanie lojalistów i całkowite kontrolowanie regionu. O świcie powstańcy ruszyli z miast Dżadu oraz Nalut. Do południa rebelianci zdobyli kontrolę nad miejscowością al-Jawsh, leżąca na północ od wymienionych wcześniej miast, mimo iż wojsko zwyczajowo już broniło się za pomocą rakietami Grad. Zginęło 4 rebeliantów, 10 zostało rannych. 18 żołnierzy zostało pojmanych. Bojownicy ruszyli na zachód ku miastu Al-Ghazaia, przy granicy z Tunezją. 30 lipca bojownicy zabezpieczyli miasto Takut oraz Al-Ghazaia, leżące między Nalutem a Wazzinem. Ponadto rebelianci otoczyli Tiji, które broniło 500 żołnierzy. Kolejnego dnia powstańcy toczyli walki o Al-Jaswh. Pomimo przewagi bojowników armia się nie wycofała i próbowała bronić swoich pozycji. Boje toczyły się także o Badr i Tiji w bardzo ciężkich warunkach podczas burzy piaskowej.

Sytuacja na froncie zachodnim przed szturmem powstańców na Az-Zawiję

6 sierpnia siły opozycyjne zdobyły miasto Bir al-Ghanem, leżące na drodze z Dżabal Nafusa do Trypolisu. W czasie walk zginęło 17 rebeliantów i nieznana liczba żołnierzy. Rebelianci ogłosili, że pójdą na Az-Zawiję, by okrążyć stolicę od zachodu. Dzień później armia podjęła kontratak na Bir al-Ghanam. Po kilkugodzinnych walkach wojsko poddało się, umożliwiając rebeliantom pochód na północ. W kolejnych dniach rebelianci zabezpieczyli miasto Nasr oraz wioskę Wadi al-Hay, lecz napotkali ogień ze strony lojalistów, co spowolniło ich postępy. 11 sierpnia zdobyli miejscowość Bir Shuaib leżącą mniej niż 25 km od Az-Zawiji. NATO zbombardowało tymczasem pobliską Shalghouda, kontrolowaną przez rebeliantów, aby zapobiec ataku wojska libijskiemu.
Kiedy jeden batalion rebeliantów dotarł do Az-Zawiji 13 sierpnia, równolegle rozpoczęły się walki o Gharjan – największe miasto Dżabal Nafusa. Początkowo podczas bitwy znaczną przewagę mieli rebelianci, jednak lojaliści wzmocnili swoje oddziały w mieście, przez co walki stały się bardziej zacięte. 14 sierpnia kontynuowano bitwę w Gharjan. W mieście zdecydowaną przewagę mieli rebelianci, więc już dzień później opozycjoniści pokonali armię, obsadzając tam swój garnizon. 17 sierpnia lojaliści opuścili miasta Tiji i Badr w Dżabal Nafusa, dzięki czemu, rebelianci objęli pełną kontrolę nad miastami. 18 sierpnia bojownicy oczyszczali całkowicie miasto Gharjan, zajmując rynek. Tak więc ostatni punkt w górach Dżabal Nafusa został zdobyty przez rebeliantów.

### Ofensywa bojowników na wybrzeżu
Kiedy 13 sierpnia rebelianci dotarli do Az-Zawiji, rozpoczęła się bitwa o to miasto, a także o inne pobliskie. Bojówki zostały przegrupowane w Az-Zawiji i ruszyły na zachód w stronę przejścia granicznego z Tunezją.
13 sierpnia powstańcy dotarli do bram Az-Zawiji i ogłosili, że po półgodzinnej walce z najemnikami weszli do centrum miasta. Część sił al-Kaddafiego ewakuowała się do Trypolisu, część wycofała się na przedmieścia. Mieszkańcy świętowali na ulicach wyzwolenie miasta. Powstańcy przejęli także kontrolę nad autostradą do Tunezji, którą do stolicy Libii docierało paliwo i żywność. Była to ostatnia z istniejących dróg zaopatrywania Trypolisu, obok zablokowanego przez NATO w kwietniu portu. 14 sierpnia powstańcy kontynuowali walki w Az-Zawiji, gdzie z wojsk al-Kaddafiego pozostali jedynie snajperzy i pojedynczy żołnierze. Rzecznik powstańców zapowiedział oczyszczenie miasta do końca tego dnia.
W nocy z 13 na 14 sierpnia ok. 10 km od przejścia granicznego z Tunezją Ras Adżir, w mieście Abu Kammasz nad Morzem Śródziemnym, do doszło starć. 14 sierpnia podczas ofensywy na wybrzeżu rebelianci zdobyli miasto Surman. Podczas bitwy zginęło 10 rebeliantów. Następnie walki wybuchły również w mieście Sabrata i mieście Al-Adżejlat, które także zostało zdobyte przez rebeliantów. 15 sierpnia w czasie walk o Sabratę, rebelianci otoczyli bazę wojskową, natomiast całe miasto ostatecznie opozycjoniści kontrolowali od 17 sierpnia. 18 sierpnia rebelianci ponadto ogłosili przejęcie Zuwary. Następnego dnia opozycjoniści ogłosili przejęcie miasta Al-Azizija.
15 sierpnia podczas bitwy o Az-Zawiję rebelianci usiłowali zdobyć ostatni strategiczny punkt broniony przez snajperów w centrum miasta – Plac Męczenników. W czasie walk pojmano 15 najemników z Nigerii. Ogłoszono, że 80% było pod pełną kontrolą bojowników. Lojaliści atakowali rebeliantów rakietami Grad. W czasie starć doszło do nalotu NATO, w którego wyniku zniszczono trzy czołgi i dwa wozy pancerne. Do 16 sierpnia rebelianci kontrolowali wszystkie zachodnie dzielnice miasta, a walki toczyły się na wschodzie miasta. W walkach tego dnia w ostrzale rakietowym z pozycji armii zginęło 15 osób w tym dwóch cywilów. Dzień później rebelianci zdobyli dzielnicę Az-Zawiji – Al-Heisha. Ponadto rebelianci zamknęli ropociąg między dwoma wymienionymi miastami.

Sytuacja na froncie zachodnim przed wybuchem walk w Trypolisie

18 sierpnia rankiem rebelianci zdobyli po walkach główną rafinerię w Az-Zawiji. W ataku na rafinerię, który trwał dwa dni, udział brało 200 bojowników. Kompleksu broniło 100 żołnierzy, w tym wielu najemników. 19 sierpnia odbył się pomyślny szturm rebeliantów na Plac Męczenników w mieście pogrążonym w walkach. 20 sierpnia bojownicy kontrolowali już całą Az-Zawiję. Po zdobytych pozycjach oprowadzeni zostali dziennikarze. Tymczasem walki przeniosły się 27 km na zachód od miasta, gdzie kolumna rebeliantów maszerowała na stolicę, by zasilić jednostki walczące w stolicy. 21 sierpnia jedna z brygad powstańczych opanowała Dżuddaim na wschód od miasta i rozpoczęła marsz w stronę Trypolisu. Powstańcy zdobyli także Tarhunę, 80 km na południowy wschód od Trypolisu.
Wieczorem 23 sierpnia lojaliści ostrzelali Zuwarę, walki w tym kontrolowanym przez bojowników trwały także dzień później, kiedy to z miejscowości Al-Ujaylat (ok. 88 km na zachód od Trypolisu) po ataku rakietami Grad, garnizon rebeliantów musiał uciekać. W nocy z 23 na 24 sierpnia doszło także od szturmu miasta Al-Adżejlat, gdzie wprowadzono czołgi i odpalano rakiety Grad. 26 sierpnia rebelianci zabezpieczyli po całodniowych walkach miasto Ras Adżir i cały pobliski odcinek granicy z Tunezją. Następnie naprawiono gazociąg prowadzący do Europy.

### Bitwa o Trypolis
20 sierpnia późnym wieczorem rebelianci dotarli do stolicy i tym samym rozpoczęła się bitwa o stolicę, co rebelianci nazwali wybiciem godziny zero. Po modłach imamowie polecili ludziom wyjść na ulice. Doszło do protestów, które szybko zamieniły się w walki. Dostępu do miasta broniło 3800 żołnierzy, jednak w momencie ataku powstańców bram miasta pilnowało zalewie 200 osób. Według szefa aparatu bezpieczeństwa Mansura Daou doszło wówczas do wielkiej zdrady.

Linie frontów w trakcie walk w stolicy

21 sierpnia po nalocie NATO w Trypolisie zaczęły się walki między powstańcami a siłami al-Kaddafiego. Walkom nadano kryptonim operacja Syrena. Powstańcy poinformowali o zajęciu do rana międzynarodowego lotniska, magazynów broni i dzielnicy Tadżura oraz Souk al-Dżumaa na wschodzie miasta oraz zaciętych walkach o bazę lotniczą Mitiga, magazyny broni i dzielnice Tadżura, Souk al-Dżumaa, Arada oraz Al-Saba na wschodzie miasta. Po południu walki miały miejsce w dzielnicach Ben Aszur, Fashlom i Zawijat al-Dahmani. W toku walk, lotnictwo NATO zrzuciło bomby na kompleks rządowy, który został oblężony przez rebeliantów. W pierwszych godzinach walk poległo 123 rebeliantów oraz 31 żołnierzy.
Rebelianci zdobyli opuszczone koszary Brygady Chamisa położone 27 km na zachód od Trypolisu, przejęli znaczną ilość uzbrojenia i amunicji pozostawionej przez wojska al-Kaddafiego. Wieczorem rebelianci z Az-Zawiji dotarli na przedmieścia do Janzour. W kontrolowanych sektorach miasta palono zielone flagi libijskie i zawieszano barwy rebelianckie. Podczas walk pojmano syna dyktatora As-Saa’adiego. Natomiast Muhammad al-Kaddafi poddał się libijskim siłom rebelianckim, jednak dzień później uciekł z niewoli. Po zatrzymaniu synów al-Kaddafiego rebelianci rozpoczęli negocjacje z Międzynarodowym Trybunałem Karnym w Hadze ws. ich przekazania. W walkach w stolicy tego dnia zginęło 1300 osób.
22 sierpnia bitwa rozgrywała się wokół kompleksów rządowych Bab al-Azizia, hotelu Rixos. Także na południu stolicy toczył się pojedynek, w którym wojsko używało czołgów. Rebelianci kontrolowali ok. 90% miasta. Rano setki rebeliantów skierowały się ku Placowi Zielonemu, który został przez nich zdobyty. W czasie trwania walk, premier Al-Baghdadi Ali al-Mahmudi uciekł do Tunezji. Po godz. 16:00 rebelianci przejęli państwową telewizję, która przestała nadawać program. W stolicy pierwszy raz od pół roku działał internet.
23 sierpnia NATO kilka razy bombardowało kompleks rządowy w Trypolisie, wczesnym popołudniem zaostrzyły się walki o niego oraz w okolicy hotelu dla dziennikarzy zagranicznych Rixos. Ok. godz. 17.00 rebelianci sforsowali linię obrony wojska i wdarli się do budynków rządowych Bab al-Azizija, w tym do domu al-Kaddafiego, jednak nie zastano w nim dyktatora. Po zakończeniu wojny wyszło na jaw, iż al-Kaddafi uciekł z Trypolisu do Syrty 18 sierpnia. Podczas trzydniowych walk w Trypolisie zginęło ponad 400 osób, a 2000 zostało rannych, natomiast w czasie całego omawianego dnia w walkach zginęło 15 rebeliantów, a 30 odniosło poważne obrażenia.

Sytuacja na froncie trypolitańskim tuż przed bitwą o Trypolis

24 sierpnia rano doszło do nalotu NATO. Walki toczyły się o hotel Rixos, w którym przetrzymywano ponad 30 zagranicznych dziennikarzy, których przed godz. 17:00 wypuszczono. Strzały były słyszane także w kompleksie Bab al-Azizija, który został ostrzelany przez wojsko. Rebelianci przejęli kontrolę nad dzielnicą Abu Salim. Rebelianci ewakuowali cywilów z rejonów walk, gdyż lojaliści używali ich jako żywych tarcz. Bojownicy totalnie zniszczyli ambasadę Wenezueli, gdyż ten kraj otwarcie popierał pułkownika al-Kaddafiego.
25 sierpnia rebelianci w północno-wschodniej części Trypolisu zajęli bazę wojskową z dziesiątkami niezniszczonych czołgów i ciężkiego uzbrojenia. Po intensywnych walkach powstańcy opanowali ostatecznie lotnisko w Trypolisie. Po południu rebelianci otoczyli budynki mieszkalne nieopodal rezydencji al-Kaddafiego, gdyż mógł ukrywać się tam dyktator. Później odbyła się ok. 45-minutowa wymiana ognia przed hotelem Corinthia Bab Africa, gdzie zakwaterowanych było wielu dziennikarzy.
26 sierpnia wojska al-Kaddafiego ostrzelały lotnisko w Trypolisie, niszcząc co najmniej jeden samolot. Po zajęciu Trypolisu przez rebeliantów, stronnicy al-Kaddafiego zamordowali ponad 150 więźniów, którzy chcieli uciec ze stolicy. Do mordu doszło na terenie Bab al-Azizija. Strażnicy rzucali w więźniów granatami ręcznymi. Co więcej, ponad 200 ciał znaleziono w opuszczonym szpitalu w Trypolisie w dzielnicy Abu Salim. Lekarze i pielęgniarki uciekli z powodu walk, a wielu rannych pacjentów zmarło, gdy zostawiono ich bez pomocy.
28 sierpnia rebelianci poinformowali, że wyparli całkowicie wojska lojalistów z miasta. Od zdobycia przez nich Trypolisu uwolniono w mieście ok. 10 tysięcy więźniów politycznych, podczas gdy los 50 tysięcy pozostawał nieznany. Władze powstańców nie wykluczyły, że spora część z tych osób mogła zostać zabita przez żołnierzy al-Kaddafiego.

### Natarcie powstańców na Bani Walid
Włoska agencja Ansa podała za libijskimi źródłami dyplomatycznymi, że Mu’ammar al-Kaddafi znajdował się w mieście Bani Walid razem z synami As-Saa’adim i Saifem al-Islamem. Tak więc po zajęciu stolicy, powstańcy przeszli przez Tarhunę i skierowali się ku Bani Walid. 29 sierpnia 60 km na południe od Trypolisu ostrzelany został konwój Chamisa al-Kaddafiego. Dowódca elitarnej Brygady Chamisa poruszał się samochodem Toyota Land Cruiser, w który trafił pocisk wystrzelony przez brytyjski śmigłowiec Boeing AH-64 Apache. Początkowo informowano o śmierci Chamisa, jednak objął on dowództwo razem z bratem Sajfem al-Islamem nad batalionem kaddafistów w Bani Walid.
30 sierpnia opozycjoniści dali reżimowi ultimatum na poddanie się do 3 września. Na ten czas zawieszono walki na froncie pod Bani Walid i Syrtą. Rebelianci sądzili, że al-Kaddafi znalazł schronienie wśród członków plemienia Warfalla w Bani Walid. To największe libijskie plemię było wewnętrznie podzielone podczas wojny. Zdecydowana część stanęła po stronie opozycjonistów, jednak najwierniejsi pozostali u boku al-Kaddafiego. 1 września załamały się negocjacje ws. pokojowego przekazania miast rebeliantom. Wobec tego powstańcy przedłużyli ultimatum starszyźnie plemienne o tydzień, do 10 września.
3 września siły rebelianckie (200 pojazdów i 600 bojowników) weszły do wioski Wadi Mardum i zatrzymały się 12 km od Bani Walid. W międzyczasie fiaskiem zakończyły się negocjacje ze starszyzną plemienną i powstańcy ogłosili, że ultimatum wygasa 4 września o 10:00. Jednak tego dnia atak jeszcze nie nastąpił. 5 września Narodowa Armia Wyzwoleńcza osiągnęła porozumienie, na mocy którego rebelianci mogli bez walki wkroczyć do miasta. Mimo tego nie przejęli miasta, a już 8 września obrońcy miasta wystrzelili kilka rakiet. Pociski Grad spadły 20 km od obleganego miasta.
Ciężkie walki o kontrolę nad miastem rozpoczęły się 9 września, czyli dzień przed wygaśnięciem ultimatum. Powstańcy podali, że zajęli miasto wieczorem. W wyniku walk atakujący zabili oraz wzięli do niewoli kilku żołnierzy. 10 września NATO dokonało co najmniej 5 nalotów w okolicach Bani Walid, gdzie trwały wciąż walki powstańców z siłami al-Kaddafiego. Żołnierze broni pozycji na północy i zachodzie miasta, także stanowisk snajperskich na budynkach. Część mieszkańców uciekła z miasta, ponadto przymusowo ewakuowano setki cywilów. Miasta bronił garnizon 1200 lojalistów, w tym 200 snajperów. 16 września powstańcy weszli do centrum Bani Walid, jednak w mieście nadal toczono ciężkie walki, gdyż siły al-Kaddafiego postawiły silny opór. Wieczorem tego dnia Narodowa Armia Wyzwoleńcza została zmuszona do wycofania się z miasta.
Ponowny szturm na miasto nastąpił 18 września. Jednak natarcie prowadzone przez siły demokratyczne było na tyle chaotyczne, że znów musiały wycofać się z pozycji. 21 września Narodowa Armia Wyzwoleńcza wprowadziła do walki czołgi. Na kilka dni walki ustały, odnotowywano sporadyczne wymiany ognia. Jednak 27 września inicjatywę przejęli kaddafiści. Siły demokratyczne wycofały się z niektórych zajętych pozycji ze względu na silny ostrzał ze strony lojalistów. 28 września w walkach w mieście zginął dowódca wojsk powstańczych Daou al-Salhine al-Jadak, wraz z 10 innymi wojskowymi. Żołnierze lojalni wobec al-Kaddafiego dokonali intensywnego ostrzału rakietowego. 30 września lojaliści dokonali szturmu na południowe dzielnice miasta. Według dowództwa powstańczego, był to najpoważniejszy kontratak od początku bitwy.

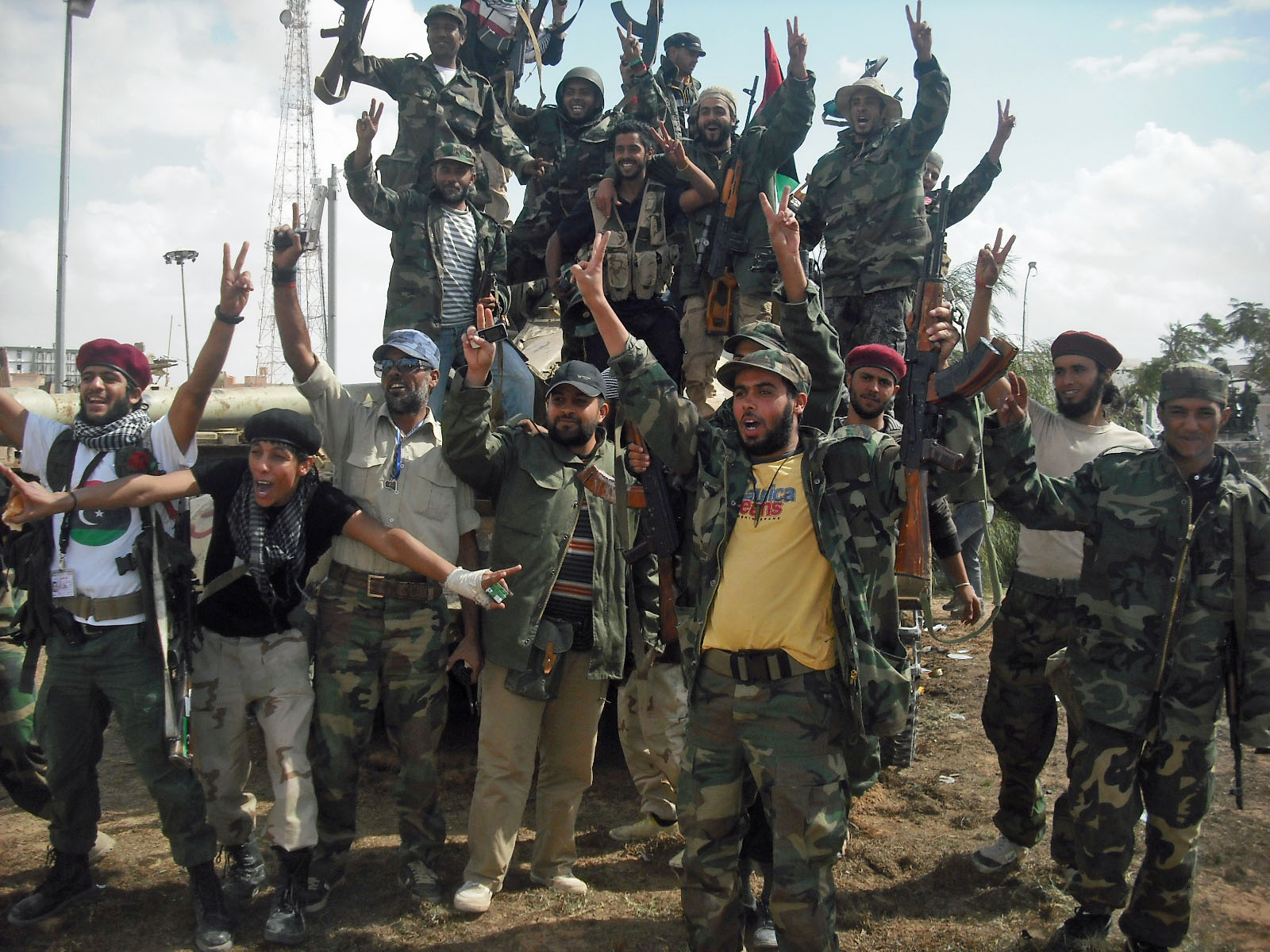
Rebelianci celebrujący zwycięstwo w Bani Walid

Jednak po tym walki na kilka dni ponownie ustały. W październiku zwolennicy al-Kaddafiego bronili się już jedynie w Bani Walid oraz Syrcie. Walki w tym pierwszym mieście wznowiono dopiero 9 października. Wówczas to żołnierze sił rządowych zdobyli lotnisko Bani Walid oraz pobliskie wioski Teninai i Shuwaikh, kontrolowane dotąd przez wojska wierne al-Kaddafiemu.
15 października powstańcy ponowili atak na Bani Walid. Zajęli miejscowy szpital oraz dzielnicę przemysłową. Po tym zbliżyli się do rynku bronionego przez snajperów, którzy mieli problemy z zaopatrzeniem w amunicję. Kolejnego dnia wojsko NRT szturmowało miasto od północy i południa i połączyli się w centrum. Atakujący napotkali tam na silny opór zwolenników al-Kaddafiego. Odcięli wszelkie drogi prowadzące do miasta. 17 października powstańcy poinformowali, iż kontrolowali miasto Bani Walid. Żołnierze sił demokratycznych strzelali w powietrze, wznosili okrzyki Allah akbar!.

## Letnia ofensywa rebeliantów na froncie wschodnim

### Walki o Marsa al-Burajka
Po trzech miesiącach patowej sytuacji na froncie wschodnim w połowie lipca rebelianci zaatakowali strategiczne miasto, będące centrum przemysłu naftowego, Marsa al-Burajka. Decyzja o odbiciu miasta została podjęta, po tym, jak 9 lipca lojaliści zaczęli niszczyć instalacje naftowe pod miastem.
14 lipca rebelianci podjęli szturm na Marsę al-Burajkę. Bojownicy poruszający się czołgami T-72 i T-55, pojazdami opancerzonymi oraz ciężarówkami zaatakowali siły rządowe od wschodu, południa oraz od strony morza. Mimo natowskiej pomocy z powietrza szturm został odparty, a rebelianci zostali odrzuceni an 20 km od rogatek miasta. Kolejnego dnia siły rządowe wysunęły się z Marsy al-Burajki na wschód, by zapobiec ewentualnemu atakowi rebeliantów, którzy to uczynili. Ciężkie straty poniosły obie strony. Z uwagi, iż obrzeża miasta zostały silnie zaminowane, rebelianci mieli problem z dostaniem się do ufortyfikowanego centrum miasta.
16 lipca rebelianci przedostali się na obrzeża miasta. Wówczas broniące miasto wojsko detonowało miny. Napastnicy podjęli atak w kierunku centrum, jednak napotkali tam okopy wypełnione chemicznymi substancjami łatwopalnymi. Ponadto rebelianci z powodu wybuchów setek min nie byli w stanie utrzymać zajętych pozycji, co spowodowało wycofanie się z peryferii miasta. Defensywa armii spowodowała odrzucenie rebeliantów na 20 km od miasta. 17 lipca ciężkie walki toczyły się wokół portu. Rebelianci przedostali się do dzielnicy mieszkalnej, gdzie toczono zacięte walki uliczne. Siły wierne al-Kaddafiemu prowadziły nieustannie ostrzał za pomocą rakiet Grad, co bardzo utrudniało zadanie powstańcom.
18 lipca inicjatywę w bitwie przejęli rebelianci, którzy zajęli dzielnicę przemysłową Marsy-al Burajki. Lojaliści nadal kontrolowali centrum, jednak trzon wojska wycofał się w kierunku Ras al-Unuf. 19 lipca ciężkie walki toczyły się o port. Armia broniła centrum. Na pomoc im ruszały posiłki z Ras al-Unuf, jednak zostały one ostrzelane przez śmigłowce NATO. Rebelianci umocnili swe pozycje na południu i wschodzie miasta.
Rebelianci wycofali się z miasta 21 lipca z powodu silnego zaminowania. Bazę wypadową założono 20 km od miasta w miejscowości Bishr.
28 lipca 2011 w niejasnych okolicznościach w Bengazi zginął dowódca wojsk rebelianckich Abd al-Fattah Junus. Generał został aresztowany i wezwany na przesłuchanie w związku z niezdobyciem miasta Marsa al-Burajka. Padły oskarżenia, że prowadził potajemne rozmowy z rządem w Trypolisie i dlatego został zabity przez swoich ludzi.
9 sierpnia rebelianci podjęli drugi szturm na Marsę al-Burajkę. Ciężkie walki odbyły się na obrzeżach miasta. Kolejnego dnia walki przeniosły się do dzielnicy mieszkalnej, którą rebelianci kontrolowali już 11 sierpnia. 12 sierpnia rebelianci zaniechali atak na dzielnicę przemysłową, która obejmowała terminal ropy naftowej, z powodu silnego zaminowania. Opozycjoniści kontrolujący dzielnicę mieszkalną Marsy al-Burajki próbowali się przedostać do dzielnicy przemysłowej i dlatego w ciągu trzech dni od 13 do 15 sierpnia, saperzy zneutralizowali 3 tys. min. 13 sierpnia w czasie ataku, powstańcy zniszczyli dwa czołgi. W uderzeniu NATO pod Marsą al-Burajką zniszczone zostały dwa pojazdy oraz zabito sześciu żołnierzy. Wobec tego lojaliści przypuścili szturm na sektor mieszkalny, jednak musieli uznać wyższość bojowników. 14 sierpnia lojaliści podpalili kilka zbiorników z ropą naftową w dzielnicy przemysłowej.
Armia stacjonująca w Syrcie wystrzeliła 15 sierpnia pocisk R-11 w stronę Marsy al-Burajki, który spadł bezpiecznie na pustynię 50 km od zakładanego celu. Według zachodnich mediów miała być to demonstracja siły wojska wobec klęsk na frontach. Powtórna sytuacja miała miejsce 23 sierpnia, kiedy to pociski balistyczne zostały wystrzelone w stronę Misraty, jednak wszystkie trzy rakiety chybiły celu.
Przez kolejne dni Marsa al-Burajka była areną zaciętych starć. Znaczący sukces rebelianci odnieśli 18 sierpnia, kiedy to opanowali południowe przedmieścia Marsa al-Burajki, Alargop. 19 sierpnia powstańcy ogłosili także całkowite opanowanie Marsy-al-Burajki. Powstańcy po południu 20 sierpnia wycofali się z przemysłowej części Marsy al-Burajki na skutek intensywnego ostrzału artyleryjskiego, podjęto oblężenie części przemysłowej. Jednak w wyniku kontrataku, rebelianci ponownie zdobyli centrum miasta.
U boku rebeliantów działali brytyjscy oraz francuscy agenci, którzy stacjonowali na terenach nieczynnej rafinerii w mieście Az-Zuwajtina pod Marsą al-Burajką. Agenci pomagali powstańcom podczas letniej ofensywy na froncie wschodnim, mieli odegrać także znaczącą rolę podczas bitwy w Trypolisie.

## Atak na Syrtę

### Ofensywa na wschodnim wybrzeżu

Sytuacja na froncie wschodnim

23 sierpnia powstańcy pod wpływem sukcesów w stolicy ruszyli na zachód od miasta Marsa al-Burajka. Początkowo powstańcy przejęli miasto Al-Ukajla na wschodzie kraju i skierowali się w stronę Ras al-Unuf, które zajęli ok. półtorej godziny później. Następnie dotarli w pobliże miasta Bin Dżawad.
Oddziały powstańcze skoncentrowały się 25 sierpnia w tzw. Czerwonej Dolinie, ok. 120 km na wschód od Syrty. Rano tego dnia toczyły się ciężkie walki 100 km na wschód od Syrty w pobliżu Bin Dżawad. Tymczasem od zachodu do Syrty nadciągali także powstańcy nacierający z Misraty, którzy w tym dniu byli ok. 50 km od rodzinnego miasta al-Kaddafiego. W mieście zmobilizowano armię o liczbie 1,5-2 tys. pod dowództwem pułkownika Al-Mutasima al-Kaddafiego, a także linię obrony wyposażoną w dużą liczbę czołgów, dział i wyrzutni rakietowych.

### Negocjacje ze starszyzną plemienną
Jednak do ataku od zachodu na samą Syrtę nie doszło, gdyż opozycjoniści negocjowali ze zwolennikami al-Kaddafiego ws. pokojowego przekazania im władzy w mieście. 28 sierpnia powstańcy zdobyli Bin Dżawad, położone w odległości 30 km od Syrty, w której natomiast nadal toczyły się negocjacje o przejęciu miasta z rąk popleczników al-Kaddafiego. Następnie walki toczyły się w o An-Naufalijję, która została zdobyta 28 sierpnia. 1 września Narodowa Armia Wyzwoleńcza otoczyła miejscowość Harawa pod Syrtą.
Ponadto władze powstańcze wydały pod adresem obrońców Syrty ultimatum, żądając ich kapitulacji w ciągu 24 godzin, gdyż ogłoszono, że negocjacje nie mogą trwać w nieskończoność. Ultimatum wobec reżimu przedłużono jednak do 3 września, a następnie w wyniku załamania się negocjacji ze starszyzną plemienną do 10 września. Do tego dnia armia libijska miała poddać kontrolowane miasta. NATO mimo ultimatum rebeliantów nadal kontynuowało operację lotniczą.
8 września siły demokratyczne przejęły kontrolę nad Czerwoną Doliną pod Syrtą. Dzień później lojaliści podjęli nieudany kontratak na utraconą dzień wcześniej Czerwoną Dolinę. 11 września rozpoczęto walki na przedmieściach Syrty.

### Bitwa o Syrtę – śmierć Mu’ammara al-Kaddafiego
Szturm na miasto z trzech stron zainicjowano 15 września. Wówczas zaczęła się faktyczna bitwa o miasto. Powstańcy znaleźli się pod silnym ostrzałem wojsk al-Kaddafiego. W walkach zginęło 11 rebeliantów, 34 odniosło obrażenia. Tego samego dnia z Misraty wyruszył konwój z zaopatrzeniem w amunicję dla wojsk demokratycznych. Dzień później siły demokratyczne przejęły kontrolę nad lotniskiem w Syrcie. 17 września Narodowa Armia Wyzwoleńcza podjęła drugi szturm na Syrtę, jednak bez większych sukcesów. W mieście toczono ciężkie uliczne walki artyleryjskie. 18 września po całodniowych walkach, po zmierzchu powstańcy wycofali się z Syrty.
Ciężkie walki wznowiono 21 września. Przed południem NATO dokonało 6 nalotów na miasto. Od początku bitwy o Syrtę poległo aż 45 powstańców, a ponad 200 zostało rannych atakujących de facto stolicę lojalistów. Szpitale w mieście były przepełnione. 22 września ofensywa została przerwana, gdyż wojsko demokratyczne narzekało na braki w amunicji. Dowódcy wydali polecenie wstrzymanie ognia i oczekiwania na naloty NATO.
24 września siły demokratyczne zajęły zachodnie dzielnice, następnie atakowały centrum miasta, zajmując strategiczny Plac Zafran oraz siedzibę miejscowej telewizji. Oddziały powstańców zatrzymały się 1 km od centrum miasta. Zacięte walki toczono na wschodzie miasta. 25 września w czasie walk siły demokratyczne przejściowo wycofały się ze szturmowanych pozycji na zachodzie miasta, oczyszczając pole dla lotnictwa NATO. 26 września Narodowa Armia Wyzwoleńcza ponowiła ostrzał centrum miasta. Natarcie, w którym zaangażowano czołgi, wyprowadzono z zachodniej części miasta. Siły atakujące miasto podeszły na 2 km od centrum. Z kolei na wschodzie miasta, szturmujący odcięli lojalistom trasę 10 km od bram miasta, po czym wjechali do niego od strony wschodniej.
27 września siły demokratyczne przejęły kontrolę nad portem w Syrcie w północno-wschodniej części miasta. Dnia kolejnego powstańcy kontynuowali postępy w Syrcie. Walki trwały na wschodzie i zachodzie miasta, przenosiły się także na południe. Odbito miejscowe lotnisko. 29 września siły al-Kaddafiego dokonały ataku rakietowego na pas startowy lotniska, jednak nie zmieniło to pozycji wojska demokratycznego. 30 września lojaliści kontynuowali ostrzał wschodnich i zachodnich pozycji. Coraz gorsza sytuacja panowała w szpitalach, gdzie zwożono rannych. Setki cywili opuszczało ogarnięte walkami miasto. Ponadto wojsko demokratyczne narzekało na braki w amunicji. To wszystko spowodowało tymczasowe zawieszenie broni. Oficjalnie, miało to pomóc w opuszczeniu cywilom miasta przed ostatecznym atakiem.
W październiku zwolennicy al-Kaddafiego bronili się już jedynie w Bani Walid oraz Syrcie. W tym drugim mieście 3 października powstańcy ponowili atak. Nowa ofensywę rozpoczęto poprzez atak rakietowy oraz prowadzenie ognia z czołgów. W strefie walk działała ciężka artyleria. Armia demokratyczna przejęła pełną kontrolę nad wioską Kasr Abu Hadi, leżącą na południe od Syrty. Było to symboliczne zwycięstwo powstańców, gdyż właśnie tam urodził się Mu’ammar al-Kaddafi. Wojsko powstańcze rozpoczęło kontrolę każdego wyjeżdżającego auta. Z miasta nadal uciekali cywile. 4 października nowe siły rządowe zaatakowały centrum konferencyjne Ougadougou w Syrcie, będącej bazą lojalistów, którzy skutecznie obronili się.
5 października powstańcy ponownie zaatakowali centrum miasta. Dowództwo stwierdziło, iż oddziały NRT kontrolowały połowę miasta. W czasie walk wielu żołnierzy al-Kaddafiego zdezerterowało. Po raz pierwszy podczas tej wojny zdarzyło się, że walczący po stronie obalonego reżimu zamachowiec-samobójca wysadził się w powietrze. Kilka osób zginęło i zostało rannych. 6 października wojsko demokratyczne zdołano zająć jedynie luksusowy hotel północno-wschodnim sektorze miasta. Było to spowodowane silnym naporem snajperów. W związku z tym powstańcy próbowali odciąć dzielnicę Giza, z której przenikali snajperzy. Walki toczyły się pod centrum konferencyjnym Ougadougou.
7 października powstańcy ponowili atak z trzech stron. Walki trwały wokół Ougadougou, dzielnicy uniwersyteckiej oraz dzielnicy strzeżonej przez snajperów. Oddziały powstańców były już 1–2 km od centrum miasta, bronionego przez brygadę lojalistów. Niezależne źródła poinformowały, że większość miasta jest pod kontrolą demokratycznego wojska. Sami twierdzili, że kontrolowali 2/3 obszaru miasta. 8 października armia demokratyczna wprowadziła od południa ponad 100 pojazdów wojskowych. We wschodniej części miasta szczególnie krwawe miasta toczono w dzielnicy Giza. Na zachodzie stoczono potyczkę o Plac Zielony. Powstańcy przejęli kontrolę nad kompleksem mieszkalnym Sabamaiyah oraz odcięto drogę prowadzącej z zachodu do centrum miasta. Z kolei pod osłoną nocy i burzy piaskowej, lojaliści odzyskali kontrolę nad północno-wschodnimi sektorami miasta. Liczba zabitych powstańców w bitwie sięgła 200. Świadczyło to niezwykle dużej intensywności walk.
9 października, siły demokratyczne zajęły uniwersytet, a także główny szpital Ibn Sina oraz centrum konferencyjne Ougadougou. Po zdobyciu szpitala przeprowadzono ewakuacje chorych i rannych. W zachodnich dzielnicach lojaliści ostrzelali kolumnę wojsk powstańczych, zabijając kilkudziesięciu wojskowych. Wieczorem, lojaliści kontrolowali centrum miasta oraz niektóre dzielnice zachodnie. W nocy rozpoczął się silny kontratak w dzielnicach wschodnich. W wyniku tego, siły al-Kaddafiego zmusiły przeciwnika do wycofania się z pozycji spod szpitala Ibn Sina.
10 października walki trwały wokół szpitala, centrum konferencyjnego oraz w dzielnicy mieszkalnej. Siły powstańcze zdołały zająć siedzibę miejscowej telewizji oraz radia, jednak siły al-Kaddafiego wkrótce je odbiły, a następnie odpierały kontrataki przecinków. Kolejnego dnia siły demokratyczne zdobyły główny posterunek policji w Syrcie. Następnie walki rozgorzały w południowo-zachodniej części miasta. Ponadto, w południowej, zachodniej i wschodniej części miasta, front związał się kilkaset metrów od centrum miasta.
12 października po długotrwałych walkach siły al-Kaddafiego kontrolowały w Syrcie dwa obszary w centrum miasta oraz miejscową telewizję (łącznie ok. 20% powierzchni miasta), a większość miasta była w rękach opozycji. 13 października w wyniku ciężkich walk o centrum Syrty siły opozycyjne zmuszone były cofnąć się o dwa kilometry w kierunku kwatery głównej policji, ponieważ zostały intensywnie ostrzelane. W wyniku ingresywnych walk trwających niemal miesiąc, miasto było w dużym stopniu zrujnowane. Do 15 października 2011 obszar kontrolowany przez siły kaddafistowskie skurczył się do ok. 1,2 km² w dwóch enklawach.
17 oraz 18 października trwał intensywny ostrzał oddziałów Mu’ammara al-Kaddafiego, który przebywał w mieście. 18 października podczas wyprowadzenia ostatecznego szturmu, lojaliści kontrolowali dzielnicę Al-Dollar oraz Dystrykt 2. Kiedy powierzchnia kontrolowana przez lojalistów stale się zmniejszała, kaddafiści podjęli rozpaczliwy kontratak. Ostrzeliwali pociskami 22 mm napierających powstańców, jednak nie powstrzymało to impetu szturmu armii demokratycznej. W czasie ciężkich walk poległ dowódca powstańców Mustafa Bendardaf. 19 października powstańcy wyparli lojalistów z dzielnicy Al-Dollar. Walki toczyły się o Dystrykt 2, gdzie jak później się okazało, przebywał Mu’ammar al-Kaddafi wraz ze swoim wojskiem. Powierzchnia kontrolowana przez nich nie przekraczała 1 km². Ponadto odcięto im dostęp do morza.
Wobec krytycznej sytuacji, w jakiej znalazł się obalony dyktator, rano 20 października podjął ucieczkę z miasta. Ok. 8:30 konwój Mu’ammara al-Kaddafiego został ostrzelany przez lotnictwo NATO, po czym zaatakowali go rebelianci. W trakcie walk al-Kaddafi wraz ze współpracownikami ukrył się w betonowym przepuście pod autostradą. Tam odniósł rany przez uderzenie odłamku granatu w głowę, w następstwie czego został pojmany przez rebeliantów. Przez kilka minut był targany i bity przez tłum, następnie zastrzelono go. Mu’ammar al-Kaddafi zginął w wyniku rany postrzałowej. Wraz z al-Kaddafim tego dnia zginął dowódca jego armii Abu Bakr Junus Dżabr oraz jego syn Al-Mutasim al-Kaddafi po przewiezieniu do Misraty. Powstańcy zlikwidowali w mieście ostatni przysiółek lojalistów, którzy ostatecznie przegrali bitwę oraz wojnę.
Oficjalnie nowe władze tymczasowe w Bengazi wyzwolenie Libii ogłosiły 23 października 2011. Ten dzień uznaje się za zakończenie wojny domowej.

## Strony konfliktu

### Siły rządowe
Armia libijska liczyła 150 tys. żołnierzy. Jednak w walkach udział brało 10-12 tys. żołnierzy. Zaangażowano 227 bojowych myśliwców i 35 helikopterów. Armia posiadała 2205 czołgów i 945 pojazdów opancerzonych. Operowała ona głównie czołgami T-72, wyrzutniami rakietowymi BM-21 Grad 122 mm. Wojsko zostało podzielone na amię ludową z poboru (tzw. Quwwat al-Muqawama al-Shabiya) – ok. 40 tys. żołnierzy, Korpus Strażników Rewolucji (al-Haras al-Thawri) – ok. 3 tys. żołnierzy, Legion Islamski (2,5 tys. żołnierzy), Ludowe Siły Bezpieczeństwa (10 tys. żołnierzy) oraz oddziały Maktab Mulamat al-Qaid i Jamahiriya Security Organization, Al-Istikhbarat al-Askariya). Należy wspomnieć także jednostce Amazonek – osobistej ochronie al-Kaddafiego. W walce na frontach szczególną rolę odegrała elitarna Brygada Chamisa, która liczyła 4-5 tys. wyborowy wyszkolonych żołnierzy.
Na początku wojny w libijskiej marynarce wojennej służyło 8 tys. ludzi. Marynarka posiadała dwie łodzie podwodne, dwie fregaty, jedną korwetę, 15 statków patrolowych, cztery stawiacze min, siedem okrętów desantowych, 12 okrętów wspierająco-logistycznych. Łącznie flota morska posiadała 43 jednostki pływające. Marynarka wojenna nie odegrała większej roli podczas wojny domowej. W pierwszych dniach powstania, marynarka wojenna ostrzelała cywilów w Trypolisie z morza, podczas I bitwy o Ras al-Unuf armia wysadziła morski desant, natomiast podczas oblężenia Misraty ostrzeliwano atakujących port rebeliantów z morza. NATO podczas swojej misji przechwyciło kilka okrętów, dziewięć zostało zatopionych.
Libijskie siły powietrze zatrudniały 18 tys. ludzi, w tym 374 w korpusie militarnym. Flotę powietrzna w chwili wybuchu wojny składała się z 15 samolotów Dassault Mirage F1, 45 MiG-21, 75 MiG-23, 94 MiG-24, sześć bombowców Su-24 oraz sześć bombowców Tu-22. Siły powietrze także nie odegrały większej roli, gdyż nad Libią ogłoszono strefę zakazu lotów. Nim do tego doszło, lotnictwo bombardowało demonstrujących cywilów, walczących rebeliantów. Głównie dzięki lotnictwu armia libijska była bliska zdławieniu powstania, kiedy 19 marca podeszła pod Bengazi. Tego samego dnia wprowadzono zakaz lotów nad Libią, co zmieniło dotychczasowy bieg wojny.
Wojsko narodowe było lepiej wyposażone, niż oddziały powstańcze, ale ponosiło większe straty. Libijskie uzbrojenie było przestarzałe i pochodziło z zakupów z lat 70. oraz 80. XX wieku. Ponadto oceniało się, iż 50% sprzętu było wadliwe lub niesprawne. Uzbrojenie pochodziło z Rosji, Chin oraz państw byłego wschodniego europejskiego bloku komunistycznego. Armia dysponowała bronią przeciwlotniczą z Korei Północnej, hiszpańskimi bombami kasetowymi MAT-120, południowoafrykańskimi karabinami snajperskimi i belgijskimi karabinami szturmowymi. Ponadto armia posiadała spore zaplecze wojska pancernego. Na wyposażeniu było 315 czołgów T-72 (w tym 200 zdolnych do walki), 170 T-62 (w tym 100 zdolnych do walki), 1040 czołgów T-54/T-55 (w tym 500 zdolnych do walki). Ponadto armia posiadała 50 wozów pancernych BDRM-2, 70 pojazdów rozpoznanych EE-9 Cascavel, 1000 wozów pancernych BMP-1, 750 transporterów opancerzonych BTR-50 oraz BTR-60, 28 transporterów opancerzonych M113, 100 transporterów opancerzonych EE-11 Urutu i 67 transporterów opancerzonych OT-62 oraz OT-64. Na wyposażeniu armii były setki dział samobieżnych, głównie 122 mm, 152 mm oraz 155 mm. Armia użyła w czasie walk głównie w celach demonstracyjnych rakiet balistycznych Scud. Podstawowymi rakietami używanymi przez kaddafistów w walkach były rakiety typu Grad.

### Najemnicy
Obok narodowej armii libijskiej, po stronie Mu’ammara al-Kaddafiego walczyły wszelkie organizacje paramilitarne, a także najemnicy, których al-Kaddafi zaciągnął. Organizacje praw człowieka podawały, iż w szaragach wojsk al-Kaddafiego służyło nawet 25 tys. najemników. Wśród najemników byli obywatele Nigru, Czadu, Sudanu, Mali, Demokratycznej Republiki Konga, Kenii, Zimbabwe, Ghany, Ukrainy i Białorusi (zob. Białorusini w konflikcie libijskim).
18 lutego w Benghazi zatrzymano kilku najemników z Czadu. Płacono im 5 tys. dinarów i wyposażono w najnowsze modele samochodów. Przyznali, że za zadanie mieli pozbyć się libijskich demonstrantów. Po zdobyciu Bengazi aresztowano 36 najemników z Czadu, Nigerii i Sudanu. Dnia 22 lutego pojawiły się doniesienia, że al-Kaddafi masowo wykorzystuje najemników z Czadu, Demokratycznej Republiki Konga, Nigru, Mali, Sudanu, Tunezji, Maroka, a nawet Azji i Europy Wschodniej. Walczyli oni w Al-Bajdzie, gdzie zabili 150 osób. Wśród najemników znajdowali się dzieci-żołnierze. Wśród pojmanych w czasie walk był m.in. 16-letni Mohammed z Czadu, który powiedział, że dostał od pewnego człowieka ofertę pracy i darmowego przelotu do Libii. Różne raporty wskazywały, iż najemnicy z Czadu działali w południowej Libii, Trypolisie i Benghazi. Obywatele z Czadu, Mali i Nigru działali także we wschodniej części Libii, dopóki nie uformował się tam opozycyjny rząd. 24 lutego w szkole w nadmorskiej miejscowości Shehat uwięziono 200 pojmanych najemników. Po tym, jak siły al-Kaddafiego zdobyły 6 marca Bin Dżawad, najemnicy publicznie gwałcili, okaleczali i brali do niewoli cywilów.
Pod koniec lutego al-Kaddafi zaciągnął 800 Tuaregów w Mali. Tuaregowie powiedzieli, że dostali 10 000 dolarów z góry i do tysiąca dolarów dziennie. Al-Kaddafi wykorzystał malijskich Tuaregów już wcześniej, wysyłając ich do walki w takich miejscach jak Czad, Sudan i Liban. Sponsorował ich także w rebelii przeciwko rządowi w Nigrze. Centrum rekrutacji najemników z Mali było w hotelu Bamako. Wśród najemników Kaddafiego byli także rebelianci Ruchu Sprawiedliwości i Równości (JEM), ugrupowania walczącego w Darfurze. Dowódca bojówek Chalil Ibrahim od 2010 przebywał w Libii, a podczas wojny domowej walczył jako ochotnik na pustyni pod Kufrą. Do Sudanu powrócił we wrześniu 2011.
W armii najemników al-Kaddafiego znaleźli się także piloci z Algierii i Syrii. Dziennik Segodnya podał, że do armii zaciągali się również Ukraińcy. Al-Kaddafi płacił najemnikom od 6 do 12 tys. dol. miesięcznie. Serbska gazeta Alo! doniosła, że Serbowie byli zatrudnieni w wojsku al-Kaddafiego w pierwszych dniach konfliktu. Serbskie Ministerstwo Obrony zaprzeczyło, jakoby Serbowie byli zaangażowani w walkach w Libii. Rosyjska gazeta Komsomolskaja Prawda poinformowała na początku kwietnia, że kilkaset osób zostało rekrutowanych na Białorusi. Najemnikom wypłacano ok. 3100 dol. miesięcznie. Informacje o białoruskich najemnikach w Trypolisie potwierdził brytyjski The Telegraph. EU Observer poinformował, że wśród najemników znaleźli się Belgowie, Francuzi, Grecy, a także Polacy, którzy głównie zajmowali się obsługą śmigłowców. W Libii łącznie przebywało 300 do 500 europejskich najemników, którzy byli głównie specjalistami od sprzętu, obsługi ciężkiej broni, śmigłowców, taktyki wojennej i dowodzenia. Otrzymywali kilka tysięcy dolarów dziennie.
7 kwietnia, Reuters poinformował, że najemników wysłano do obozów uchodźców, aby zastraszyć cywilów przed włączeniem się do walki po stronie opozycji. ONZ poinformowało 8 kwietnia, że znaleziono dowody na obecność kilkuset najemników z Afryki i Białorusi w wojskach al-Kaddafiego i armii powstańczej. ONZ oskarżyło też najemników o zbrodnie na ludności cywilnej. Zatrudnienie najemników niosło takie ryzyko, iż z powodu ataków obcokrajowców na Libijczyków, dochodziło do dezercji w szeregach regularnej armii libijskiej. Oprócz potencjalnej utraty poparcia wewnętrznego reżim utracił legitymację w oczach społeczności międzynarodowej, gdyż najemnicy byli wykorzystywani przeciwko ludności cywilnej.
W drugiej połowie kwietnia siły rządowe zmieniły taktykę walki. Dotychczas przeciwko rebeliantom wysyłano czołgi oraz pojazdy opancerzone. Armia poruszała się w kolumnach czołgów, które były bombardowane przez lotnictwo koalicji. W wyniku tego do walki wysłano pick-upy uzbrojone w karabiny. Ta zmiana spowodowała, że NATO miało większe problemy z naprowadzeniem na cele pocisków w obawie przed zaatakowaniem cywilnego pojazdu.

### Siły opozycji
Rebelianci prowadzący walkę z siłami rządowymi skupili się wokół Narodowej Rady Tymczasowej, której podlegała Narodowa Armia Wyzwoleńcza, do której należeli zbuntowani żołnierze, którzy wypowiedzieli posłuszeństwo Mu’ammarowi al-Kaddafiemu. Obok wojsk lądowych powstały Wolne Libijskie Siły Powietrzne, a także organizacje, do których zaciągali się opozycjoniści wcześniej demonstrujący swoje niezadowolenie z rządów al-Kaddafiego. Do tych organizacji należą Narodowa Konferencja na Rzecz Libijskiej Opozycji, Narodowy Front na Rzecz Ocalenia Libii, Libijska Liga na Rzecz Praw Człowieka, Libijski Ruch Młodych (Shabab), bojówka Jaysh-e-Libi al-Hurra i Al-Ka’ida Islamskiego Maghrebu. Al Jazeera szacowała liczbę bojowników na 10-12 tys. Sami rebelianci podali, iż w ich szeregach walczyło 17. tys. bojowników. Ponadto do rebeliantów przyłączyły się zbuntowane plemiona libijskie głównie Berberowie i niektóre rody plemienia Warfalla.

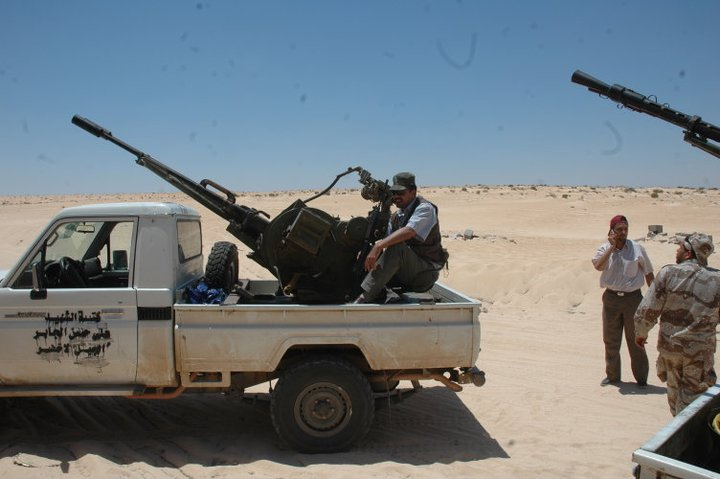
Libijscy rebelianci podczas walk

Cywile-ochotnicy biorący udział w wojnie domowej początkowo walczyli za pomocą karabinów AK-47, granatników RPG, domowej roboty moździerzy. Wraz z upływem czasu rebelianci mieli dostęp do broni ciężkiej. Szmuglowali ją do oddziału bojówek dezerterujący żołnierze, powstańcy zajmowali magazyny z bronią i przechwytywali znajdującą się tam broń, z działami bezodrzutowymi, działami i armatami przeciwlotniczymi ZU-23-2, rakietami Grad, S-5, transportowcami opancerzonymi i czołgami włącznie.
W czasie trwania powstańczych walk oficjalnego wsparcia militarnego rebeliantom udzieliły Egipt oraz Katar. Do Libii wysłano elitarną jednostkę Unit 777. Na terenie Libii rzekomo mieli operować ochotnicy z Tunezji. Po stronie rebeliantów walczyły ponadto zbuntowane plemiona Warfalla oraz Tuaregowie.
Na mocy rezolucji RB ONZ nr 1973 z 17 marca po stronie rebeliantów opowiedziało się 18 krajów ONZ.
W czerwcu amerykańskie i zachodnioeuropejskie źródła dyplomatyczne poinformowały, że także rebelianci korzystali z usług najemników podczas walk na frontach. Najemnicy mieli być werbowani przez prywatne firmy wojskowe, a żołnierze mieli pochodzić z Francji i Wielkiej Brytanii. Proceder zatrudniania obcokrajowców był jednak niewielki i niewspółmierny w porównaniu z najemnikami w szeregach wojska libijskiego. Ponadto rebelianci przemycali broń z Tunezji. W dostawach figurowały karabiny AK oraz granatniki przeciwpancerne. Rebelianci apelowali do krajów NATO o dostawy broni, gdyż wobec braków w uzbrojeniu wojna się przedłużała.
13 lipca rebelianci poinformowali, że po raz pierwszy od czasu rozpoczęcia wojny domowej utworzyli ujednoliconą strukturę dowodzenia. Armia opozycji składająca się z ochotniczych sił rewolucyjnych i byłych żołnierzy z wojska narodowego przeszła pod dowództwo ministra obrony z Tymczasowej Rady Narodowej – Dżalala al-Dghelego. Ujednolicenie tych struktur umożliwiło zakończenie sporów między dowództwem w Bengazi a bojownikami walczącymi na linii frontów.
Dziennik Daily Mail opublikował zdjęcia, na których widać, że w walkę u boku rebeliantów zaangażowano kilkuletnie dzieci. Chłopcy zostali przeszkoleni i uczestniczyli w wojnie. Czyścili broń i podawali ją bojownikom. Fotografie wykonano w lipcu na froncie w okolicach Misraty i Zalitanu.
Liderzy rebeliantów pod koniec lipca podali, iż wykryli w swoich szeregach grupę bojowników, którzy zdradziecko współpracowali z rządem al-Kaddafiego, stanowiąc tzw. piątą kolumnę armii libijskiej. Po wykryciu zdrady doszło nawet do potyczki w szeregach powstańców, w której zginęły cztery osoby. Opozycja próbowała oczyścić swe szeregi z wrogów, po zamordowaniu generała Abdela Fataha Junisa.

### Kwestia Al-Ka’idy
Mu’ammar al-Kaddafi utrzymywał, iż w Libii toczył walki z Al-Ka’idą, a demonstrantów oskarżył o współpracę z terrorystami. 23 lutego Al-Ka’ida ogłosiła tworzenie emiratu islamskiego w Dernie. Miasto to zostało jednak przejęte przez rebeliantów. 24 lutego Al-Ka’ida Islamskiego Maghrebu oskarżyła al-Kaddafiego o sprowadzenie z subsaharyjskiej Afryki najemników i wezwała muzułmańską inteligencję do poparcia powstania Libijczyków. Dzień później al-Kaddafi powiedział, że terroryści z tej organizacji dostarczali demonstrantom narkotyków.
W wyniku wojny domowej w Libii, Al-Ka’ida Islamskiego Maghrebu pozyskiwała broń i przerzucała je do swojego bastionu w Afryce, czyli do Mali. Konwoje ze wschodniej Libii wywoziły granatniki przeciwpancerne RPG-7, kałasznikowy, amunicję i granaty do Mali przez Czad i Niger. Ponadto w ręce terrorystów wpadły wyrzutnie pocisków rakietowych ziemia-powietrze Strieła. Broń pochodziła ze splądrowanych składów broni. Przerzutem broni zajmowali się przemytnicy, współpracujący z organizacją terrorystyczną. W sumie w ręce terrorystów wpadło 20 tys. sztuk przenośnych wyrzutni pocisków SA-24 Igła, bazook, moździerzy, ciężkich dział. Proceder pozyskiwania broni przez Al-Ka’idę Islamskiego Maghrebu w Libii jako pierwszy przedstawiciel koalicji potwierdził minister spraw zagranicznych Włoch Franco Frattini.
Mimo iż Al-Ka’ida opowiedziała się przeciwko al-Kaddafiemu, to rebelianci zarzekli się, że nie mają nic wspólnego z bojówkami Al-Ka’idy.
Po śmierci Usamy ibn Ladina, przywódcy Al-Ka’idy, wyszło na jaw, iż ta terrorystyczna organizacja podczas libijskiej wojny domowej przechwyciła tak dużo broni, amunicji i sprzętu wojskowego z rozbitych magazynów dawnej armii al-Kaddafiego, że nie była w stanie jej magazynować w swoich bazach. Dlatego nadmiar broni sprzedawano strukturom przestępczym i ekstremistycznym w Afryce Północnej oraz na Bliskim Wschodzie.
W sierpniu 2011 dowódcą Rady Wojskowej w Trypolisie został Abdelhakim Belhadż, członek Al-Ka’idy i jeden z liderów blisko związanej z Al-Ka’idą organizacji Libijska Islamska Grupa Bojowa. Został również włączony w skład Narodowej Rady Tymczasowej.

## Stanowiska stron konfliktu

### Stanowisko rządu Mu’ammara al-Kaddafiego
25 lutego Abdul-Rahman al-Abbar, libijski prokurator generalny, zrezygnował ze stanowiska i przyłączył się do buntowników. Według niego sytuacja w Libii zaprzeczała prawom sprawiedliwości. Ambasador Libii przy ONZ przeszedł na stronę opozycji, podobnie przedstawiciel przy Lidze Arabskiej. Al-Kaddafi ogłosił jednak, że to Al-Ka’ida wspiera siły powstańcze przy pomocy narkotyków. 27 lutego w wywiadzie dla serbskiej telewizji al-Kaddafi ponownie zapewnił, że nie opuści Libii, oskarżył też obcokrajowców i Al-Ka’idę o doprowadzenie do zamieszek i potępił ONZ za nałożenie na niego sankcji i wszczęcie dochodzenia o zbrodnie wojenne. Tego dnia na stronę rewolucjonistów przeszedł ambasador Libii we Włoszech Abdulhafed Gaddur. Dzień później al-Kaddafi wytypował szefa wywiadu, który ma prowadzić rozmowy z rebeliantami na wschodzie kraju. Powołany został zespół Międzynarodowego Trybunału Karnego, mający zbierać informacje o sytuacji w Libii i ustalać czy w tym kraju doszło do zbrodni przeciw ludzkości.
2 marca al-Kaddafi powołał dwóch nowych ministrów, których poprzednicy w zeszłym tygodniu wsparli rewolucjonistów. Ministrem spraw wewnętrznych został Masoud Abdel Hafiz, natomiast ministrem sprawiedliwości Mohamed Amhamad al-Qamoudy. W południe libijski przywódca wygłosił przemówienie w państwowej telewizji. Ostrzegł, że jeśli dojdzie do obcej interwencji, to dojdzie do krwawej wojny, a Libijczycy będą stawiać czoło najeźdźcy. Al-Kaddafi ogłosił, że złoża ropy są bezpieczne, ale firmy boją się [...] uzbrojonych gangsterów. Obiecał ponadto amnestię wszystkim, którzy złożą broń.
Rano 3 marca al-Kaddafi zgodził się na zaproponowany przez prezydenta Wenezueli Hugo Cháveza plan zakończenia kryzysu w Libii przez międzynarodową mediację, jednak negocjacje z al-Kaddafim wykluczają powstańcy. Sekretarz generalny Sojuszu Anders Fogh Rasmussen ogłosił, że NATO nie podejmie się interwencji wojskowej.
4 marca były minister spraw zagranicznych Libii, Ali Abdussalam Treki, został mianowany ambasadorem przy ONZ na miejsce poprzednika, który przeszedł na stronę rewolucji.
7 marca al-Kaddafi zaproponował opozycji organizację posiedzenia parlamentu, na którym podjęte miały być działania zmierzające do jego ustąpienia w zamian za gwarancję bezpieczeństwa dla siebie i rodziny oraz zapewnienia, że nie będzie później sądzony. Prowadzenie negocjacji powierzył on byłemu premierowi Dżadallahowi Azzuzowi Talhiemu. Narodowa Rada Tymczasowa oświadczyła, że nie ma miejsca na dialog z reżimem, a gwarancje nietykalności dla Kaddafiego byłyby obrazą dla ofiar walk.
9 marca rząd al-Kaddafiego wyznaczył nagrodę o równowartości 400 000 dolarów amerykańskich dla osoby, która pojmie przewodniczącego Rady Tymczasowej, Mustafę Abdela Dżalila. Za informację prowadzącą do jego ujęcia wyznaczono równowartość 160 000 dolarów. 10 marca Sajf al-Islam al-Kaddafi oświadczył, że wygasło dwutygodniowe ultimatum rządu jego ojca dla opozycji i władze szykują się do dużej ofensywy militarnej.
11 marca zaprzestaniem wspierania walki z międzynarodowym terroryzmem i nielegalną imigracją zagroził UE Mu’ammar al-Kaddafi. Libijskie władze uwolniły troje holenderskich żołnierzy (w tym kobietę) przetrzymywanych w Syrcie od 3 marca. Holendrzy wpadli w ręce reżimowej armii zaraz po tym, jak ich helikopter wylądował w mieście, w czasie ewakuacji cywilów. Po uznaniu dzień wcześniej przez rząd Francji Narodowej Rady Tymczasowej za prawomocnego przedstawiciela Libii, rząd al-Kaddafiego zerwał z Francją stosunki dyplomatyczne.
14 marca premier Turcji Recep Tayyip Erdoğan rozmawiał z al-Kaddafim. Powiedział mu, że powinien wyznaczyć prezydenta, który byłby popularny w społeczeństwie. Wyznaczenie prezydenta miałoby być pierwszym krokiem w kierunku zakończenia konfliktu. Wysłannik ONZ, były jordański minister dyplomacji Abdelilah Al-Khatib, spotkał się z ministrem spraw zagranicznych Libii, Moussą Koussą.
15 marca al-Kaddafi przemówił do narodu za pośrednictwem państwowej telewizji. Rebeliantów nazwał po raz kolejny szczurami i groził, że ich zmiażdży. 17 marca al-Kaddafi udzielił wywiadu dla dzisiejszego wydania dziennika Le Figaro. Powiedział, że w jego kraju nie ma opozycji, a jedynie grupki zajmujące ulice. Powiedział, że walczy obecnie z terrorystami, którzy przyszli z zagranicy. Niech opuszczą kraj, niech znów dotrą do Afganistanu, niech powrócą do Guantanamo. Członkom powstańczej Narodowej Rady Libijskiej obiecał przyznać amnestię w razie oddania broni, ponieważ według niego są zakładnikami obecnych wydarzeń i nie są odpowiedzialni za bieżącą sytuację.
19 marca tuż przed początkiem międzynarodowej interwencji w Libii Mu’ammar al-Kaddafi wysłał listy do Baracka Obamy, ONZ, Nicolasa Sarkozy’ego i Davida Camerona informując o całkowitym poparciu swoich obywateli i podtrzymując teorię o walkach z Al-Ka’idą. W oświadczeniu telewizyjnym potępił natomiast rezolucję ONZ, nazywając ją próbą kolonizacji Libii przez państwa zachodnie.
20 marca Mu’ammar al-Kaddafi w kolejnym wystąpieniu telewizyjnym zapowiedział klęskę wojsk interwencyjnych i ponownie zapewnił o poparciu społeczeństwa. Libijskie władze zapowiedziały wydanie broni ponad milionowi obywateli dla obrony kraju przed inwazją. 22 marca wieczorem znów przemówił al-Kaddafi, który zapowiedział pokonanie koalicji. 25 marca Mu’ammar al-Kaddafi ogłosił awansy wszystkich członków swoich sił zbrojnych i policyjnych za heroiczną walkę przeciwko krzyżowcom.
29 marca Mu’ammar al-Kaddafi wezwał grupę kontaktową, by zakończyła barbarzyńską ofensywę. Działania koalicji w Libii porównał do kampanii Hitlera w Europie. Libijska telewizja podała, że Chamis al-Kaddafi, jeden z synów Mu’ammara żyje, na dowód wyemitowano wideo.
30 marca szef libijskiego MSZ Musa Kusa w proteście przeciw atakom wojsk al-Kaddafiego na ludność cywilną uciekł do Londynu, by uzyskać azyl polityczny. Początkowo Libia informowała, że wyruszył w podróż dyplomatyczną. Dzień później do Tunezji uciekło kilku wysokich urzędników: szef wywiadu Abuzeid Dorda, rzecznik parlamentu Mohamed Abdul Quasim i dyplomata ds. kontaktów z Europą Abdelati al-Obaidi. Natomiast prezes Narodowej Libijskiej Korporacji Naftowej, Shokri Ghanem, zdementował informacje o swojej ucieczce z kraju.
1 kwietnia libijski rząd odrzucił warunki zawieszenia broni zaproponowane przez powstańców, którzy żądali, by siły al-Kaddafiego wycofały się z kontrolowanych miast. 4 kwietnia libijska misja dyplomatyczna prowadziła rozmowy z rządem Malty ws. pomocy tego kraju w negocjacjach z państwami zachodnimi i powstańcami. Następnego dnia Rząd al-Kaddafiego wyraził gotowość rozmów z powstańcami o przyszłości kraju, wykluczył jednak negocjowanie odejścia samego al-Kaddafiego, tłumacząc, że tylko całość społeczeństwa może w tej kwestii podjąć decyzję.
9 kwietnia al-Kaddafi wystąpił publicznie w trypolitańskiej szkole.
20 kwietnia libijskie władze zapowiedziały przeprowadzenie wyborów pod nadzorem ONZ w ciągu 6 miesięcy, jeśli NATO zakończy naloty.
26 kwietnia rząd al-Kaddafiego poprosił Rosję o zwołanie nadzwyczajnego posiedzenia Rady Bezpieczeństwa ONZ w związku z napaścią państw zachodnich na jej terytorium, czego Rosja dwa dni później odmówiła.
30 kwietnia Mu’ammar al-Kaddafi zaapelował do krajów NATO o podjęcie rokowań, które zakończyłyby ataki lotnicze na Libię. Zadeklarował gotowość do zawieszenia broni. Zapowiedział jednocześnie, że nie opuści kraju. Późnym wieczorem tego dnia doszło do nalotu bombowego na Trypolis, zginął młodszy syn Mu’ammara al-Kaddafiego, Sajf al-Arab oraz trzech jego wnuków. Początkowo pojawiały się spekulacje, iż w bombardowaniu zginął sam Mu’ammar al-Kaddafi. Tak na przykład włoskie media zasugerowały, że w nalocie na centrum dowodzenia zginął nie Sajf-al Arab al-Kaddafi, ale Mu’ammar al-Kaddafi, który od czasu tego nalotu nie pojawił się publicznie. NATO poinformowało, że nie jest w stanie określić miejsca pobytu al-Kaddafiego, przedstawiciele organizacji poinformowali także, że los al-Kaddafiego ich nie dotyczy, ponieważ celem operacji libijskiej nie była eliminacja al-Kaddafiego, a obrona ludności cywilnej. 11 maja telewizja rządowa wyemitowała przemówienie al-Kaddafiego, co przerwała wszelkie spekulacje o jego domniemanej śmierci. Al-Kaddafi 13 maja wystąpił w klipie audio, co definitywnie przekreśliło pogłoski, iż zginął, bądź został ciężko ranny w bombardowaniu pod koniec kwietnia. Powiedział, że przebywa w miejscu, w którym nie zagrażają mu działania jego przeciwników.
4 maja główny oskarżyciel Międzynarodowego Trybunału Karnego, Luis Moreno-Ocampo zapowiedział, że przygotowuje trzy nakazy aresztowania dla osób odpowiedzialnych za krwawe tłumienie protestów demokratycznych w Libii w lutym 2011. 16 maja Prokurator Międzynarodowego Trybunału Karnego Luis Moreno-Ocampo wystąpił z wnioskiem o wydanie nakazu aresztowania Mu’ammara al-Kaddafiego, Sajfa al-Islama al-Kaddafiego, których oskarżył o zbrodnie przeciwko ludzkości, i szefa wywiadu Abdullaha al-Senussiego, którego oskarżył o brutalne tłumienie pokojowych demonstracji.
17 maja rząd al-Kaddafiego zdementował informacje podane przez władze powstańcze, jakoby minister ds. ropy naftowej Szukri Ghanem zbiegł do Tunezji. 24 maja okazało się wbrew doniesieniom, że szef państwowej firmy naftowej NOC Szukru Ganem nie porzucił służby u al-Kaddafiego, ale wyjechał za granicę z misją rządową, mającą na celu utrzymanie kontaktu z zachodnimi firmami naftowymi.
Pod koniec maja stu dwudziestu oficerów armii libijskiej zdezerterowało i uciekło do Rzymu. Jeden z nich, gen. Melud Masud Halasa, powiedział, że skuteczność sił rządowych w porównaniu ze stanem sprzed wybuchu wojny wynosiło wówczas zaledwie 20%, a przy al-Kaddafim pozostało co najwyżej 10 generałów.
Podczas zgromadzenia Międzynarodowej Organizacji Pracy w Genewie, które odbyło się 7 czerwca, libijski minister pracy Al Amin Manfur wypowiedział posłuszeństwo al-Kaddafiemu i udzielił poparcia rebeliantom. W tym czasie w libijskiej państwowej telewizji wyemitowano nagranie audio z głosem Mu’ammara al-Kaddafiego. Pokonamy naszych wrogów, zostaliśmy zmuszeni do tej walki. Nigdy nie zwyciężycie naszego narodu, nigdy się nie poddamy – grzmiał libijski przywódca. Były lojalista al-Kaddafiego powiedział, że libijski przywódca, by utrzymać się u władzy sprzedaje ropę naftową na czarnym rynku. Manfur powiedział, że al-Kaddafiego wspierają ci, którzy mają finansowe interesy w utrzymaniu się dyktatora u władzy w Trypolisie.
Prokurator Międzynarodowego Trybunału Karnego (MTK) Luis Moreno-Ocampo oskarżył 9 czerwca, iż rząd libijski dopuścił się popełnienia dwóch przestępstw przeciwko ludzkości – morderstw i prześladowań na masową skalę. Al-Kaddafi miał rozkazać swoim żołnierzom w ramach walki z rebeliantami gwałcenie kobiet. W ten sposób miała dokonać się kara na kobietach przyłączających się do ruchu oporu i zasiać strach w szeregach rebeliantów. Według prokuratora dyktator zlecił rozdawanie żołnierzom viagry na wzmocnienie popędu seksualnego.
12 czerwca libijska telewizja wyemitowała video z Mu’ammarem al-Kaddafim, grającym w szachy z szefem Międzynarodowej Federacji Szachowej (FIDE) Kirsanem Ilumżynowem. Informatorzy z Londynu podali dzień później, że jeden z najbliższych współpracowników Mu’ammara al-Kaddafiego, Sassi Garad uciekł z Libii przez Tunezję do Wielkiej Brytanii. Tymczasem rzecznik rządu libijskiego Musa Ibrahim oświadczył, że rząd odrzuca wszelkie propozycje dot. ustąpienia al-Kaddafiego. Była to odpowiedź na ofertę azylu wystosowaną przez rząd turecki.
27 czerwca Międzynarodowy Trybunał Karny (MTK) w Hadze wydał nakaz aresztowania Mu’ammara al-Kaddafiego oraz jego współpracowników: syna al-Kaddafiego Sajfa al-Islama oraz szefa libijskiego wywiadu Abdullaha al-Senussiego. Wniosek o aresztowanie Libijczyków za podejrzenie o popełnienie zbrodni przeciwko ludzkości złożył w maju główny prokurator trybunału Luis Moreno-Ocampo. Al-Kaddafi i jego syn byli odpowiedzialni za opracowanie i realizowanie planu tłumienia antyrządowych protestów, natomiast Senussi wykorzystał swoje stanowisko służbowe, by wydawać rozkazy atakowania uczestników protestów. Al-Kaddafi był drugim w historii głową państwa, na którym ciążył nakazu aresztowania. Pierwszym z nich był Umar al-Baszir, prezydent Sudanu, który nakaz aresztowania otrzymał w marcu 2009, jednak do jego zatrzymania nie doszło do momentu decyzji ws. al-Kaddafiego. Rząd libijski natychmiast odrzucił nakaz aresztowania. Rząd powiedział, że al-Kaddafi i jego syn nie piastują, żadnych oficjalnych stanowisk w rządzie libijskim, więc nakaz MTK mija się z celem i nie ma nic z nimi wspólnego.
4 lipca rzecznik libijskiego rządu Musa Ibrahim powiedział, że w Europie trwały rozmowy między stronami konfliktu. Rozmowy odbyły się w Egipcie, Norwegii i we Włoszech. To pierwsza deklaracja podczas wojny domowej, że prowadzone były pertraktacje pokojowe. Ponadto lider rebeliantów Mustafa Abdel Dżalil, powiedział dzień wcześniej, że Mu’ammar al-Kaddafi mógłby pozostać w kraju, ale pod warunkiem, że ustąpi i zgodzi się na międzynarodowy nadzór.
8 lipca podczas przemowy w mieście Sabha, Mu’ammar al-Kaddafi zagroził atakami na Europę. Powiedział, że NATO będzie żałowało interwencji w Libii. Dodał, że należy wyzwolić historyczne krainy arabskie takie jak Wyspy Kanaryjskie, Sycylia czy południowohiszpańska Andaluzja. 11 lipca Sajf al-Islam al-Kaddafi powiedział, że rząd libijski toczy negocjacje z Francją. Paryż zaprzeczył tym informacjom.
13 lipca państwowa libijska agencja prasowa JANA wystosowała apel do Libijczyków, by wstępowali do służby w policji. Policjantów brakowało w miastach kontrolowanych przez al-Kaddafiego takich jak: Trypolis, Gharijan, Bani Walid, Sleitan, Al-Chums, Surman, Al-Sawija, Sebrata i Sebha.
14 lipca Michaił Margiełow, rosyjski wysłannik do Libii, powiedział, że w razie podejścia rebeliantów pod Trypolis, al-Kaddafi może wysadzić miasto w powietrze. Miał mu to powiedzieć premier libijski. Z kolei generał Charles Bouchard powiedział, że al-Kaddafi rozkazał swym oddziałom przy wycofywaniu się wysadzać w powietrze rafinerie.
Musa Ibrahim, rzecznik rządu Mu’ammara al-Kaddafiego, potwierdził 18 lipca, iż prowadzono rozmowy z władzami USA w celu poprawy stosunków dwustronnych. USA potwierdziło, że takie spotkanie miało miejsce.
14 sierpnia Mu’ammar al-Kaddafi wezwał swych zwolenników do walki i uwolnienia kraju od zdrajców i NATO. Dzień później libijski minister spraw wewnętrznych Nasr al-Mabrouk Abdullah uciekł wraz z rodziną do Kairu. 19 sierpnia były premier Libii (1972−1977) Abdessalam Jalloud uciekł do kontrolowanego przez powstańców Az-Zintanu. W czasie bitwy o Trypolis, premier Al-Baghdadi Ali al-Mahmudi uciekł do Tunezji.
Za atę obalenia rządu Mu’ammara al-Kaddafigo uznaje się 23 sierpnia 2011, kiedy powstańcy zajęli rządowe budynki Bab al-Azizija. Wówczas de facto rządy objęła Rada Narodowa Tymczasowa.
W libijskim radiu 24 sierpnia nadano nagranie, w którym Mu’ammar al-Kaddafi wezwał do oczyszczenia Trypolisu z rebeliantów. Wszyscy Libijczycy obecni w Trypolisie, młodzi mężczyźni, członkowie plemion i kobiety muszą przeczesać Trypolis w poszukiwaniu zdrajców – powiedział poszukiwany dyktator, który twierdził, że w czasie walk w ukryciu podróżował po Trypolisie. Tego samego dnia zastępca szefa libijskiego wywiadu Chalifah Mohammed Ali zadeklarował przejście do obozu powstańców.
28 sierpnia rzecznik al-Kaddafiego poinformował o gotowości dyktatora do rozmów o przekazaniu władzy, negocjacje miałyby być prowadzone przez syna al-Kaddafiego, As-Sa’adiego. Ofertę odrzucili powstańcy, którzy zażądali wcześniejszego poddania się al-Kaddafiego. Tego samego dnia włoska agencja Ansa podała za libijskimi źródłami dyplomatycznymi, że Mu’ammar al-Kaddafi znajdował się w mieście Bani Walid razem z synami As-Sa’adim i Saifem al-Islamem. Tymczasem Chamis zginął w walkach pod Bani Walid. Algierskie MSZ poinformowało, że żona al-Kaddafiego Safia z dziećmi Muhammadem, Hannibalem i Aiszą przylecieli tego dnia do Algierii. Rząd powstańczy uznał udzielanie schronienia rodzinie al-Kaddafiego za akt agresji ze strony Algierii.
31 sierpnia As-Sa’adi al-Kaddafi zadzwonił do Abdela Hakima Belhaja, dowódcy rebeliantów w Trypolisie, by negocjować warunki kapitulacji. Zdaniem powstańców, synowi al-Kaddafiemu nie grozi żadna krzywda, jednak zostanie postawiony przed sądem. Tymczasem 1 września Mu’ammar al-Kaddafi zapowiedział, że będzie walczył do końca i się nie podda. Walka będzie długa, a Libia stanie w płomieniach. Nie poddamy się. Nie jesteśmy kobietami. Będziemy walczyć. Ponadto ostrzegł, że plemiona broniące Syrte i Bani Walid są uzbrojone. Powiedział też, że NATO zmierza do okupacji Libii, by ukraść jej ropę naftową. Przemowę al-Kaddafiego cytowano w syryjskiej stacji Arrai. Według rebeliantów pułkownika al-Kaddafiego chroniły plemiona Warfalla w Bani Walid.
1 września obalony premier Al-Baghdadi Ali al-Mahmudi ogłosił poparcie dla nowych władz
5 września konwój 200-250 libijskich pojazdów z oficerami i żołnierzami armii al-Kaddafiego, przewożących złoto oraz pieniądze, opuścił kraj i wjechał do Nigru, udając się do miasta Agadez. Wśród podróżujących był szef sił bezpieczeństwa al-Kaddafiego, Mansour Dhao. 9 września dowódca stacjonujących na południu kraju oddziałów al-Kaddafiego Ali Kana, dowódca libijskiego lotnictwa reżimowego gen. Ali Szarif al-Rifi i grupa 13 prominentów dawnego rządu dotarli do Agadez w Nigrze, a gen. Chuildi Hamidi, jeden z najbliższych współpracowników al-Kaddafiego, został zatrzymany w Tunezji przy próbie opuszczenia tego kraju. 11 września nigerski minister sprawiedliwości Marou Adamou poinformował, że As-Sa’adi al-Kaddafi z grupą kilku Libijczyków zbiegł do Nigru. Jego konwój był eskortowany przez nigerskie wojsko na trasie do Agadezu. 13 września wieczorem As-Sa’adi al-Kaddafi przybył do stolicy Nigru Niameyu. Po przewiezieniu go z Agadezu do stolicy na pokładzie samolotu transportowego C-130 nigerskiej armii, znalazł się pod strażą służb bezpieczeństwa. Zwrócił się on, podobnie jak trzech generałów, którzy także uciekli do Nigru, o azyl polityczny.
8 września 2011 obalony oficjalny szef państwa Muhammad Abu al-Kasim az-Zuwajj został osadzony w areszcie domowym w Trypolisie przez siły Narodowej Rady Tymczasowej. 21 września Al-Baghdadi Ali al-Mahmudi został zatrzymany w Tunezji i skazany na 6 miesięcy więzienia na nielegalne przekroczenie granicy.
12 września w pisemnym oświadczeniu odczytanym w syryjskiej telewizji Arrai al-Kaddafi wezwał swoich zwolenników do walki aż do zwycięstwa. 20 września Mu’ammar al-Kaddafi w nagraniu audio na łamach telewizji Arrai TV bronił swoich rządów i zapowiedział, że NATO nie będzie w stanie kontynuować swej operacji.
5 października były premier w rządzie al-Kaddafiego Al-Bagdadi Ali al-Mahmudi stwierdził, że al-Kaddafi będzie do końca zwalczać nowe władze. Zadeklarował także gotowość współpracy z NRT pod warunkiem wycofania wniosku o ekstradycję, który wysłano za nim do Tunezji, twierdząc, że nie miał udziału w działaniach militarnych poprzednich władz.
W ostatnim nagraniu audio wyemitowanym 6 października, al-Kaddafi ostrzegł przywódców innych krajów przed możliwą agresją mocarstw na ich państwa oraz wezwał Libijczyków do wyjścia na ulice i pokojowych demonstracji przeciwko nowym władzom, które określił jako niedemokratyczne i represyjne.

### Stanowisko Narodowej Rady Libijskiej
26 lutego były minister sprawiedliwości Mustafa Muhammad Abd al-Dżalil rozpoczął tworzenie rządu tymczasowego w Bengazi. Powiedział, że al-Kaddafi odpowiada za zbrodnie w kraju. Powołano Narodową Radę Tymczasową.
27 lutego rebelianci odrzucili oferty pomocy wojskowej ze strony USA i krajów europejskich i wydali ostrzeżenie, że będą walczyć z interwentami, jeśli wkroczą na terytorium Libii.
Narodowa Rada Libijska ogłosiła się w 5 marca jedynym rządem Libii i wyznaczyła trzyosobowy komitet kierowniczy z przewodniczącym Mahmudem Dżibrilem. Głównodowodzącym sił zbrojnych powstania został Omar Hariri, weteran przewrotu z 1969, później więzień polityczny. Kierownictwo nad dyplomacją objął Ali Essawi, który w lutym ustąpił ze stanowiska ambasadora w Indiach.
8 marca przed godz. 14:00 czasu libijskiego szef Narodowego Rządu Tymczasowego, Mustafa Muhammad Abd al-Dżalil, dał 72 godziny al-Kaddafiemu na ustąpienie i wezwał reżim do zaprzestania bombardowania z powietrza. Jeden z liderów rebelii, gen. Mohamed Abdelrahim, zaapelował 14 marca do areny międzynarodowej o dostawy amunicji. Ponadto poinformował, że dotychczas zginęło ponad 6 tys. osób, a blisko 14 tys. zostało rannych. 15 marca Rada Tymczasowa powołała byłego ministra spraw wewnętrznych Abdela Fattaha Younesa al Abidi na głównodowodzącego sił zbrojnych powstania.
21 marca jeden z przywódców powstańców, Hafiz Ghoga, skrytykował przewodniczącego Ligi Państw Arabskich za potępienie bombardowań w Libii. Liga Państw Arabskich potępiła interwencje dzień wcześniej. 22 marca w Tobruku, rebelianci spotkali się z przedstawicielami ONZ, z którymi omawiali sytuację humanitarną.
23 marca Narodowa Rada Tymczasowa powołała Mahmuda Dżebrila na premiera rządu tymczasowego i wyznaczyła ministrów. 24 marca Rząd Tymczasowy w Bengazi poinformował, że ma otrzymać od Wielkiej Brytanii pożyczkę w wysokości 1,1 mld dolarów. 25 marca po piątkowych modłach przed siedzibą Narodowej Rady Tymczasowej w Bengazi tysiące ludzi demonstrowało, wyrażając wdzięczność państwom koalicji za pomoc zbrojną. Wśród tłumu wiele było flag francuskich, brytyjskich i amerykańskich.
Minister gospodarki, finansów i ropy w rządzie tymczasowym Ali Tarhuni poinformował 27 marca, że Katar zgodził się sprzedawać ropę naftową ze złóż kontrolowanych przez powstańców. Planowane wydobycie ropy na obszarze kontrolowanym przez powstańców wynosić miało 300 tys. baryłek dziennie, a przed powstaniem cała Libia wydobywała 1,5 miliona.
29 marca USA wyznaczyły łącznika przy Narodowej Radzie Tymczasowej, a Francja zapowiedziała wysłanie do Bengazi ambasadora. 6 kwietnia powstańcy poinformowali natomiast, że otrzymywali lekką broń od niesprecyzowanej grupy państw. 9 kwietnia powstańcy oświadczyli, że odrzucili z góry wszelkie warianty zawieszenia broni, które zakładały pozostanie u władzy al-Kaddafiego lub jego synów.
19 kwietnia rebelianci oficjalnie poprosili siły zachodnie o interwencję lądową ze względu na krytyczna sytuację humanitarną w Misracie. Jednak sojusz był przeciwny przeprowadzeniu lądowej operacji.
24 kwietnia przywódca Narodowej Rady Tymczasowej Mustafa Muhammad Abd al-Dżalil oświadczył, że rebelianci otrzymali broń od bliżej niesprecyzowanych sojuszników.
28 kwietnia przebywający z wizytą w Brukseli głównodowodzący wojsk powstańczych Abd al-Fatah Junis zwrócił się państw zachodnich o dostarczenie siłom powstańczym śmigłowców i pocisków przeciwpancernych oraz ostrzegł przed możliwością użycia przez al-Kaddafiego broni chemicznej.
Na wieść o śmierci Usamy ibn Ladina w Pakistanie, rebelianci zasugerowali aliantom, że Mu’ammar al-Kaddafi również powinien zostać zabity.
12 maja powstańcze władze w Bengazi powołały piętnastu ministrów tymczasowego rządu, określanego jako biuro wykonawcze z przewodniczącym Mahmudem Dżebrilem.
W dniach 28-29 maja w Turcji odbyła się konferencja, podczas której 100 członków libijskiej społeczności i ludów plemiennych klanu Warfalla udzieliło poparcia członkom opozycji i debatowało nad taktyką militarną.
4 lipca rzecznik libijskiego rządu Musa Ibrahim powiedział, że w Europie trwały rozmowy między stronami konfliktu. Rozmowy odbyły się w Egipcie, Norwegii i we Włoszech. To pierwsza deklaracja podczas wojny domowej, że prowadzone były pertraktacje pokojowe. Ponadto lider rebeliantów Mustafa Abdel Dżalil, powiedział dzień wcześniej, że Mu’ammar al-Kaddafi mógłby pozostać w kraju, ale pod warunkiem, że ustąpi i zgodzi się na międzynarodowy nadzór.
28 lipca 2011 w niejasnych okolicznościach w Bengazi zginął dowódca wojsk rebelianckich Abd al-Fattah Junus. Generał został aresztowany i wezwany na przesłuchanie w związku z niezdobyciem miasta Marsa al-Burajka. Padły oskarżenia, że prowadził potajemne rozmowy z rządem w Trypolisie i dlatego został zabity przez swoich ludzi. Po śmierci generała Abdula Fataha Junisa, Sulajman Mahmud został mianowany tymczasowym naczelnym dowódcą Libijskiej Armii Ludowej.
8 sierpnia przewodniczący Narodowej Rady Tymczasowej Mustafa Muhammad Abd al-Dżalil zdymisjonował rząd powstańczy. Wśród zdymisjonowanych członków rządu byli ministrowie obrony, finansów spraw wewnętrznych i sprawiedliwości. Dymisje związane były z narastającymi nieporozumieniami w rządzie po morderstwie generała Junisa. Tego samego dnia rebelianci poinformowali o utworzeniu specjalnych służb bezpieczeństwa, którzy za zadanie mieli bronić instalacji naftowych w Cyrenajce.

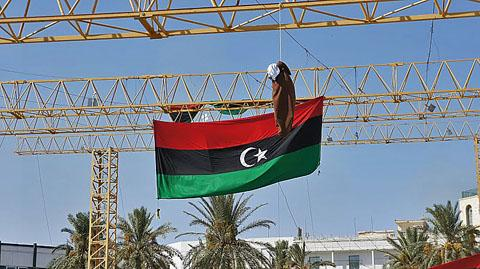
Powstańcza flaga wywieszona w Trypolisie po jego zajęciu

23 sierpnia Narodowa Rada Tymczasowa przejęła de facto rządy w Libii, po zajęciu kompleksu budynków rządowych Bab al-Azizija. Ponadto zapowiedziano przeniesienie siedziby do Trypolisu w ciągu dwóch dni. Poseł Narodowej Rady Tymczasowej poinformował 24 sierpnia, że Rada zaplanowała rozwiązać się w ciągu ośmiu miesięcy, po wyborach do 200-osobowego Zgromadzenia Narodowego, które przygotuje konstytucję. Po przyjęciu konstytucji zaplanowano wybory parlamentarne i prezydenckie. Narodowa Rada Tymczasowa przeniosła oficjalnie swoją siedzibę z Bengazi do Trypolisu 26 sierpnia
24 sierpnia anonimowy biznesmen z Bengazi zaoferował nagrodę w wysokości 1,3 miliona dolarów za ujęcie dyktatora. Później milion dolarów za głowę al-Kaddafiego zaoferował przewodniczący Tymczasowej Narodowej Rady Libijskiej Mustafa Dżalil. Kolejnego dnia nagrodę podbito do ceny 1,7 mln dolarów.
2 września władze powstańcze poinformowały o przeprowadzenie wyborów parlamentarnych w ciągu ośmiu miesięcy oraz wyborów prezydenckich w ciągu 20 miesięcy.
Władze rebelianckie ogłosiły 4 września, iż po zdemobilizowaniu uczestników walczących podczas wojny domowej, dla 3000 bojowników znajdzie się praca w policji, a inne formacje wojskowe zostaną włączone do ujednoliconej i zorganizowanej struktury, aby nie funkcjonowały na zasadzie niezależnej armii czy policji.
11 września powstańcy aresztowali Abu Zajda Umara Durdę, szefa służby wywiadowczej w rządzie al-Kaddafiego.
16 września Rządy Narodowej Rady Tymczasowej zostały oficjalnie uznane przez ONZ.

## Reakcje międzynarodowe

### Pierwsze stanowiska rządów i organizacji
21 lutego w rozmowie telefonicznej z Mu’ammarem al-Kaddafim sekretarz generalny ONZ Ban Ki-moon wezwał do zaprzestania stosowania przemocy przez obie strony, władze zaś do podjęcia dialogu ze społeczeństwem. 24 lutego ONZ, na znak protestu przeciw fali represji, odebrał córce al-Kaddafiego, Aiszy, tytuł Ambasadora Dobrej Woli ONZ. 27 lutego w nocy Rada Bezpieczeństwa ONZ jednogłośnie przyjęła rezolucję przewidującą zakaz sprzedaży Libii broni i materiałów mogących mieć zastosowanie wojskowe oraz określającą ataki na ludność cywilną za prawdopodobne zbrodnie przeciwko ludzkości.
22 lutego Libia została zawieszona w prawach członka Ligi Arabskiej. Tego samego dnia prezydent Peru Alan García Pérez w związku z wydarzeniami w Libii podjął decyzję o zerwaniu stosunków dyplomatycznych z tym krajem. Sekretarz stanu Stanów Zjednoczonych Hillary Clinton potępiła używanie przemocy wobec protestujących. Prezydent Barack Obama potępił przemoc i zapowiedział możliwość zastosowania sankcji wobec władz Libii. 25 lutego USA zawiesiły działalność swojej ambasady w Libii i ogłosiły plan wprowadzenia sankcji wobec rządu al-Kaddafiego. USA zamierzają poprzeć zawieszenie Libii w ONZ.
23 lutego prezydent Francji Nicolas Sarkozy zaproponował przyjęcie przez Unię Europejską sankcji przeciwko władzom Libii oraz zawieszenie stosunków gospodarczych i finansowych. Prezydent Iranu Mahmud Ahmadineżad potępił użycie przez libijskie władze siły i wezwał al-Kaddafiego do spełnienia żądań swojego narodu. Premier Wielkiej Brytanii David Cameron oświadczył, że oczekuje od Rady Bezpieczeństwa ONZ rezolucji na temat Libii i potępił stosowanie przemocy wobec demonstrantów. Premier Włoch Silvio Berlusconi zaapelował o powstrzymanie przemocy, a także podkreślił konieczność uważnego obserwowania sytuacji w regionie północnej Afryki w obliczu zagrożenia przez muzułmański fundamentalizm. Przewodniczący Senatu Włoch Renato Schifani wyraził solidarność z Libijczykami.
24 lutego wysoka przedstawiciel ds. zagranicznych i polityki bezpieczeństwa, wiceprzewodnicząca Komisji Europejskiej, Catherine Ashton, w oświadczeniu stwierdziła, że potępia wszelkie przypadki użycia siły i przemocy mające obecnie miejsce na terytorium Libii. Przewodniczący Parlamentu Europejskiego Jerzy Buzek stwierdził, że siłowe wystąpienie przeciw swoim obywatelom jest niczym więcej, jak przejawem nieludzkiej brutalności.
24 lutego Libia zażądała od Malty zwrotu dwóch myśliwców, którymi w poniedziałek na wyspę uciekli dwaj libijscy piloci odmawiający bombardowania protestujących. Obaj poprosili o azyl polityczny.
25 lutego Francja oraz Wielka Brytania zapowiedziały przygotowanie projektu rezolucji ONZ, nakładającej sankcje gospodarcze na Libię. Minister spraw zagranicznych Niemiec, Guido Westerwelle, zaproponował wprowadzenie zakazu przyjazdu Mu’ammara al-Kaddafiego do krajów Unii Europejskiej. Zażądał on również nałożenia embarga na eksport broni do Libii. Tego samego dnia Międzynarodowy Komitet Czerwonego Krzyża uruchomił dla Libii pomoc humanitarną (ponad 6 mln dolarów) przeznaczoną na towary największej potrzeby (żywność i środki medyczne).
26 lutego Rada Bezpieczeństwa ONZ uchwaliła rezolucję nr 1970. Potępiono w niej stosowanie siły przez Mu’ammara al-Kaddafiego wobec protestujących i wprowadzono szereg międzynarodowych sankcji, takich jak embargo na handel bronią, zamrożenie środków finansowych i zasobów gospodarczych osób związanych z reżimem czy wprowadzenie restrykcji wjazdowych. Minister obrony Włoch Ignazio La Russa oświadczył, że włosko-libijski traktat o walce z nielegalną imigracją, zawarty w 2008 przez premiera Silvio Berlusconiego i Mu’ammara al-Kaddafiego, już nie obowiązuje.
27 lutego minister spraw zagranicznych Rosji Siergiej Ławrow, potępił rano użycie siły wobec protestujących ludzi. Wezwał Libię do poszanowania praw człowieka oraz bezwzględnego zapewnienia bezpieczeństwa swoim obywatelom i obcokrajowcom. Brytyjski minister spraw zagranicznych William Hague wydał dokument pozbawiający immunitetu dyplomatycznego Mu’ammara al-Kaddafiego i jego synów na terenie Zjednoczonego Królestwa.
28 lutego Unia Europejska uzgodniła sankcje wobec Libii, obejmują one embargo na broń oraz inny sprzęt, a także zamrożenie aktywów i restrykcje wizowe wobec przywódcy Libii Mu’ammara al-Kaddafiego i osób z jego otoczenia.
28 lutego Sztokholmski Międzynarodowy Instytut Badań nad Pokojem poinformował o mającej miejsce w lutym komunikacji lotniczej pomiędzy Libią i Białorusią, sugerując, że mogło chodzić o transfer majątku ruchomego al-Kaddafiego na Białoruś i dostawy broni do Libii. Instytut wskazał też Białoruś jako cel ewentualnej ucieczki al-Kaddafiego. Białoruś zaprzeczyła wszelkim doniesieniom na temat nielegalnego transportu broni do Libii. Al-Kaddafi twierdzi, że broń otrzymywał legalnie od sojuszników w wojnie z terrorem, a teraz został opuszczony. Al-Kaddafi był doceniany za represjonowanie Al-Ka’idy w ujawnionej depeszy amerykańskiej dyplomacji i chwalony ponad innych dyktatorów za staranne zwalczanie walecznego islamu. Dżihad przeciw al-Kaddafiemu oswobodził Bengazi, a Francuzi obiecali wysłać dwa samoloty z pomocą rebeliantom.
1 marca Zgromadzenie Ogólne ONZ zawiesiło członkostwo Libii w Radzie Praw Człowieka. Miało to związek z użyciem siły przez reżim al-Kaddafiego. 2 marca dyrektor generalny MKCK przypomniał biorącym udział w konflikcie, że trzeba umożliwić pracownikom służby zdrowia bezpieczne wykonywanie swojej pracy.
1 marca po południu Malta odmówiła oddania rządowi al-Kaddafiego dwóch myśliwców Mirage, których piloci uciekli z Libii, odmawiając strzelania do cywilów.
6 marca papież Benedykt XVI zaapelował o powstrzymanie przemocy przez wojska al-Kaddafiego i pomoc humanitarną dla Libii. 27 marca papież ponownie wezwał do pokojowego rozwiązania konfliktu. 15 maja papież zaapelował o pokój w Libii i Syrii.
Parlament Kuwejtu wezwał 9 marca pozostałe kraje arabskie do uznania Rady Tymczasowej za jedyną reprezentację narodu libijskiego. Rada Tymczasowa zaapelowała do Unii Europejskie o uznanie jej za jedyny rząd libijski i wprowadzenia strefy zakazu lotów.

### Poparcie dla al-Kaddafiego
15 lutego z Baranowicz, gdzie znajduje się duży magazyn broni na Białorusi, przyleciał do Libii samolot transportowy Ił-76. Samolot wylądował na jednym z nielicznych kontrolowanych jeszcze przez siły al-Kaddafiego lotnisk w mieście Sabha, na pustyni w południowo-zachodniej części Libii.
22 lutego były kubański przywódca Fidel Castro ogłosił, że rewolucja w Libii jest próbą zbrojnego zajęcia tego kraju przez imperialistów z USA oraz zanegował doniesienia o zbrodniach al-Kaddafiego, nazywając je manipulacją wrogich mediów.
Prezydent Nikaragui Daniel Ortega na wiecu w stolicy tego kraju ogłosił, że w rozmowie telefonicznej z al-Kaddafim udzielił mu poparcia.
Szef MSZ Nicolás Maduro wyraził nadzieję na pokojowe rozwiązanie konfliktu w Libii bez ingerencji amerykańskiego imperializmu. Prezydent Wenezueli Hugo Chávez powiedział, że popiera rząd Libii.
W armii najemników al-Kaddafiego znaleźli się piloci z Algierii i Syrii. 27 lutego poinformowano, że prezydent Zimbabwe Robert Mugabe wysłał do Libii grupę żołnierzy w poparciu dla al-Kaddafiego.
30 marca prezydent Ugandy Yoweri Museveni, powiedział, że przyjąłby Mu’ammara al-Kaddafiego, gdyby ten wystąpił o azyl polityczny.
24 czerwca Białoruś zdementowała wcześniejsze informacje Abdela Rahmana Szalgam, byłego ministra spraw zagranicznych Libii, jakoby al-Kaddafi negocjował udzielenie azylu politycznego.
24 sierpnia rząd Nikaragui ogłosił, iż udzieli azylu politycznego Mu’ammarowi al-Kaddafiemu, jeśli ten tylko o niego poprosi. Prezydent tego kraju, Daniel Ortega, był bliskim przyjacielem al-Kaddafiego.
We wrześniu szereg ważnych współpracowników schroniło się w Nigrze. 11 września premier Gwinei Bissau Carlos Gomes Júnior zaoferował al-Kaddafiemu azyl polityczny w swoim kraju. Jednak 16 września prezydent Gwinei Bissau Malam Bacai Sanhá zaprzeczył słowom premiera Gomesa o możliwości udzielenia azylu Mu’ammarowi al-Kaddafiemu i wyraził gotowość do kontaktów z nowym rządem Libii.

### Relacje z rebeliantami
Rano 4 marca w Bengazi, siedzibie Narodowej Rady Tymczasowej wylądował helikopter z brytyjskim dyplomatą i sześcioma żołnierzami z elitarnej jednostki SAS. Niskiej rangi dyplomata przybył do opozycjonistów w Bengazi celem nawiązania stosunków dwustronnych. Brytyjczyków rebelianci przewieźli do Bengazi i uwięzili na terenie dawnej bazy wojskowej. 6 marca Brytyjczycy zostali uwolnieni, ale ich broń skonfiskowano. Libię opuścili na pokładzie HMS „Cumberland”.
7 marca The Indepedent podał, że Stany Zjednoczone zwróciły się do Arabii Saudyjskiej, czy nie mogłaby dostarczać broni rebeliantom. Dzień później Pentagon zaprzeczył tym doniesieniom, powołując się na rezolucję nr 1970, która mówi o embargu zarówno dla rządu, jak i dla rebeliantów.
Oficjalnego wsparcia militarnego rebeliantom udzielił Egipt oraz Katar. Do Libii wysłano elitarną jednostkę Unit 777. Na terenie Libii rzekomo mieli operować ochotnicy z Tunezji.

● Państwa formalnie uznające Narodową Radę Tymczasową za legalne władze Libii
● Państwa utrzymujące nieformalnie stosunki z Narodową Radą Tymczasową (chronologia uznawania międzynarodowego jest dostępna w haśle Narodowa Rada Tymczasowa)

12 marca w Kairze Liga Arabska poparła ustanowienie strefy zakazu lotów nad Libią i nawiązanie kontaktu z Narodową Radą Tymczasową.
Nocą 31 marca do rebeliantów dotarł przez granicę z Egiptem transport wyrzutni rakiet produkcji rosyjskiej. Na początku kwietnia Al-Arabijja doniosła, iż rebelianci na wschodzie Libii byli szkoleni przez Amerykanów i Egipcjan.
22 kwietnia do Bengazi przyleciał senator John McCain, jeden z głównych zwolenników interwencji w Libii, którego celem wizyty było spotkanie z przedstawicielami Narodowej Rady Libijskiej. Barack Obama dał pozwolenie na użycie samolotów bezzałogowych w operacji nad Libią.
26 kwietnia NATO zdecydowało o wysłaniu przedstawiciela do Bengazi. 7 maja Włochy zaprzeczyły informacjom Narodowej Rady Tymczasowej, jakoby zawarto umowę dwustronną o dostawie broni.
11 maja minister spraw zagranicznych Polski, Radosław Sikorski, przyleciał z wizytą do Bengazi. Był to pierwszy tak wysoki rangą urzędnik zachodniego państwa, który przybył do powstańczej stolicy. Sikorski obiecał rządowi w Bengazi pomoc Polski w zakresie szkolenia urzędników.
14 maja odpowiednik ministra spraw zagranicznych w rządzie rebeliantów Mahmoud Jibril spotkał się w Paryżu z Nicolasem Sarkozym.
15 maja swoje biuro w Bengazi otworzyła Unia Europejska. 22 maja Unia Europejska nawiązała formalne stosunki dyplomatyczne z libijskimi powstańcami i otworzyła przedstawicielstwo w Bengazi. Do stołecznego miasta libijskich rebeliantów przybyła szefowa unijnej dyplomacji Catherine Ashton, która otwarła przedstawicielstwo demokratyczne. Unia Europejska zapewniła, iż wspiera demokratyczne przemiany w Libii.
23 maja do Bengazi przybył zastępca sekretarz stanu USA ds. Bliskiego Wschodu Jeffrey Feltman. Departament Stanu określił wizytę jako poparcie dla władz powstańczych, będących prawowitym i wiarygodnym reprezentantem narodu libijskiego.
Na początku czerwca z przywódcą Narodowej Rady Libijskiej Mustafą Muhammadem Abd ad-Dżalilem rozmawiał z chińskim ambasadorem w Katarze. To pierwszy kontakt dyplomatyczny Chin z libijskimi rebeliantami.
Włochy obiecały przekazać rebeliantom 400 mln dolarów euro pomocy w postaci gotówki i paliwa. Tymczasem rebelianci powiedzieli, że potrzebują trzech mld na wynagrodzenia dla bojowników oraz wyżywienia na kolejne cztery miesiące. Wobec bierności w wypłacaniu obiecanych funduszy 20 czerwca opozycjoniści libijscy wystosowali apel do międzynarodowych donatorów o spełnienie obietnic.
22 sierpnia Polska Agencja Prasowa poinformowała, że rząd Polski wiosną 2011 dostarczył broń dla powstańców w Libii, ale Ministerstwo Obrony Narodowej zdecydowanie zaprzeczyło tym doniesieniom.

### Ewakuacje
22 lutego drogą lotniczą ewakuowano 1500 Włochów. Chile, Stany Zjednoczone, Niemcy, Hiszpania, Australia, Grecja, Portugalia, Niemcy, Francja, Austria, Włochy, Francja, Serbia, Holandia, Turcja, Peru, Polska, Chiny, Sri Lanka, Nepal, Bangladesz i Grecji rozpoczęły ewakuację swoich obywateli z Libii 23 lutego.
24 lutego zawinął do portu Bengazi i rozpoczął ewakuować brytyjskich obywateli. Po zabójstwie dwóch obywateli Indii rozpoczęła się ewakuacja 18 tys. obywateli tego kraju za pomocą okrętu INS Jalashwa. Ludzi przewożono na Maltę.
Ponadto różne firmy ewakuowały swoich pracowników z Libii. BP ewakuował około 40 pracowników z Libii, przez co zawiesił wydobycia ropy naftowej na lądzie. Także norweski Statoil ewakuował swój personel i zamknął biuro w Trypolisie. Shell poinformował, że zakończył wycofywanie swoich pracowników 22 lutego. Ewakuowano pracowników PGNiG, OMV, Eni, Total, Wintershall, Gazpromu, Suncor, Pertamina, Odebrecht, Siemens, FLSmidth i rosyjskich kolei.
3 marca trzech holenderskich żołnierzy zostało zatrzymanych przez żołnierzy wiernych al-Kaddafiemu w Syrcie podczas ewakuacji cywilów. Holendrzy wpadli w ręce reżimowej armii zaraz po tym, jak ich helikopter wylądował w mieście. Żołnierze służą na fregacie Tromo, którą skierowano na wody w pobliżu libijskiego wybrzeża z Morza Arabskiego, gdzie walczyli z somalijskimi piratami. Resort obrony Holandii prowadził rozmowy dyplomatyczne w sprawie uwolnienia więźniów. Wojskowi zostali uwolnieni 11 marca.
3 kwietnia turecki prom ewakuował do Izmiru ok. 250 rannych powstańców z Misraty. Wobec braku zgody władz portu na wpłynięcie jednostka weszła do Misraty na polecenie tureckiego MSZ i pod osłoną samolotów F-16 oraz okrętów marynarki wojennej. Następnie statek skierował się do Bengazi, skąd zabrano kolejnych rannych.
15 kwietnia z oblężonej Misraty ewakuowano 1200 obywateli państw Afryki i Azji. Ponadto do miasta przywieziono 400 ton pomocy humanitarnej.
Do wielkich ewakuacji obcokrajowców doszło podczas II bitwy o Trypolis. Statek wynajęty do ewakuacji opuścił port w stolicy 25 sierpnia z 200 osobami na pokładzie. Wśród pasażerów są obywatele Filipin, Egiptu, Algierii, Kanady, Maroka, Włoch i Niemiec. Międzynarodowa Organizacja ds. Migracji (IOM) poinformowała, że z Trypolisu próbowali się wydostać tysiące cudzoziemców.

### Strefa zakazu lotów
Podczas prowadzenia militarnej operacji przez wojska al-Kaddafiego, arena międzynarodowa debatowała nad wprowadzeniem strefy zakazu lotów nad Libią i ewentualną interwencją wojskową. Po licznych negocjacjach 17 marca Rada Bezpieczeństwa uchwaliła Rezolucję nr 1973 zakazującą lotów nad Libią. Żadnego państwo nie było przeciw rezolucji, jednak 5 państw (Brazylia, Niemcy, Chiny, Indie oraz Rosja) wstrzymało się od głosu. Do przestrzegania i egzekwowania rezolucji zobowiązały się Francja, Wielka Brytania, Dania, Belgia i Kanada. W ten sposób otworzyła się droga do międzynarodowej interwencji militarnej.

### Interwencja ONZ i NATO

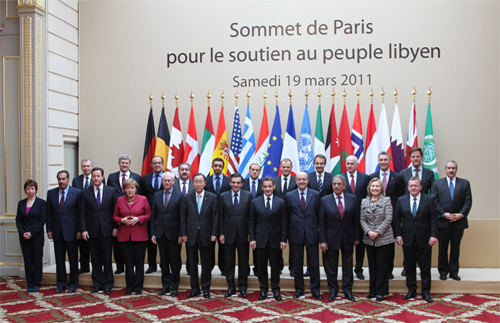
Konferencja podczas której podjęto decyzję o interwencji militarnej w Libii

19 marca na konferencji 18 państw z Europy, Afryki i Bliskiego Wschodu podpisało wspólną deklarację ws. interwencji wojskowej w Libii. Tego dnia po południu siły Francji, Wielkiej Brytanii i Stanów Zjednoczonych podjęło działania militarne przeciwko Libii.
24 marca osiągnięto porozumienie, na mocy którego odpowiedzialność za operację morską przejęło dzień później NATO. Wcześniej kraje ONZ interweniowały bez jednolitego dowództwa. Stany Zjednoczone prowadziły operację Świt Odysei, Francuzi operację Harmattan, Brytyjczycy Ellamy, natomiast Kanadyjczycy MOBILE. Reszta koalicji była pod dowództwem Amerykanów. 27 marca NATO przejęło całkowitą odpowiedzialność za nadzór na strefą zakazu lotów. Zainicjowana została tym samym operacja Unified Protector. Pełną odpowiedzialność za operacją morską i lotniczą NATO przejęło 31 marca o godz. 8:00.

### Krytyka akcji zbrojnej koalicji
19 marca Ministerstwo Spraw Zagranicznych Federacji Rosyjskiej oświadczyło, że z ubolewaniem przyjęto decyzję o akcji zbrojnej i wezwało do jak najszybszego przerwania ognia i przemocy w Libii. Chiny i Indie również wyraziły ubolewanie nad interwencją wojsk koalicji, natomiast Unia Afrykańska wezwała do natychmiastowego wstrzymania działań wojennych.
20 marca Liga Państw Arabskich skrytykowała atak koalicji i wezwała do nadzwyczajnego spotkania Ligi.
21 marca operację skrytykował premier Rosji Władimir Putin. Odmiennego zdania był prezydent tego kraju Dmitrij Miedwiediew.
22 marca Chiny kolejny raz wyraziły głębokie zaniepokojenie ofiarami cywilnymi bombardowań, a indyjski minister finansów Pranab Mukherjee oznajmił, że koalicja nie ma prawa mieszać się w wewnętrzne sprawy Libii. Turcja zapowiedziała, że nigdy nie weźmie udziału w akcji militarnej wobec Libii. Rosyjski minister obrony Anatolij Serdjukow potępił śmierć cywilów w nalotach koalicji.
26 marca odbył się w Rzymie protest przeciwko operacji militarnej NATO w Libii.

### Międzynarodowa mediacja i kwestia operacji militarnej
Do Trypolisu 10 kwietnia przybyli prezydenci RPA Jacob Zuma, Mali Amadou Toumani Touré, Mauretanii Muhammad uld Abd al-Aziz, Konga Denis Sassou-Nguesso oraz delegat z Ugandy, którzy spotkali się z Mu’ammarem al-Kaddafim. Celem misji dyplomatycznej Unii Afrykańskiej było zakończenie wojny domowej. Plan przewidywał natychmiastowe zawieszenie broni, otwarcie korytarzy dla pomocy humanitarnej i podjęcie rozmów przez strony konfliktu. Podczas negocjacji poruszono kwestię ustąpienia al-Kaddafiego, jednak nie podano szczegółów rozmów. Libijski przywódca zaaprobował przedstawiony plan zawieszenia broni.
Jednak dzień później rebelianci odrzucili plan Unii Afrykańskiej ws. zawarcia rozejmu w Libii. Przyczyną niezaakceptowania planu było pozostanie al-Kaddafiego w Libii na czas negocjacji. Opozycjoniści bowiem domagali się jego natychmiastowego ustąpienia.
13 kwietnia w Dosze zebrała się grupa kontaktowa ws. konfliktu w Libii. Ministrowie spraw zagranicznych państw Unii Europejskiej, NATO i krajów arabskich, które popierały libijskich powstańców, jednogłośnie opowiedziały się za ustąpieniem al-Kaddafiego, co miało być pierwszorzędnym warunkiem zakończenia wojny domowej. Członkowie grupy kontaktowej domagali się uwolnienia wszystkich więźniów politycznych. Na obradach Włochy poinformowały, iż nie utrzymują już stosunków dyplomatycznych z Libią. Francuska dyplomacja skrytykowała operację NATO. Według Francji, koalicja niedostatecznie chroniła cywilów i nie niszczyła w optymalnym stopniu potencjału militarnego wojska al-Kaddafiego. Ponadto minister spraw zagranicznych Francji Alain Juppé zażądał większego wkładu areny międzynarodowej w operację humanitarną. Wielka Brytania wezwała do finansowania bojówki z Cyrenajki. Przedstawiciele Tymczasowej Rady Narodowej zaapelowali do NATO o nasilenie nalotów na wojska al-Kaddafiego.
14 kwietnia w Berlinie rozpoczęło się dwudniowe nieformalne spotkanie przywódców szefów dyplomacji państw NATO. Sekretarz generalny NATO Anders Fogh Rasmussen poparł apel grupy kontaktowej o natychmiastowe ustąpienie al-Kaddafiego. Ponadto sojusz zadeklarował, że będzie działał na terenie Libii tak długo, jak al-Kaddafi będzie rządził. Sekretarz generalny zaapelował do koalicjantów o większe zaangażowanie się w operację i wysłanie dodatkowych samolotów. Do połowy kwietnia uderzenia z powietrza dokonywały samoloty z Belgii, Kanady, Danii, Francji, Norwegii, Wielkiej Brytanii i Stanów Zjednoczonych.
15 kwietnia Stany Zjednoczone, Wielka Brytania oraz Francja wystosowały list otwarty, w którym oświadczono, że za rządów al-Kaddafiego w Libii nie będzie pokoju. Wobec tego NATO musiało kontynuować misję mającą chronić libijskich cywilów i podtrzymywać nacisk na al-Kaddafiego. List skrytykowała Rosja, która uznała, że rezolucja, za której sprawą zainicjowano operację lotniczą, nie daje praw do zmiany rządów w Libii.
20 kwietnia libijskie władze zapowiedziały przeprowadzenie wyborów pod nadzorem ONZ w ciągu 6 miesięcy, jeśli NATO zakończy naloty. Tymczasem Francja odpowiedziała na wcześniejszy apel rebeliantów i zapowiedziała zwiększenie częstotliwości nalotów.
21 kwietnia Washington Post napisał, że w obliczu wysyłania instruktorów wojskowych do Libii, operacja koalicji weszła w kolejną fazę. Wysłanie instruktorów obiecali Francuzi, Włosi oraz Brytyjczycy. 23 kwietnia wojsko amerykańskie użyło po raz pierwszy samolotu bezzałogowego MQ-1 Predator.
26 kwietnia Libia zwróciła się do Rosji, by ta zwołała nadzwyczajne posiedzenie RB ONZ w związku z operacją sił koalicji. Wcześniej Władimir Putin skrytykował aliantów za atak na siedzibę al-Kaddafiego, podkreślając, że siły zachodnie nie mają mandatu do jego zabicia.
27 kwietnia Unia Afrykańska zaapelowała o przerwanie interwencji. Była to odpowiedź na zbombardowanie posiadłości al-Kaddafiego w Trypolisie, co miało miejsce 25 kwietnia.
1 maja Rosja skrytykowała kolejny atak NATO na posiadłości al-Kaddafiego w Trypolisie, który miał miejsce dzień wcześniej. Według Rosji tego typu ataki wykraczają poza mandat Rady Bezpieczeństwa ONZ.
5 maja w Rzymie zebrała się grupa kontaktowa złożona z przedstawicieli 22 państw i 6 organizacji międzynarodowych (Unii Europejskiej, ONZ, NATO, Ligi Arabskiej, Organizacji Konferencji Islamskiej i Rady Współpracy Zatoki Perskiej). Celem spotkania było wypracowanie rozwiązania, które doprowadzi do szybkiego zawieszenia broni w Libii. Delegaci stwierdzili, iż al-Kaddafi jest w defensywie i coraz bardziej izoluje się od areny międzynarodowej. Ustalono kontynuacje uchwalonych rezolucji i zwiększenie presji na reżim al-Kaddafiego w kontekście politycznym, militarnym oraz ekonomicznym.
20 maja Rosja, która dotychczas krytykowała operacją NATO, opowiedziała się by ONZ i Unia Afrykańska ustanowiły w Libii misję pokojową.
Do Trypolisu 30 maja przybył prezydent RPA Jacob Zuma. Jego dyplomatyczna misja polegała na negocjacjach nad warunkami rozejmowymi, a także stworzenie korytarza humanitarnego i wdrażania reform w kraju pogrążanym wojną domową. Po spotkaniu Jacob Zuma oświadczył, że Mu’ammar al-Kaddafi jest on gotów do zawieszenia broni i zaakceptowania planu pokojowego Unii Afrykańskiej. Z kolei rzecznik libijskiego rządu zaprzeczył, że al-Kaddafi negocjował strategię odejścia.
W Abu Zabi 9 czerwca zebrała się grupa kontaktowa do spraw Libii. W spotkaniu udział wzięli przedstawiciele państw Wielkiej Brytanii, Francji i Włoch, a także delegaci z ONZ, Ligi Arabskiej i Organizacji Konferencji Islamskiej. Społeczność międzynarodowa rozmawiała między sobą, a także z rebeliantami na temat bezpieczeństwa i humanitaryzmu, jaki opozycjoniści zapewniają cywilom. Prokurator Międzynarodowego Trybunału Karnego Luis Moreno-Ocampo oświadczył, że są dowody wskazujące, iż Mu’ammar al-Kaddafi polecił swoim żołnierzom gwałcenie kobiet na masową skalę w ramach walki z siłami rebeliantów.
13 kwietnia Hillary Clinton zaapelowała do głów państw Afryki, by porzucili Mu’ammara al-Kadafiego i przystąpili do promowania demokracji. Do przemówienia do przedstawicieli Unii Afrykańskiej doszło w etiopskiej Addis Abebie.
21 czerwca minister spraw zagranicznych Włoch Franco Frattini wezwał NATO do zakończenia nalotów, by móc otworzyć korytarze humanitarne w Libii. Wpływ na to miały omyłkowe naloty, w których ginęli cywile.
Jedno z lipcowych wydań gazety Daily Telegraph skomentowało poczynania sojuszników interweniujących w Libii jako niezgodne z rezolucją RB ONZ nr 1973. Wielka Brytania i Francja szeroko interpretowały zapis rezolucji, wysyłając instruktorów wojskowych i organizując przerzuty broni dla rebeliantów. Ponadto celem natowskich bombardowań stało się obalenie al-Kaddafiego, co nie było przyczyną podjęcia rezolucji.
Podczas czwartego spotkania grupy kontaktowej, które miało miejsce 15 lipca, jej członkowie uznali, że al-Kaddafi nie ma już faktycznie prawowitej władzy w Libii, a rządy w tym kraju ma przejąć Tymczasowa Rada Narodowa. Reżim Kaddafiego nie jest już prawowitą władzą w Libii, głosił komunikat końcowy. Ustalono zakres pomocy humanitarnej oraz postanowiono także, że część krajów odmrozi do wykorzystania przez przejściową Narodową Radę Libijską środki zamrożone pół roku wcześniej. Al-Kaddafiego wezwano do ustąpienia, a strony konfliktu do zawieszenia broni. W odpowiedzi transmitowanej na głównym placu Zalitanu Mu’ammar al-Kaddafi zaznaczył, że tak zwana Rada z Bengazi nic nie znaczy, a armia przeciwstawi się kolonialnej agresji.
Od strony Unii Europejskiej 9 sierpnia padł piąty pakiet sankcji na Libię. Unijne sankcje gospodarcze dotyczyły 42 osoby i 49 firm związanych z rządem w Trypolisie. 12 sierpnia prezydent Rosji Dmitrij Miedwiediew podpisał dekret o wejściu w życie sankcji przeciwko Libii, przyjętych w marcu przez RB ONZ rezolucją nr 1973.

### Lądowe wsparcie dla rebeliantów
Oprócz oficjalnej lotniczej operacji NATO, wbrew powszechnym zaprzeczeniom, państwa zewnętrzne wspierały rebeliantów także wojskami lądowymi. Już 20 kwietnia Francja poinformowała, że wyśle do Libii wojskowych instruktorów, którzy będą współpracować z Narodową Radą Libijską. Na ten sam krok zdecydowali się dzień wcześniej Włosi i Brytyjczycy, którzy obiecali wysłać odpowiednio 10 i 20 instruktorów. Tego samego dnia do Bengazi dotarł pierwszy transport broni ręcznej z Kataru, państwa zachodnie zdystansowały się od tych działań.
W czerwcu Francja zorganizowała przerzuty broni do rebeliantów walczących w górach Dżabal Nafusa. 5 lipca o godz. 4:00 siły rządowe przechwyciły dwie katarskie łodzie płynące pod banderą Tunezji, które transportowały broń dla rebeliantów. Aresztowano przy tym 11 osób.
25 sierpnia agencja AFP podała, że u boku rebeliantów działali brytyjscy oraz francuscy agenci, którzy stacjonowali na terenach nieczynnej rafinerii w mieście Az-Zuwajtina pod Marsą al-Burajką. Agenci pomagali powstańcom podczas letniej ofensywy na froncie wschodnim, mieli odegrać także znaczącą rolę podczas bitwy w Trypolisie. Ponadto Szef Sztabu Generalnego Kataru, generał Hamad Bin Ali Al Attiyah oficjalnie przyznał po zakończeniu wojny, iż katarscy komandosi czynnie wspierali rebeliantów na wszystkich frontach walki. Oprócz tego, że szkolili rebeliantów, planowali ich operacje i utrzymywali sprawną komunikację z siłami zbrojnymi państw NATO. Ponadto Katarczycy angażowali się bezpośrednio w walki. Katarczycy zaplanowali m.in. szturm na Trypolis. Katarczycy nadzorowali Libijczyków podczas walk, gdyż jak przyznali, w większości byli to cywile bez doświadczenia wojskowego. Tak więc lądowa pomoc państw zewnętrznych przyczyniła się do obalenia reżimu al-Kaddafiego.

### Pomoc międzynarodowa dla Libii
W czasie trwania bitwy o Trypolis, szefowa dyplomacji UE Catherine Ashton obiecała pomoc medyczną dla dotkniętej ciężkimi walkami stolicy kraju, wsparcie dla nowych władz libijskich w przywracaniu bezpieczeństwa, pomoc w odbudowie gospodarczej kraju i wsparcie procesu demokratyzacji. 25 sierpnia doszło do porozumienia między USA i RPA co do odmrożenia 1,5 miliarda dol. aktywów, które zostały zawieszone w ramach sankcji gospodarczych. Pieniądze przekazane rebeliantom miały trafić na cele humanitarne i pomocy cywilom.
1 września w Paryżu odbyła się międzynarodowa konferencja poświęcona sytuacji w Libii, w której udział wzięło 60 narodowych delegacji. Kraje biorące udział w obradach obiecały nowym władzą pomoc gospodarczą, odmrożenie zablokowanych aktywów reżimu al-Kaddafiego, wspieranie w przemianach transformacyjnych, pomoc w budowie nowej administracji państwowej oraz szkolenie urzędników. Potwierdzono, że grupa kontaktowa uległa przekształceniu w grupę przyjaciół nowej Libii. Pierwsze posiedzenie tej grupy zaplanowano 20 września w Nowym Jorku podczas 66. sesji Zgromadzenia Ogólnego ONZ.
9 września Interpol poinformował o wydaniu nakazu aresztowania Mu’ammara al-Kaddafiego, jego syna Saifa al-Islama oraz szwagra Abdullaha al-Senussiego, byłego szefa wywiadu.
Na konferencji prasowej w Trypolisie, która odbyła się 15 września, premier Wielkiej Brytanii David Cameron obiecał nowemu rządowi Libii pomoc w pojmaniu al-Kaddafiego, a jego samego wezwał do poddania się. Cameron i prezydent Francji Nicolas Sarkozy jako pierwsi zachodni politycy odwiedzili zdobyty przez powstańców Trypolis. Przewodniczący NRT Mustafa Dżalil obiecał z kolei państwom koalicji pierwszeństwo w zawieraniu przyszłych kontraktów i rewizję umów zawartych przez rząd al-Kaddafiego w poszukiwaniu śladów korupcji. 16 września na wniosek Wielkiej Brytanii, Rada Bezpieczeństwa ONZ złagodziła sankcje nałożone wiosną na Libię, m.in. odblokowano konta libijskich koncernów naftowych, złagodzono restrykcje wobec banków, zniesiono embargo na dostawy broni lekkiej i zezwolono na wznowienie lotów libijskich linii lotniczych.
Po spotkaniu ministrów obrony krajów NATO w Brukseli, które odbyło się 6 października, sekretarz obrony USA Leon Panetta przedstawił warunki zakończenia działań koalicji w Libii. Wymienione zostały odsunięcie zagrożenia ze strony al-Kaddafiego, poprawa sytuacji w Syrcie i zdolność nowych władz do zapewnienia bezpieczeństwa.
Przebywająca w Trypolisie sekretarz stanu USA Hillary Clinton oświadczyła 18 października, że Stany Zjednoczone chciałyby, aby al-Kaddafi został zabity lub schwytany. Rozmawiano także o zapewnieniu opieki medycznej rannym powstańcom oraz pomocy w zabezpieczaniu broni z magazynów armii dawnego rządu.

## Sytuacja humanitarna
Rząd libijski ogłosił 25 lutego podwyżkę płac, dopłat do produktów żywnościowych i dodatków socjalnych. Każdej rodzinie obiecano 500 libijskich dinarów (400 dolarów amerykańskich). Tego dnia Wysoka Komisarz ONZ ds. praw człowieka Navi Pillay, podała, że podczas libijskiej rewolucji tysiące ludzi zostało zamordowanych. Światowy Program Żywnościowy (WFP) ostrzegł przed kryzysem żywnościowym w Libii. Z kolei rzeczniczka Wysokiego Komisarza ONZ ds. Uchodźców (UNHCR) Melissa Fleming, ostrzegła przed exodusem cywilów, którzy mogą zalać sąsiednie kraje i Europę.
Zapasy medykamentów, żywności i paliw w czasie trwania konfliktu były niewielkie. 25 lutego, Międzynarodowy Komitet Czerwonego Krzyża zaapelował o wsparcie dla Libii w wysokości 6 400 000 dolarów, aby sprostać podstawowym potrzeb osób dotkniętych przez gwałtowne walki w kraju.

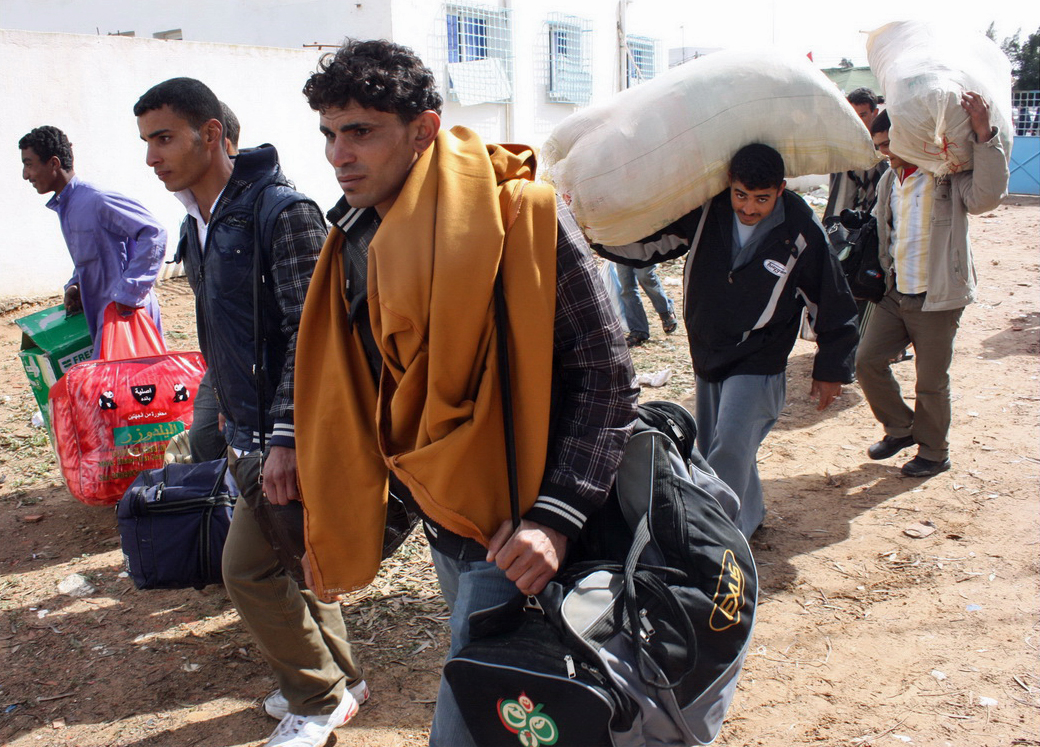
Libijczycy uciekający do Tunezji

Pod koniec lutego 2011, z powodu wojny domowej w Libii, granicę libijsko-tunezyjską przekroczyło kilkadziesiąt tysięcy osób. 27 lutego 2011 Biuro UNCHR poinformowało, że liczba ta wyniosła ok. 50 tys. osób. Wśród nich znaleźli się głównie Tunezyjczycy, Egipcjanie i Libijczycy, a także obywatele państw azjatyckich. UNHCR zaapelował do społeczności międzynarodowej o pomoc humanitarną dla rządów Tunezji i Egiptu w celu opanowania sytuacji napływających uchodźców. Biuro rozpoczęło także akcję dostarczania namiotów i niezbędnego zaopatrzenia na wyspę Dżerba. Na powrót do kraju w prowizorycznych warunkach oczekiwało ok. 20 tys. Egipcjan.
W kolejnych dniach fala migracja rosła i do 1 marca 2011 osiągnęła poziom 70-75 tys. osób. Tylko tego dnia granicę przekroczyło ok. 14 tys. uchodźców, a dalszych 20 tys. oczekiwało na jej przekroczenie po stronie libijskiej. Pomoc humanitarną na tunezyjskie pogranicze dostarczało Biuro UNHCR, Światowy Program Żywnościowy oraz Organizacja Czerwonego Półksiężyca. Dziesiątki tysięcy osób oczekiwało na przetransportowanie do innych miast i ich państw ojczystych. UNHCR w pobliżu granicy zorganizował przejściowy obóz dla ok. 20 tys. uchodźców.
Organizacje pomocowe ogłosiły stan pogotowia humanitarnego. Przewodniczący Komisji Europejskiej José Manuel Barroso określił sytuację mianem „ludzkiej tragedii”. W odpowiedzi na apele, pomoc logistyczną w postaci samolotów i okrętów dostarczyła Francja, Wielka Brytania oraz Stany Zjednoczone, co umożliwiło ewakuację kilku tysięcy Egipcjan. Gwałtowny napływ migrantów do Tunezji rozpoczął się 21 lutego 2011, osiągając swoje apogeum w dniach 1-2 marca. W kolejnych dniach liczba osób przekraczających granicę stopniowo się zmniejszała.
W czasie pierwszych dniach powstania, 4000 osób na dobę przekraczało granicę libijsko-tunezyjską. Wśród uchodźców byli też cudzoziemcy, w tym Egipcjanie, Tunezyjczycy i Turcy. Wysoki komisarz Narodów Zjednoczonych do spraw uchodźców, podał, że do 3 marca około 200 tys. ludzi uciekło z Libii do Tunezji i Egiptu. Obóz dla uchodźców został założony w Ras Ejder. Był przeznaczony dla 10 tys. uchodźców, jednak szybko znalazło się w nim 20 tys., a z czasem 30 tys. uchodźców. Dziesiątki tysięcy ludzi zostało uwięzionych na libijskim stronie granicy. Światowa Organizacja Zdrowia przestrzegała przed wybuchem epidemii.

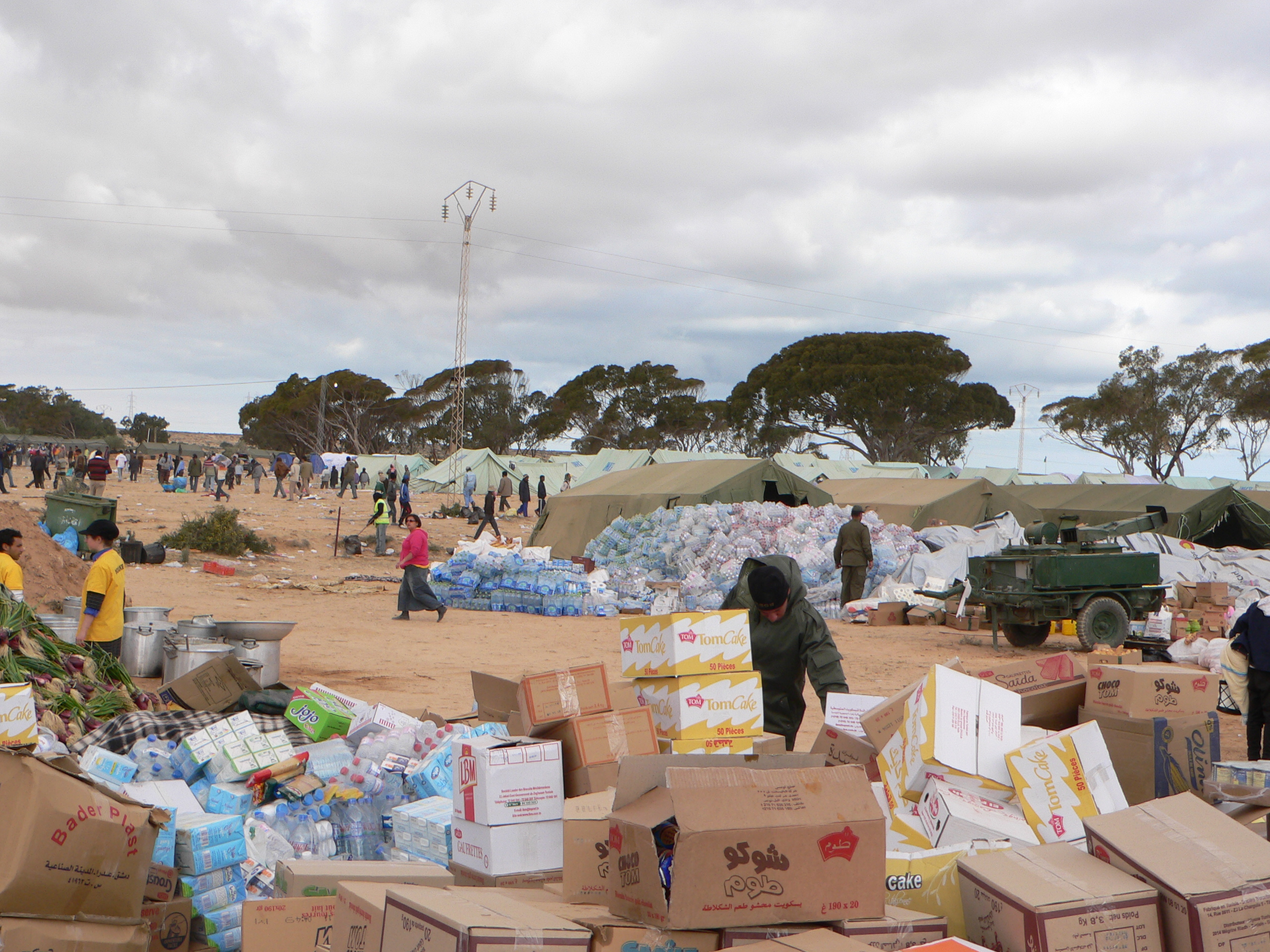
Obóz dla uchodźców w Choucha w Tunezji

19 marca w dniu rozpoczęcia międzynarodowej interwencji lotniczej do Egiptu uciekło 3800 ludzi. Od początku trwania konfliktu do interwencji obcych państw, Libię opuściło 317 600 ludzi, zarówno Libijczycy, jak i obywatele zagranicznych państw.
Do 23 marca z kraju uciekło ponad 335 tys. ludzi, a dziesiątki tysięcy zostały przesiedlone. Biuro Koordynacji Pomocy Humanitarnej ONZ (OCHA) informowało, że sytuacja humanitarna w Libii była bardzo niepewna. Wielu lekarzy i pielęgniarek uciekło z kraju. Wówczas najgorsza sytuacja cywilów panowało na arenach toczących się bitew, czyli Adżdabiji i Misracie. Pacjenci pozostający w szpitalu w Misracie zostali ewakuowani, gdy czołgi sił rządowych ostrzelały szpital.
Do 30 marca od początku konfliktu 376 485 osób przekroczyło libijskie przejścia graniczne z Egiptem, Tunezją, Nigrem, Algierią, Czadem i Sudanem.
9 kwietnia uchodźcy z Kalaa powiedzieli dziennikarzom Reutersa, że najemnicy palili ropociągi, zabijali owce i gwałcili dziewczynki i kobiety.
13 kwietnia w Bengazi wylądował Airbus z 10 tonami leków. To pierwszy lot humanitarny z Francji dla Libii. 15 kwietnia z oblężonej Misraty ewakuowano 1200 obywateli państw Afryki i Azji. Ponadto do miasta przywieziono 400 ton pomocy humanitarnej. Tego samego dnia ONZ ogłosiło, iż operacja humanitarna nie potrzebuje wojskowego wsparcia. Biuro Narodów Zjednoczonych ds. Koordynacji Pomocy Humanitarnej (OCHA) poinformowała, że sytuacja humanitarna zmieniała się na lepsze. W kolejnych dniach w porcie w Misracie nadal oczekiwały na ewakuacje tysiące ludzi. Wówczas siły rządowe atakowały pobliże portu, by odstraszyć zagraniczne statki mające ewakuować cywilów.
18 kwietnia libijskie władze zezwoliły otwarcia korytarza humanitarnego do oblężonego miasta Misrata. Pierwszy konwój składał się z ośmiu ciężarówek załadowanych 240 ton mąki pszennej i herbatnikami, co wystarczyło 50 tys. osób na miesiąc. 19 kwietnia rebelianci oficjalnie poprosili siły zachodnie o interwencję lądową ze względu na krytyczna sytuację humanitarną w Misracie. Jednak sojusz był przeciwny przeprowadzeniu lądowej operacji. 20 kwietnia Francja zapowiedziała zwiększenie liczby nalotów. W tym samym czasie organizacje humanitarne stwierdziły, iż sytuacja humanitarna w Misracie dramatycznie się pogorszyła i była najgorsza od rozpoczęcia oblężenia ze względu na brak lekarstw i artykułów pierwszej potrzeby.

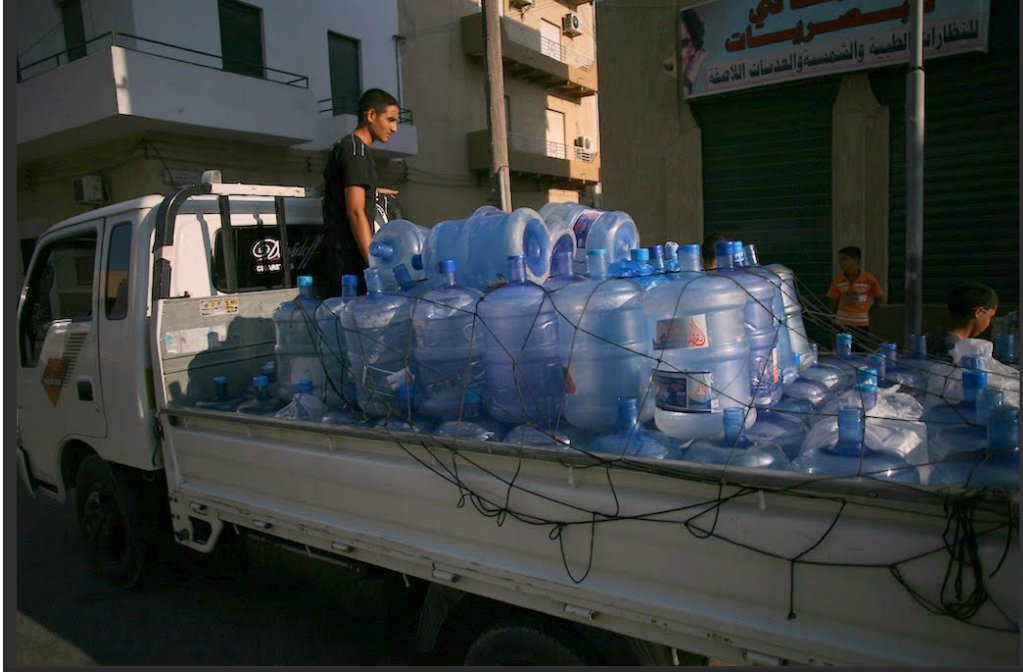
Pomoc humanitarna rozdysponowana w Trypolisie

26 kwietnia do portu w Misracie przybił statek Światowego Programu Żywnościowego (WFP). Na jego pokładzie jest żywność, leki, trzy ambulanse medyczne i artykuły pierwszej potrzeby dla mieszkańców oblężonego miasta, w którym sytuacja humanitarna była krytyczna. Dzielnice mieszkalne były zniszczone przez nieustanne ataki wojsk al-Kaddafiego. Cywile bali się wychodzić na ulice.
29 kwietnia Wysoki Komisarz ds. Uchodźców (UNHCR) powiedział, że na morzu od rozpoczęcia wojny zaginęło 800 osób, próbujących uciekać przed walkami. Ponadto siły rządowe zaminowywały wody przybrzeżne Libii.
Na początku maja dramatycznie pogorszyła się sytuacja w oblężonych miastach w górach Dżabal Nafusa, gdyż wojska al-Kaddafiego blokowały dostęp służbom humanitarnym. 5 maja powstańcy donieśli, że siły rządowe w szturmie na Misratę wyposażane tego dnia w maski przeciwgazowe, co zdaniem powstańców może świadczyć o chęci wykorzystania broni chemicznej.
Raport ONZ z 9 maja jednocześnie stwierdził, iż z powodu przedłużających się walk, sytuacja humanitarna w Libii stale ulegała pogarszaniu. Braki w zaopatrzeniu paraliżowały kraj. Cywile narzekali na niedobory w żywności, wodę pitną, leki, a także benzyny. Od początku wojny z kraju uciekło blisko 750 tys. osób, a ok. 65 tysięcy przebywających w Libii musiało zmienić miejsce zamieszkania.
13 maja 1240 Libijczyków na łodziach wypłynęło w kierunku krajów Unii Europejskiej i dotarło na włoską wyspę Lampedusa. To rekordowa liczba uciekinierów z jednego dnia.
Granicę libijsko-tunezyjską nadal przekraczały dziesiątki cywilów. W drugiej połowie maja temperatura dochodziła do 45 stopni Celsjusza. W kraju, a także w obozach dla uchodźców brakowało wody, żywności, medykamentów, a także ubrań. W obozie dla uchodźców w tunezyjskiej miejscowości Tataouline 22 maja wybuchł pożar z nieznanej przyczyny. Spłonęło 21 namiotów i zginęło co najmniej 4 uchodźców libijskich.
1 czerwca do Misraty zawinął statek z 420 tonami żywności, które na miesiąc wystarczyły, by wyżywić 25 tys. ludzi. 2 czerwca Urząd Wysokiego Komisarza Narodów Zjednoczonych ds. Uchodźców (UNHCR) informował, że 150 osób usiłujących uciec z Libii przez morze na włoską wyspę Lampedusa utonęło i ciała zostały wyrzucone na wybrzeże tunezyjskie. Straż przybrzeżna Tunezji zdementowała dzień później tę informację i poinformowała o dwóch ofiarach. Sprawa dotyczyła zaginionych na Morzu Śródziemnym 200 do 270 imigrantów uciekających z Libii. Wówczas blisko 600 osób uratowano, kiedy usiłowali dopłynąć do Włoch.
Jednak już 9 czerwca w jednej z łodzi z uchodźcami usiłującymi dostać się na Lampedusę, po 15 dniach wyprawy zabrakło paliwa, w wyniku czego jednostka zatonęła. Zginęły 63 z 72 osób znajdujących się na łodzi. Uciekinierzy wysyłali sygnały ratunkowe, jednak ofiarom nie pomogły ani okręty NATO, ani rybackie statki znajdujące się w pobliżu. Dziesięciu rozbitków trafiło do aresztu, jednak z braku pomocy medycznej jedna osoba zmarła.

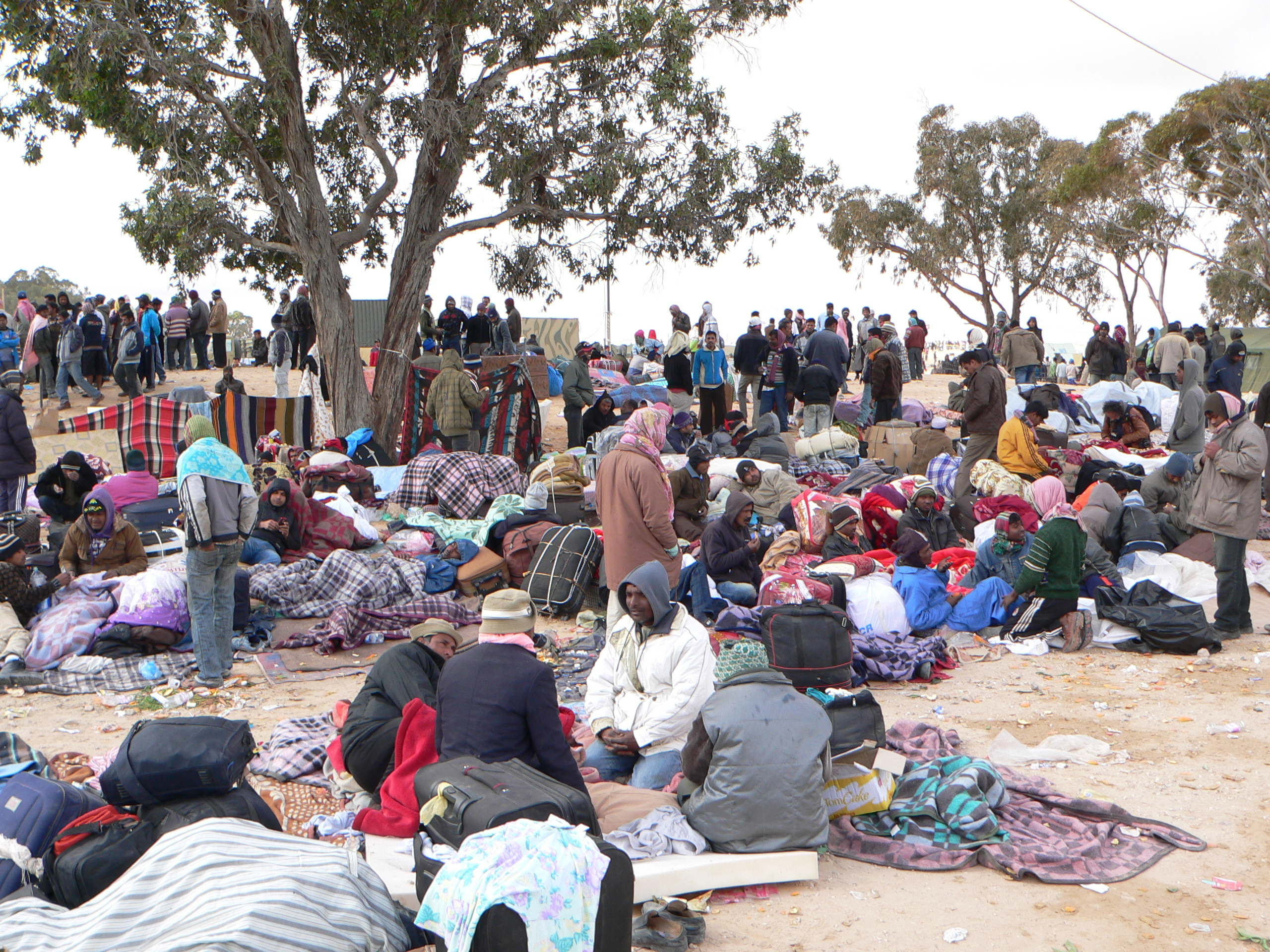
Libijczycy w tunezyjskim obozie dla uchodźców

Po wyzwoleniu Jafranu przez rebeliantów (6 czerwca) do miasta wwieziono zapasy żywności, wody pitnej oraz leków. 7 czerwca nad ranem dwie ciężarówki z żywnością dotarły do Az-Zintan. W czerwcu każdego dnia z Libii uciekało niemal 7 tys. cywilów. Przykładowo między 6 a 7 czerwca granicę z Tunezją przekroczyło ponad 6,8 tys. uchodźców. Większość była umieszczana w przepełnionych obozach dla uchodźców. 9 czerwca z regionu Dżabal Nafusa uciekło 6 tys. cywilów. Uchodźcy zatrzymali się w Ras Jadir w Tunezji. 11 czerwca kolejnych 667 uchodźców z Libii przybyło do wybrzeży włoskiej wyspy Lampedusa. Od początku 2011 na włoskie wybrzeża, przede wszystkim na wyspę Lampedusa, przybyło blisko 40 tysięcy uciekinierów z Afryki Północnej, szczególnie z Tunezji oraz Libii. Do 14 czerwca granicę z Egiptem przekroczyło 346 113 osób, z Tunezją 543 003, a z Czadem 30 825 Libijczyków.
17 czerwca Mustafa Muhammad Abd al-Dżalil przebywający we Włoszech powiedział, że żołnierze al-Kaddafiego dopuścili się kilkuset gwałtów na kobietach, a proceder ten został określony jako narzędzie wojny. Do tego punktu wojny udowodniono 235 gwałtów, ale mogło dojść do 780. Nieco wcześniej wyszło na jaw, iż al-Kaddafi miał rozkazać swoim żołnierzom w ramach walki z rebeliantami gwałcenie kobiet. W ten sposób miała dokonać się kara na kobietach przyłączających się do ruchu oporu i zasiać strach w szeregach rebeliantów.
Niedługo po tym NATO oskarżyło wojsko libijskie o brutalne ataki wymierzone w cywilów, którzy byli używani jako żywe tarcze. Ponadto w ocenie Sojuszu żołnierze używają parków dla dzieci i meczetów jako tarcz. W odpowiedzi Libijskie Ministerstwo Zdrowia podało, że do 7 czerwca w nalotach NATO zginęło 856 cywilów. Koalicja podważyła te dane, argumentując, że nie można ich w żaden sposób udokumentować. Według NATO rząd libijski uprawiał w ten sposób propagandę.
Kolejny czerwony alarm co do sytuacji humanitarnej w Libii pojawił się na początku lipca. Kończyły się ostatnie zapasy leków i środków zaopatrzenia medycznego zarówno w regionach kontrolowanych przez rząd, jak i opozycjonistów. Problemem była nieregularność w dostawach leków i szczepionek. Światowa Organizacja Zdrowia negocjowała z przedstawicielami Rady Bezpieczeństwa ONZ, by środki z zablokowanych kont al-Kaddafiego i rządu przeznaczyć na zakup medykamentów dla ofiar wojny. Po pięciu miesiącach wojny domowej z kraju uciekło 650 tysięcy osób, a prawie 250 tysięcy musiało przenieść się w inne rejony kraju.
Po bitwie w Trypolisie nastąpił poważny kryzys humanitarny. 400 tys. ludzi potrzebowało pilnej pomocy, w stolicy brakowało prądu, wody, żywności, medykamentów oraz paliwa. Podobna sytuacja nastąpiła w czasie przeciągających się walk o Syrtę.

## Oceny konfliktu

### Ofiary
Dokładna liczba zabitych wojny domowej nie jest znana. W wojnie domowej zginęło co najmniej 30 tys. ludzi, a około 50 tys. zostało rannych. Szacunki oparto na doniesieniach szpitali, władz lokalnych i dowódców sił powstańczych. Połowa z zabitych to żołnierze al-Kaddafiego. Sama Brygada Chamisa straciła 10 tys. ludzi. Najbardziej krwawe walki toczono o Misratę i Zalitan. Wiele ofiar pochłonęła kampania w Dżabal Nafusa. W tych regionach śmierć poniosło między 15 tys. a 17 tys. ludzi. Najwięcej powstańców poległo podczas oblężenia Misraty – co najmniej 2 tys. osób, a także w czasie bitwy o Trypolis – ok. 1700 zabitych powstańców. NRT oceniła na początku października, iż konflikt kosztował życie 25 tys. ludzi. Ponadto 60 tys. w czasie walk odniosło rany.
Z powodu Arabskiej Wiosny tysiące cywilów podjęło ucieczkę z krajów Afryki Północnej do Europy. W związku z tym na Morzu Śródziemnym utonęło co najmniej 1500 osób, z czego większość pochodziła z Libii.

### Łamanie praw człowieka
W czasie trwania wojny domowej obie strony zarzucały przeciwnikowi łamanie praw człowieka. Ponadto rząd w Trypolisie o pogwałcenie praw człowieka obciążył NATO, które kilkakrotnie przez omyłkowe naloty powodowało ofiary cywilne.
W pierwszych dniach wojny Mu’ammar al-Kaddafi nakazał tłumić demonstracje. 21 lutego w Trypolisie przeciwko demonstrantom wysłano wojsko i lotnictwo. Szacuje się, że w pierwszych dniach konfliktu zabito 500-700 demonstrantów. Luis Moreno Ocampo, główny prokurator Międzynarodowego Trybunału Karnego zarzucił w tym okresie Mu’ammarowi al-Kaddafiemu dokonania zbrodni wojennych. Żołnierze al-Kaddafiego dopuszczali się masowych gwałtów. Na początku wojny prawie 300 kobiet, przebywających w obozach dla uchodźców w Tunezji, przyznało, że zostało zgwałconych przez wojskowych. Żołnierze gwałcili żony mężczyzn, sympatyzujących z rządem w Bengazi. Wojskowi gwałcili także nieletnie dziewczynki. W trakcie trwania wojny wyszło na jaw, iż al-Kaddafi rozkazał swoim żołnierzom w ramach walki z rebeliantami gwałcenie kobiet. W ten sposób miała dokonać się kara na kobietach przyłączających się do ruchu oporu i zasiać strach w szeregach rebeliantów. Według prokuratora dyktator zlecił rozdawanie żołnierzom viagry na wzmocnienie popędu seksualnego.
W pierwszej fazie wojny także rebeliantom zdarzyło się nie respektować praw człowieka. Sam lider powstańców Mahmud Dżebril przyznał, że w dwóch pierwszych tygodniach wojny doszło do kilku incydentów łamiących elementarne prawa człowieka. Powszechnymi przykładami były egzekucje wykonywane przez bojowników na złapanych czarnoskórych najemników, opłacanych i walczących po stronie Trypolisu.
24 marca Daily Telegraph poinformował tego dnia w reportażu z Bengazi, że w mieście trwały od wycofania się wojsk rządowych masowe aresztowania i represje wobec wszystkich domniemanych zwolenników al-Kaddafiego. Wobec braku działań ze strony rządu tymczasowego akcja ta miała charakter spontaniczny, prowadzona była przez grupy uzbrojonych, młodych milicjantów, którzy mieli się na tym tle dopuścić licznych zabójstw. Władze powstańcze przyznały, że ich kontrola nad bojówkami była ograniczona i w większości czysto teoretyczna.
Z opublikowanego 28 marca raportu Amnesty International wynika, że reżim represjonował blogerów, dziennikarzy, domniemanych rebeliantów. Udokumentowano 30 przypadków osób, które zaginęły bez wieści we wschodniej Libii. Ponadto, kiedy armia al-Kaddafiego 20 lutego wycofywała się z Bengazi, żołnierze pojmali co najmniej dziewięć osób, w tym dwóch czternasto- i szesnastolatków. Tymczasem powstańcy w większości przypadków przestrzegali praw wobec więźniów i ludności cywilnej podczas działań militarnych. Według raportu Amnesty International z 11 kwietnia lojaliści al-Kaddafiego dopuszczali się mordów na schwytanych opozycjonistach pod Adżdabiją, co jest zbrodnią wojenną. Pojmani jeńcy mieli związane ręce, po czym strzelano im w tył głowy. Taka sytuacja miała miejsce w czterech potwierdzonych przypadkach. Ponadto podczas wojny domowej wojsko mordowało nieuzbrojonych demonstrantów, co wykazał wspomniany raport.
Wojska rządowe używały w walce bomb kasetowych. Informacje potwierdził The New York Times, który opublikował zdjęcia bomb, których użycie zostało zakazane przez prawo międzynarodowe w 2010 w wielu krajach. Jednak Libia nie podpisała stosownej konwencji. 20 kwietnia Wysoka Komisarz ONZ ds. Praw Człowieka Navanethem Pillay stwierdziła, że takie działania wojska al-Kaddafiego można zakwalifikować jako zbrodnię wojenną.
Podczas walk w Misracie, armia wykorzystywała cywilów jako żywe tarcze. Kiedy rebelianci zbliżali się do portu, żołnierze okopali się za setkami cywilów oczekujących w porcie na ewakuację.
Prokurator Międzynarodowego Trybunału Karnego (MTK) Luis Moreno-Ocampo oskarżył 9 czerwca, iż rząd libijski dopuścił się popełnienia dwóch przestępstw przeciwko ludzkości – morderstw i prześladowań na masową skalę. 27 czerwca wydano nakaz aresztowania Muammara al-Kaddafiego za popełnienie zbrodni wojennych.
Human Rights Watch poinformował, że rebelianci dokonywali podpaleń i rabunków oraz źle traktowali cywilów podczas ofensywy na zachodzie kraju. Powstańcy w wioskach Dżabal Nafusa mieli dopuścić się plądrowania mienia cywilów, szpitali, sklepów, bicia sympatyków rządu w Trypolisie. W czasie II bitwy o Trypolis w jednym z obozów wojskowych znaleziono ciała 30 zwolenników rządu Maummara al-Kaddafiego. Ciała miały ślady postrzałowe, co wskazywałoby na egzekucję w wykonaniu szturmujących miasto rebeliantów. Jednak znaleziono także kilka grobowców z pomordowanymi bojownikami, na których przeprowadzono egzekucje, podczas odwrotu armii. W kolejnych dniach odnajdywano kilkanaście następnych grobowców z ciałami ofiar zbrodni wojennych. Największy masowy grobowiec odkryto 1 października na przedmieściach Trypolisu. Złożono w nich zwłoki 350 osób.
Wrześniowy raport Amnesty International rzucał na światło dzienne, iż obie strony konfliktu dopuściły się zbrodni wojennych. Głównymi przewinieniami sił al-Kaddafiego było atakowanie ludności cywilnej, aresztowania opozycjonistów, tortury oraz egzekucje. Udokumentowano egzekucje powstańców, którym krępowano ręce i strzelano w tył głowy. Również przeciwnicy al-Kaddafiego dopuścili się łamania praw człowieka, choć ma mniejszą skalę. Opozycjoniści porywali, arbitralnie zatrzymywali, torturowali i zabijali ludzi wiernych al-Kaddafiemu oraz obcokrajowców bezpodstawnie posądzanych o to, że są najemnikami.
W czasie walk o Syrtę doszło do egzekucji 53 osób. Zostały one zamordowane przez rewolucjonistów prawdopodobnie do 19 października. Ofiary to prawdopodobnie lojaliści, gdyż ciała znajdowały się na terenach kontrolowanych wówczas przez powstańców. Zastrzeleni jeńcy mieli zawiązane ręce z tyłu. ONZ poinformowało, iż zabicie al-Kaddafiego mogło zostać potraktowane jako zbrodnia wojenna, gdyż wskazywało na to, że al-Kaddafi zginął z rąk tłumu powstańców, którzy go pochwycili.

## Wpływ wojny na gospodarkę
Libijska wojna domowa miała wpływ na ceny ropy na światowych giełdach, gdyż Libia jest przewodnim producentem tego surowca w Afryce. Gwałtowny spadek jej wydobycia spowodował wzrost cen na rynkach paliwowych, ustanawiając maksymalną od 2008 cenę – powyżej 100 dolarów. Konflikt zakłócił działanie dwóch największych portów eksportowych ropy w Masie al-Burajce, Ras al-Unuf, a także w Az-Zawiji.
Wojna miała również niekorzystny wpływ na giełdę. Pierwsze gwałtowne spadki na libijskim parkiecie zanotowano 20 lutego. Odbiło się to na spadki na światowych giełdach, które rozpoczęły się dzień później. Amerykańskie indeksy spadły dzień po bombardowaniu cywilów w Trypolisie, czyli 22 lutego. 27 lutego saudyjska giełda zanotowała najniższy poziom od sześciu miesięcy. 28 lutego bessa ogarnęła giełdy azjatyckie.
6 kwietnia z Tobruku wypłynął tankowiec z ropą naftową, co zapoczątkowało eksport ropy przez rząd powstańczy. 13 kwietnia rebelianci poinformowali, iż z pól naftowych kontrolowanych przez nich wydobywano dziennie 100 tys. baryłek ropy naftowej. Niewielki odsetek z tego był eksportowany. Ogólnie wydobycie spadło o milion baryłek dziennie. Przed wojną wydobywano 1,6 miliona baryłek dziennie.
19 kwietnia amerykański instytut badawczy Jamestown Foundation napisał, iż wojna toczyła się o libijskie zasoby ropy naftowej. Według analityków pisma, zarówno Libijczycy, jak i siły zagraniczne zaangażowały się w przeciągającą się walkę o ropę. Zdaniem Jamestown Foundation kluczem do zwycięstwa w wojnie miało być kontrolowanie terminali naftowych i wykorzystanie potencjalnych dochodów ze sprzedaży surowców.
26 kwietnia USA zgodziło się na zawarcie kontraktów naftowych z rebeliantami, którzy wydobywali ropę z terenów nieobjętych kontrolą władzy al-Kaddafiego. Były libijski minister pracy Al Amin Manfur powiedział 8 czerwca, że libijski przywódca, by utrzymać się u władzy, sprzedawał ropę naftową na czarnym rynku. Manfur powiedział, że al-Kaddafiego wspierają ci, którzy mają finansowe interesy w utrzymaniu się dyktatora u władzy w Trypolisie.
Instalacje naftowe rozmieszczone na zachodzie kraju, będące pod kontrolą rebeliantów nie zostały znacząco uszkodzone podczas prowadzenia działań wojennych. Z kolei te leżące w strefie wpływów kaddafistów, po unormowaniu frontu wschodniego w kwietniu, lojaliści realizowali taktykę spalonej ziemi. Zniszczyli oni bowiem infrastrukturę energetyczną w Sarir, Es Sider i Ras al-Unuf. Ponadto dokonywano akcji sabotażu rurociągów. Blokowało to produkcje w terminalach Sarir i Mislah o 300 tys. baryłek dziennie. Po tym, jak w maju zamykano kolejne terminale (szczególnie w Tobruku), poważny kryzys finansowy dotknął władze powstańcze. Sankcje nakładane na reżim al-Kaddafiego mocno odbijały się na jego opozycjonistach. Czerwcowe sankcje nałożone przez UE zakazały wywozu ropy z portów w Trypolisie, Zuwarze, Az-Zawiji, Al-Chums, Ras al-Unuf i Marsa al-Burajce. Miało to znaczny wpływ na gospodarkę libijską. W przypadku, kiedy 95% dochodów z eksportu przynosiła ropa naftowa, te zyski zostały odcięte, a przychody te we wczesnej fazie wojny były przeznaczanie na dozbrajanie armii.
12 września zagraniczne koncerny naftowe wznowiły wydobycie ropy. Początkowo wydobycie było na poziomie 50 tys. baryłek dziennie. 5 października libijska agencja regulująca przemysł naftowy zażądała od zagranicznych koncernów zrealizowania zapłat za ropę naftową, które wstrzymano po nałożeniu w marcu sankcji na Libię. Zaległości wynosiły w październiku ok. 6 mld dolarów.
24 października do Libii wraz z ministrem spraw zagranicznych Polski Radosławem Sikorskim przybyli przedstawiciele firm petrochemicznych oraz budowlanych. Polskie firmy liczyły na podpisanie kontraktów na poszukiwanie i eksploatację złóż ropy naftowej oraz gazu, a także realizowanie projektów związanych z odbudową infrastruktury portowej, drogowej i komunalnej.

## Skutki konfliktu
Bezpośrednim skutkiem ponad ośmiomiesięcznej wojny była transformacja władzy w Libii. Panujący przez 42 lata dyktator został odsunięty od władzy i zabity, a większość jego popleczników została pochwycona lub także zamordowana w czasie walk. 23 października nowe libijskie władze ogłosiły, iż Libia jest wolnym krajem. Wyzwolenie ogłoszono w Bengazi, czyli tam, gdzie wojna się rozpoczęła.
Przedstawicielem Libii na arenie międzynarodowej została Narodowa Rada Tymczasowa, która z biegiem trwania konfliktu otrzymywała coraz większe poparcie na świecie. Przewodniczącym Rady, który pełnił funkcję głowy państwa, był Mustafa Muhammad Abd al-Dżalil, jego zastępcą był Abd al-Hafiz Ghuka, natomiast urząd premiera rządu tymczasowego objął Mahmud Dżibril. Po zakończeniu wojny premier ogłosił, iż ustępuje ze stanowiska. Po nim obowiązki premiera przejął Ali at-Tarhuni, a 31 października na to stanowisko rządu przejściowego desygnowano Abd ar-Rahima al-Kiba, który zaprzysiężony został 24 listopada 2011.
Ogłoszono przeprowadzenie w ciągu ośmiu miesięcy elekcji do parlamentu, który miał opracować nową konstytucję w 2012, poddaną pod osąd społeczności w referendum. Powrócono do libijskiej flagi sprzed rewolucji 1 Września. Tak rozpoczął się proces budowania systemu demokratycznego w Libii. Przewodniczący Rady Mustafa Muhammad Abd al-Dżalil ogłosił, iż Libia nie stanie się islamskim krajem ekstremistycznym. W nowej konstytucji islam ma być określony jako umiarkowany.
Wojna zostawiła olbrzymie zniszczenia w infrastrukturze kraju. Zrujnowane zostały miasta, przez które przetoczyły się zacięte walki. Najbardziej zniszczone miasta to Misrata oraz Syrta. Jednym z następstw rewolucji w Libii była fala migracji ludności z tego kraju. Większość z imigrantów opuszczała ojczyznę z powodu biedy i złych warunków życiowych, jednakże część z nich mogła być związana z obalonym reżimem i szukać nowego miejsca osiedlenia. Celem ich podróży była głównie Unia Europejska, w tym położone najbliżej granic Libii Włochy, szczególnie wyspa Lampedusa, gdzie mogło się dostać nawet 48 tys. ludzi.
Z kolei przywódcy zbrojnych milicji odmówili złożenia broni do czasu ratyfikowania nowej konstytucji. Oczekiwali także zachowania wpływu na decyzje polityczne. Liderzy ugrupowań zbrojnych domagali się politycznej pozycji i większych wpływów. Takie stanowisko grup powstańczych poważnie zagrażało równowadze państwowej. Ponadto pojawiły się obawy, iż uzbrojone frakcje plemienne mogły zacząć walczyć ze sobą o odegranie jak najważniejszej roli politycznej. Podczas rządów al-Kaddafiego, konflikty plemienne nie stanowiły problemu dla państwowości. Nowe władze musiały się zmierzyć z tym problemem i zaradzić ewentualnym waśniom. Lokalne władze w Libii były reprezentowane przez starszyznę plemienną. Było to uwarunkowanie historyczne, gdyż w czasach kolonizacji Włochy nie zmieniły stratyfikacji społecznej. Ponadto krajem mogła targać rywalizacja między islamistami a zwolennikami świeckiego państwa, między plemiennymi watażkami a ludnością miast, między Trypolisem a dawną kwaterą główną opozycji, czyli Bengazi.
Rada Bezpieczeństwa ONZ wyraziła zaniepokojenie, iż po zakończeniu wojny całe magazyny broni, nad którymi nie sprawowano dostatecznej ochrony, mogły być wykorzystywane przez watażków plemiennych do rozwiązywania lokalnych sporów, co mogło doprowadzić do wybuchu konfliktów etnicznych. Ponadto broń mogła wpaść w ręce terrorystów Al-Ka’idy, gdyż jej północnoafrykańskie zbrojne skrzydło miało swoje wpływy na pustynnych terenach Libii. Problem nierozbrojenia bojówek doprowadził na przełomie 2011 i 2012 do kilku konfliktów lokalnych.
Wybory parlamentarne do 200-osobowej Konstytuanty przeprowadzono 7 lipca 2012. W wyborach udział wzięło 374 list partyjnych i 2639 kandydatów niezależnych, łącznie, ok. 4 tys. kandydatów. 80 mandatów dostępnych było dla kandydatów partii politycznych, z kolei 120 dla kandydatów niezależnych. Skonstruowana ordynacja wyborcza nie pozwalała na zdominowanie nowego parlamentu zdominowaniu nowo wybranego parlamentu przez jedną partię czy opcję ideologiczno-polityczną. Były to pierwsze wybory parlamentarne od 1965. Wybory wygrał Sojusz Sił Narodowych premiera Mahmuda Dżibrila z wynikiem 48,8%, zdobywając 39 miejsc w parlamencie. 17 miejsc w parlamencie (21,3%) uzyskali islamiści – Bracia Muzułmanie i salafici. O wynikach libijskich wyborów decydowały aspekty plemienne, klanowe, a także różnice regionalne w kraju. W przeciwieństwie do wyborów w innych krajach ogarniętych Arabską Wiosną – Tunezji i Egipcie, nie wygrali islamiści.
8 sierpnia 2012 w Trypolisie odbyła się uroczystość przekazania władzy przez Tymczasową Radę Narodową, Zgromadzeniu Narodowemu. Symbolicznie władze na ręce najstarszego członka liczącego 200 deputowanych Zgromadzenia Narodowego Mohammeda Ali Salima przekazał przewodniczący TRN Mustafa Muhammad Abd al-Dżalil, który tym samym zakończył pełnienie funkcji głowy państwa. Tym samym Powszechny Kongres Narodowy wybrany w lipcowej elekcji przejęło konstytucyjne obowiązki kierowania i reprezentowania kraju. Jej pierwszym zadaniem był wybór przewodniczącego, którym 9 sierpnia 2012 został Muhammad Jusuf al-Makarjaf. Od tego czasu pełnił de facto funkcje głowy państwa.
12 września 2012 w Zgromadzeniu Narodowym odbyły się wybory nowego szefa rządu, który zastąpił tymczasowy gabinet Adbela Rahima al-Kiba. Głosowanie w pierwszej turze wygrał Mustafa Abu Szakur, który pokonał byłego pierwszego premiera tymczasowego Mahmuda Dżibrila. Jako szef nowego rządu zapowiedział starania na rzecz poprawy działania służb państwowych oraz sytuacji bezpieczeństwa poprzez wzmocnienie struktur wojska i policji, a także rozbrojenie bojowników z czasów wojny domowej. Jednakże 7 października 2012 parlament libijski udzielił po raz drugi premierowi Mustafie Bu Szagurowi wotum nieufności, po tym, jak odrzucono jego dziesięcioosobowy skład gabinetu. Wiązało się to z nieutworzeniem przez niego gabinetu i kontynuowaniem rządów przez Abdela Rahima al-Kiba. W związku z tym 14 października 2012 Zgromadzenie Narodowe wybrało Ali Zajdana na stanowisko szefa rządu. Jego gabinet zaprzysiężono 14 listopada 2012.
W kwietniu 2013 nierozbrojone milicje rozpoczęły oblężenie budynków rządowych, domagając się uchwalenia przez Powszechny Kongres Narodowy ustawy, która wykluczałaby z życia politycznego przedstawicieli obalonego reżimu. Parlament w przyśpieszonym trybie uchwalił ustawę 5 maja 2013. Uchwała zakazała wszystkim wyższym funkcjonariuszom obalonego reżimu al-Kaddafiego zajmowania stanowisk w nowej administracji państwowej. W myśl ustawy Mohammed Megarjef musiał się zrzec swojej funkcji, gdyż za rządów al-Kaddafiego był jednym z ambasadorów. Tym samym Megarjef ustąpił ze stanowiska 28 maja 2013. Z kolei 25 czerwca 2013 w Powszechnym Kongresie Narodowym odbyła się elekcja, która wyłoniła Nuriego Abu Sahmajna nowym przewodniczącym parlamentu.

## Uwaga
1. ↑  Tylko w czasie incydentów przy granicy z Tunezją podczas walk o Wazin.